# Biserica de lemn din Sohodol, Bihor

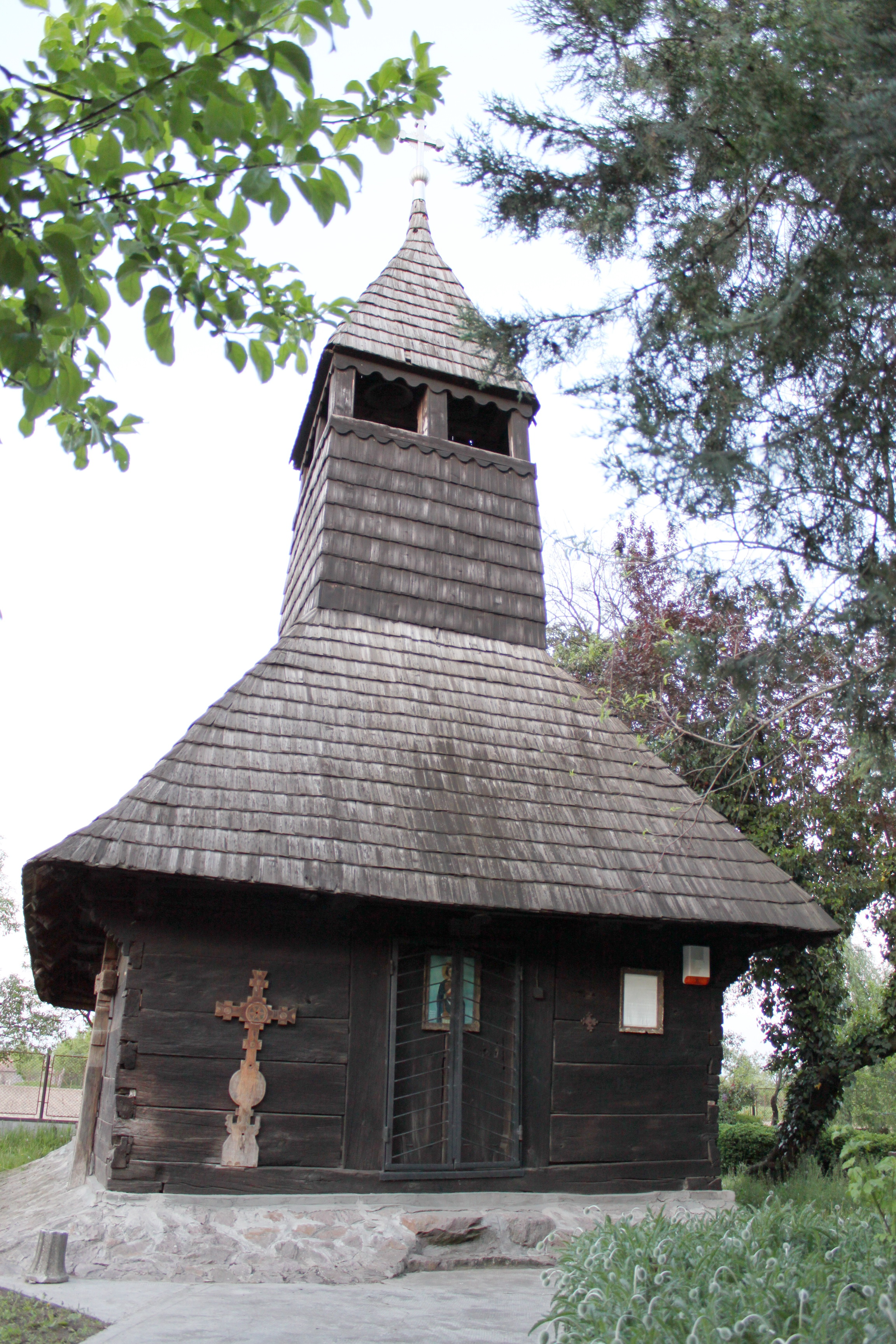
Biserica de lemn din Sohodol, judeţul Bihor - în prezent la Tinca, Bihor

Biserica de lemn din Sohodol, judeţul Bihor - imagine de arhivă

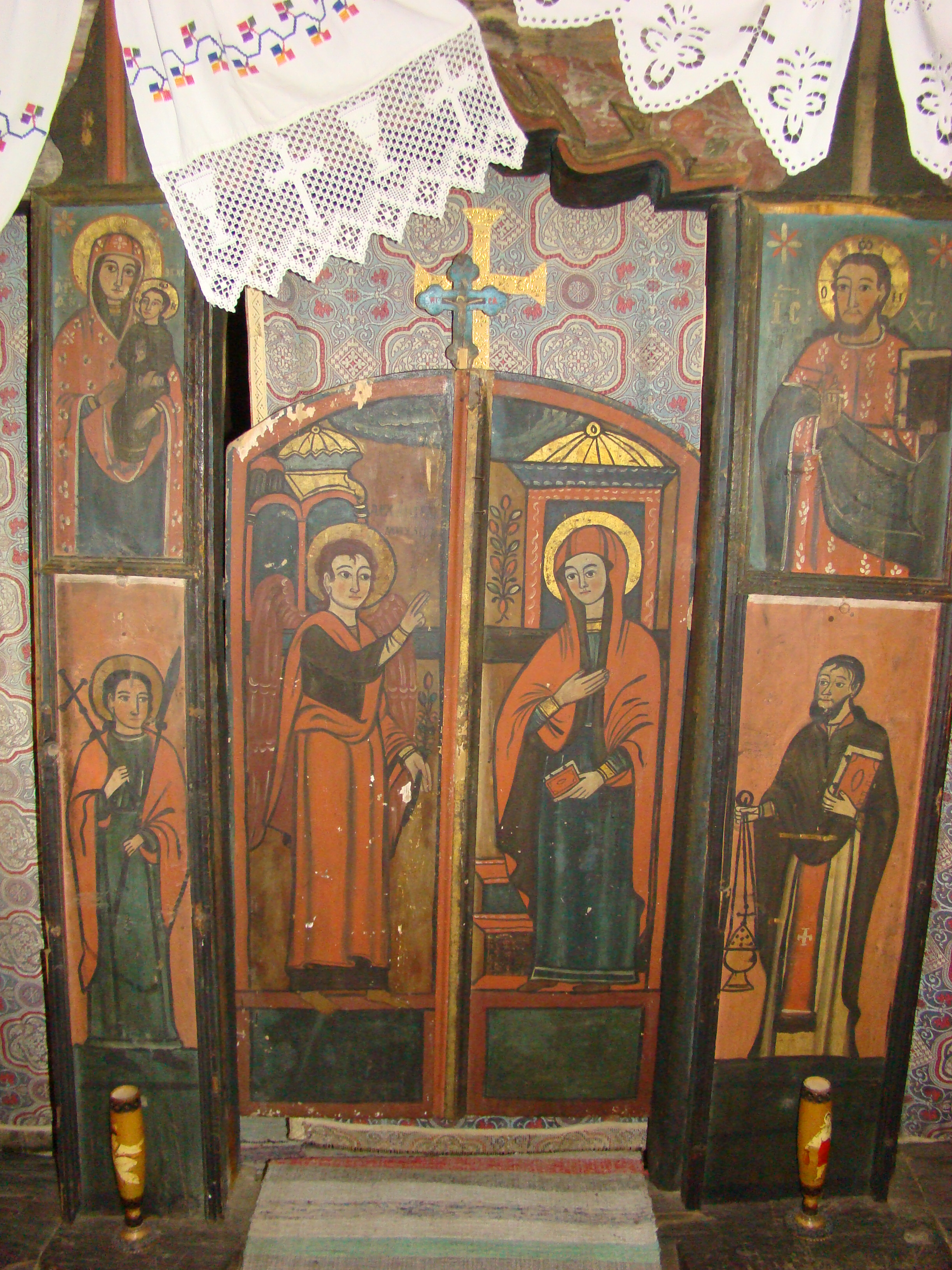
Uşile împărăteşti

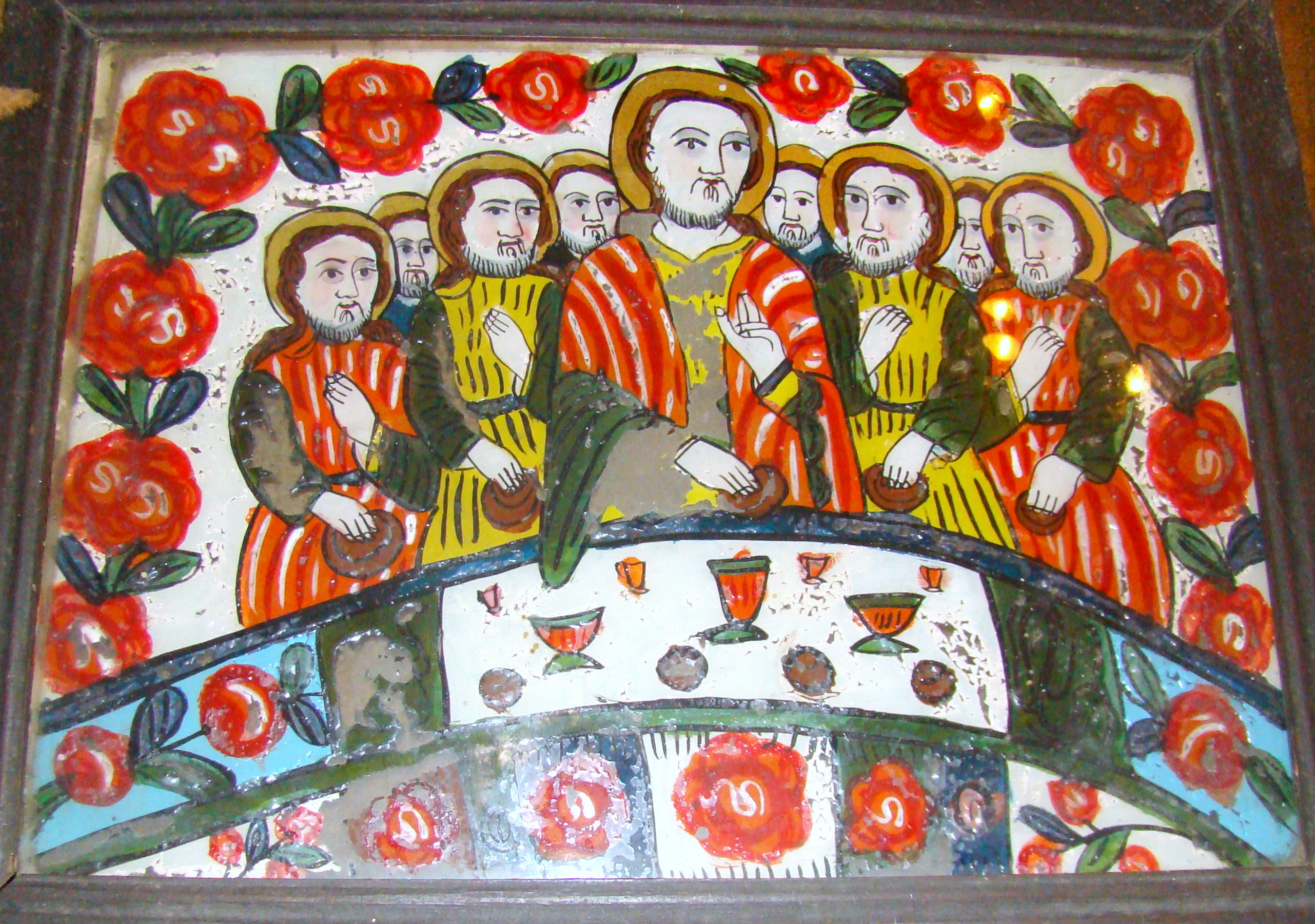
Cina cea de Taină, pictură pe sticlă, sec.XVIII

Biserica de lemn din Sohodol se afla în sătucul cu același nume din apropierea Beiușului. Fiind considerată prea mică și veche, credincioșii din Sohodol construiesc în anul 1940 o nouă biserică, de zid. Urmare a acestui fapt, nemaifiind utilizată la serviciile religioase, biserica de lemn se ruinează. Salvarea acestei biserici vine din partea părintelui Gheorghe Nemeș, care întreprinde demersurile necesare pentru strămutarea și renovarea ei în actuala locație, parohia Tinca.

## Istoric și trăsături
Vechea biserică de lemn era amplasată pe dealul din mijlocul satului Sohodol, în mijlocul cimitirului. Legenda păstrată printre săteni amintește de cele două cătune ce mai apoi au format satul. Se spune că aceste două cătune au hotărât să își unească eforturile în vederea construirii unei biserici. Fiind pregătit materialul necear, au apărut divergențe între cele două cătune, locul de amplasare a bisericii fiind aspectul asupra căruia nu se putea cade la învoială. Fiecare dintre cele două cătune dorea ca biserica să fie construită pe hotarul său. Mai departe, legenda spune că unul dintre cătune văzând că cel de-ai doilea cătun pare să aibă caștig de cauză în această dispută, se hotărăsc și fură lemnele viitoarei biserici, construind-o pe dealul pe care a fost amplasată biserica.
Dincolo de această legendă, trebuie spus că nu se cunoaște cu exactitate momentul în care a fost edificată biserica. Două documente din anul 1743 și din anul 1744 amintesc de faptul că satul a primit fier pentru a fi folosit la șindrilit. De-a lungul timpului, biserica a fost șindrilită de mai multe ori, pictura interioară fiind realizată în anul 1810.
Ca și construcție, bisericuța de lemn este una de mici dimensiuni. Se remarcă absida altarului, decroșată, de formă dreptunghiulară. În decroșurile absidei altarului încă se pot vedea micile ferestre ce ajutau la iluminatul stranelor din stânga și dreapta naosului. Peretele estic al absidei altarului are și el o ferestră sub care se găsește un aerisitor tăiat în bârnele bisericii. Un acoperiș compact adăpostește corpul bisericii, în partea de vest al acestuia aflându-se turnul clopotniță. După cum se poate vedea și din imaginile de arhivă, forma turnului a avut cel mai mult de suferit în urma strămutării bisericii ce a avut loc în perioada 16 aprilie - 20 august 1980.
Pereții de nord și de sud adăpostesc cruci prinse de pereți, după obiceiul locului. Tot pe peretele de nord înlâlnim și câteva înscripții.
După mutarea în actuala locație, biserica a fost dotată cu cele necesare cultului inclusiv trei clopote donate de diferite familii de credincioși.
Dintre cărțile vechi de cult ce au făcut parte din inventarul bisericii de lemn din Sohodol amintim: Evanghelia tipărită la București în anul 1723, Strasnicul tipărit la Blaj în anul 1753 precum și Catavasierul din 1769 și Strasnicul din anul 1773.
Micuța biserică din Tinca adăpostește în interior o mică comoară de spiritualitate și artă religioasă românească. Muzeul parohiei Tinca cuprinde icoane de mare valoare și uși împărătești ale bisericilor de lemn, din păcate dispărute, din Călacea, Girișu Negru și Cheșa.

## Imagini din exterior

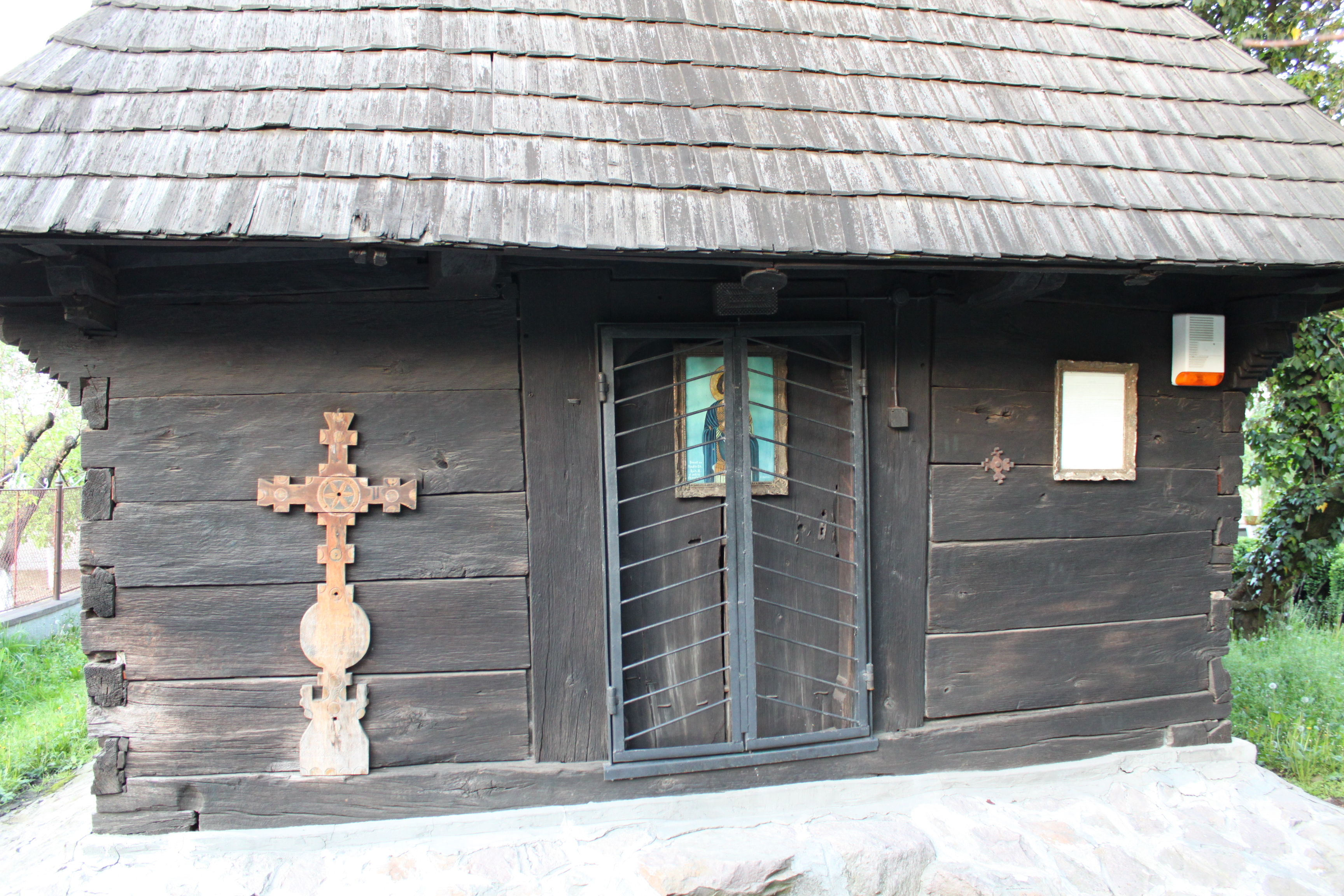
Intrarea în biserică. Latura de vest a bisericii
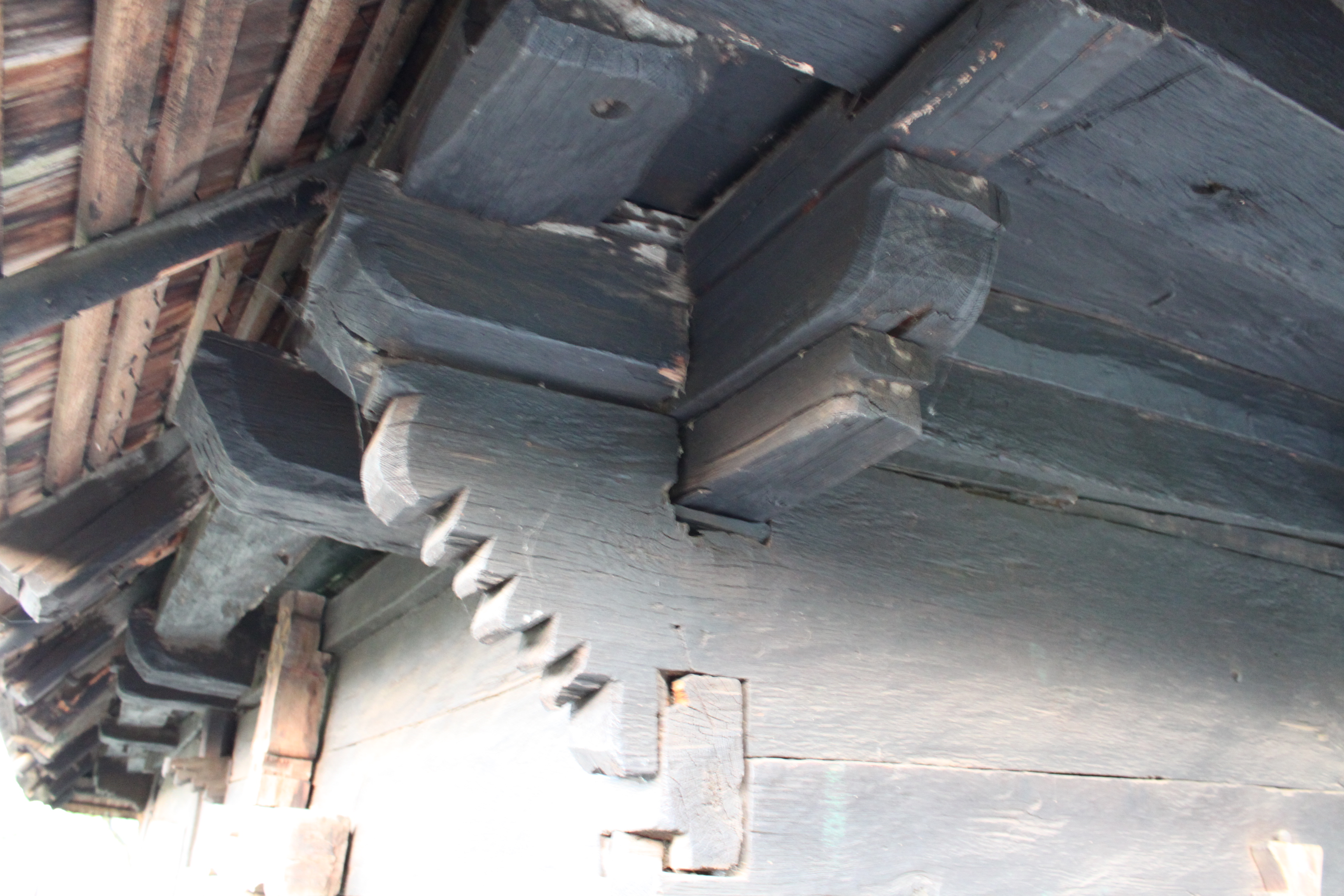
Consolă
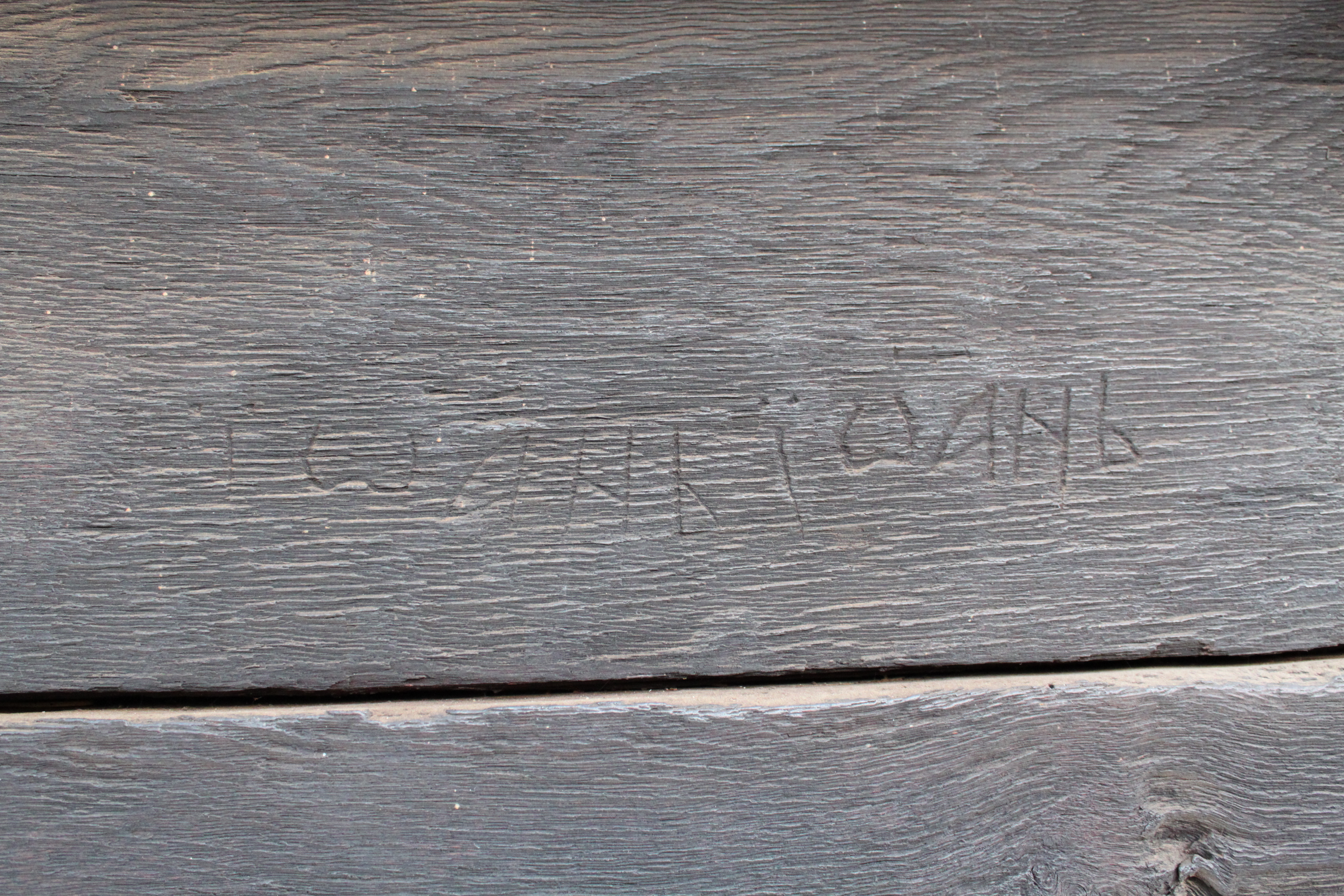
Inscripția nr.1
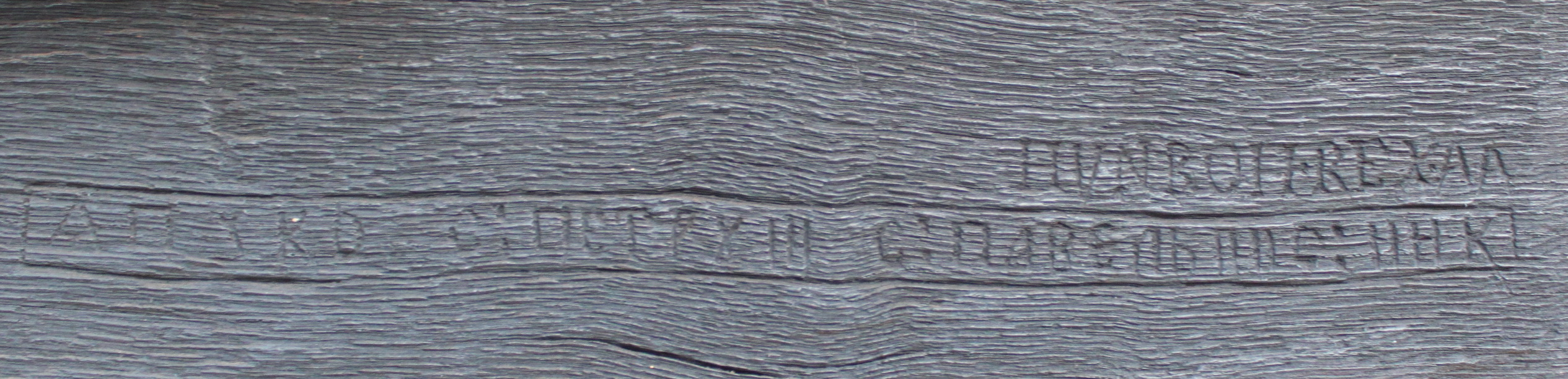
Inscripția nr.2
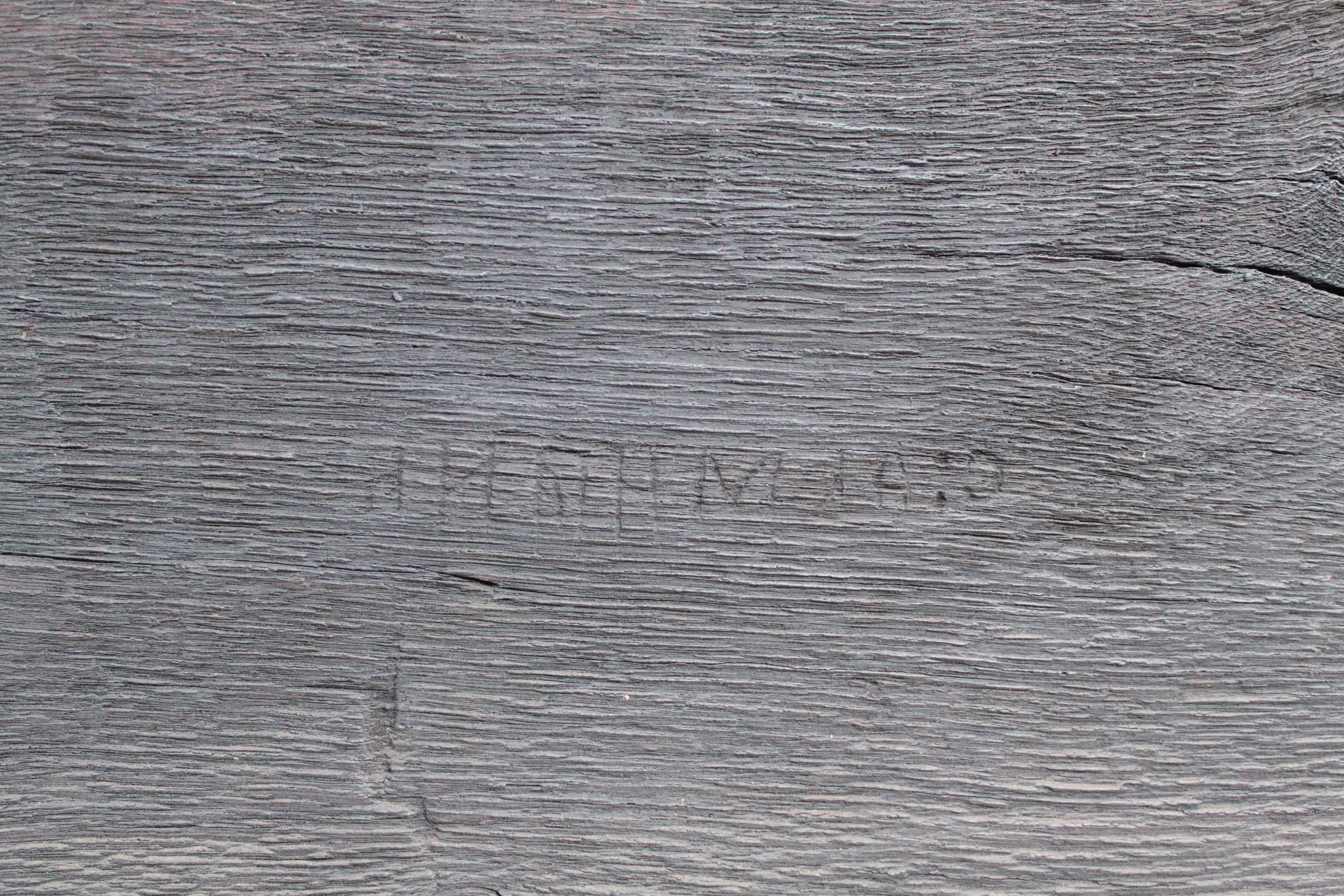
Inscripția nr.3
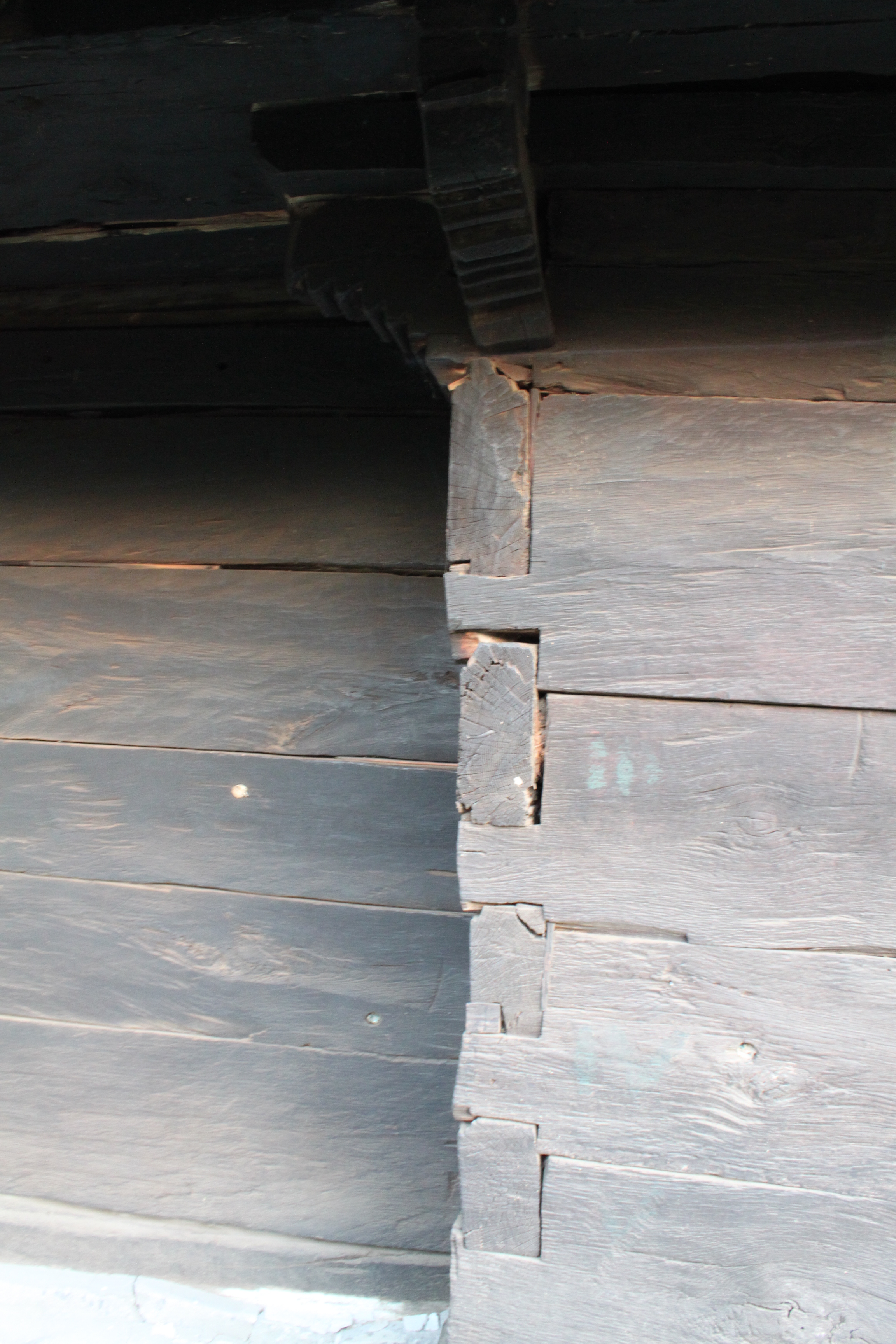
Îmbinări
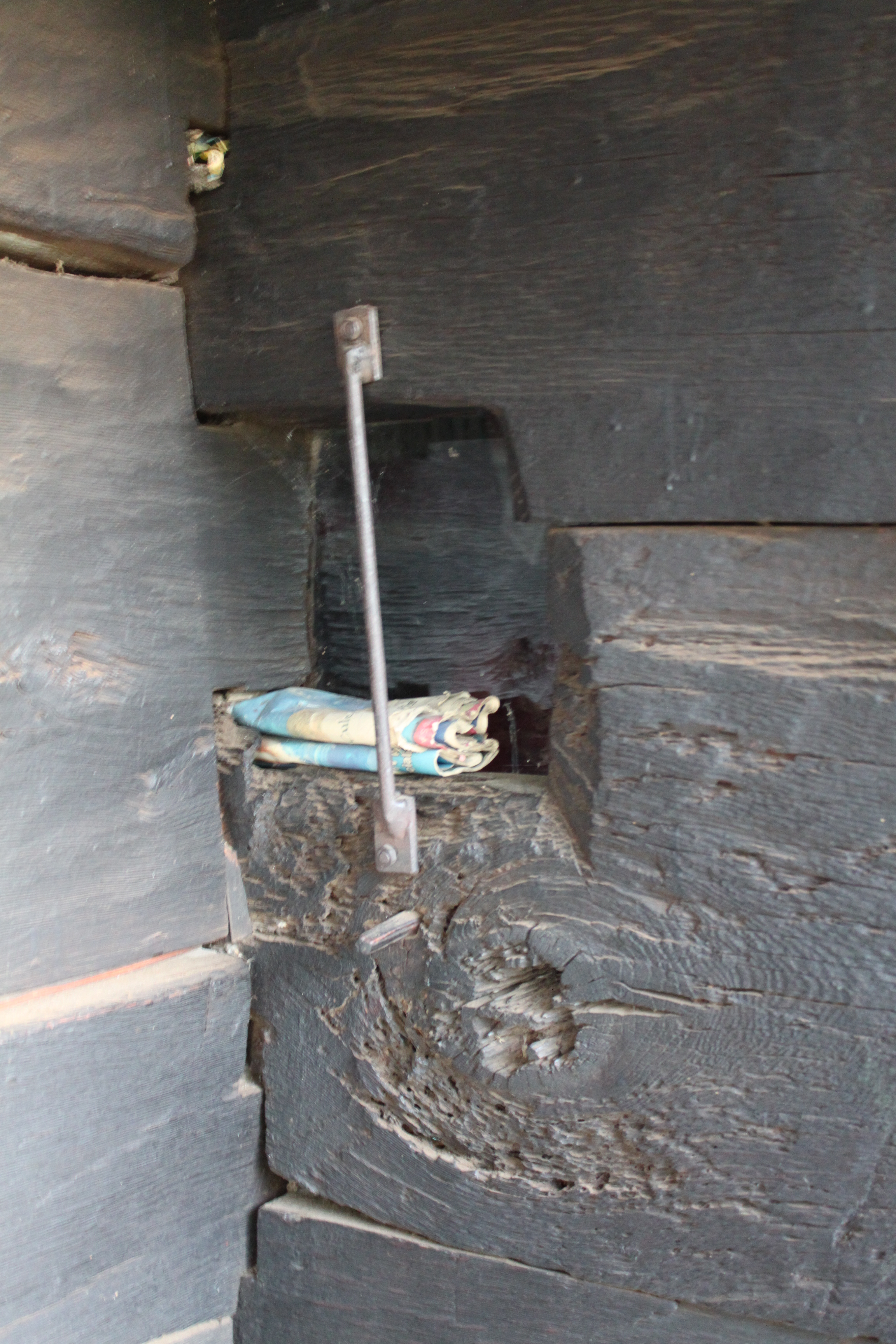
Mică fereastră în partea dreaptă a absidei altarului
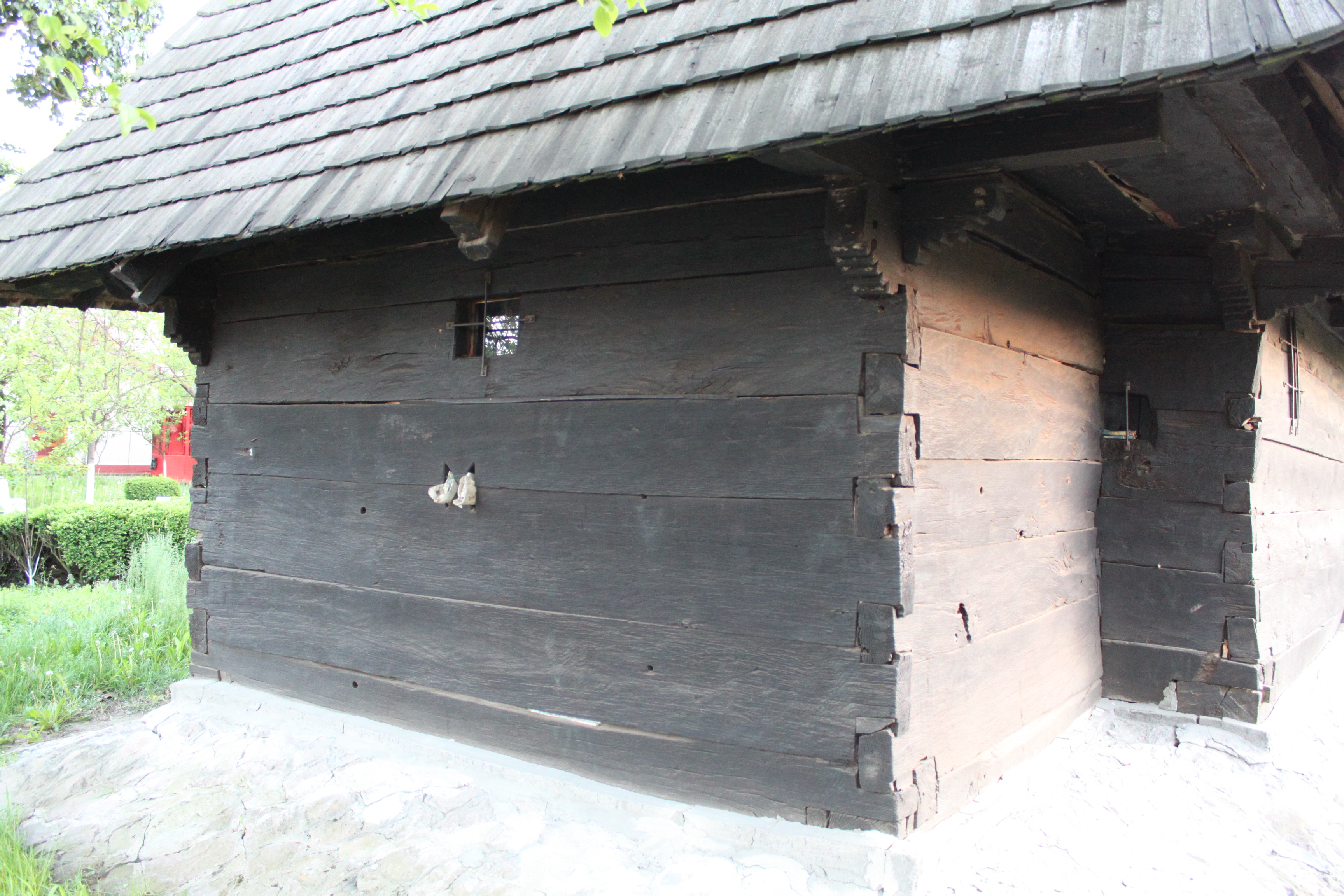
Absida altarului
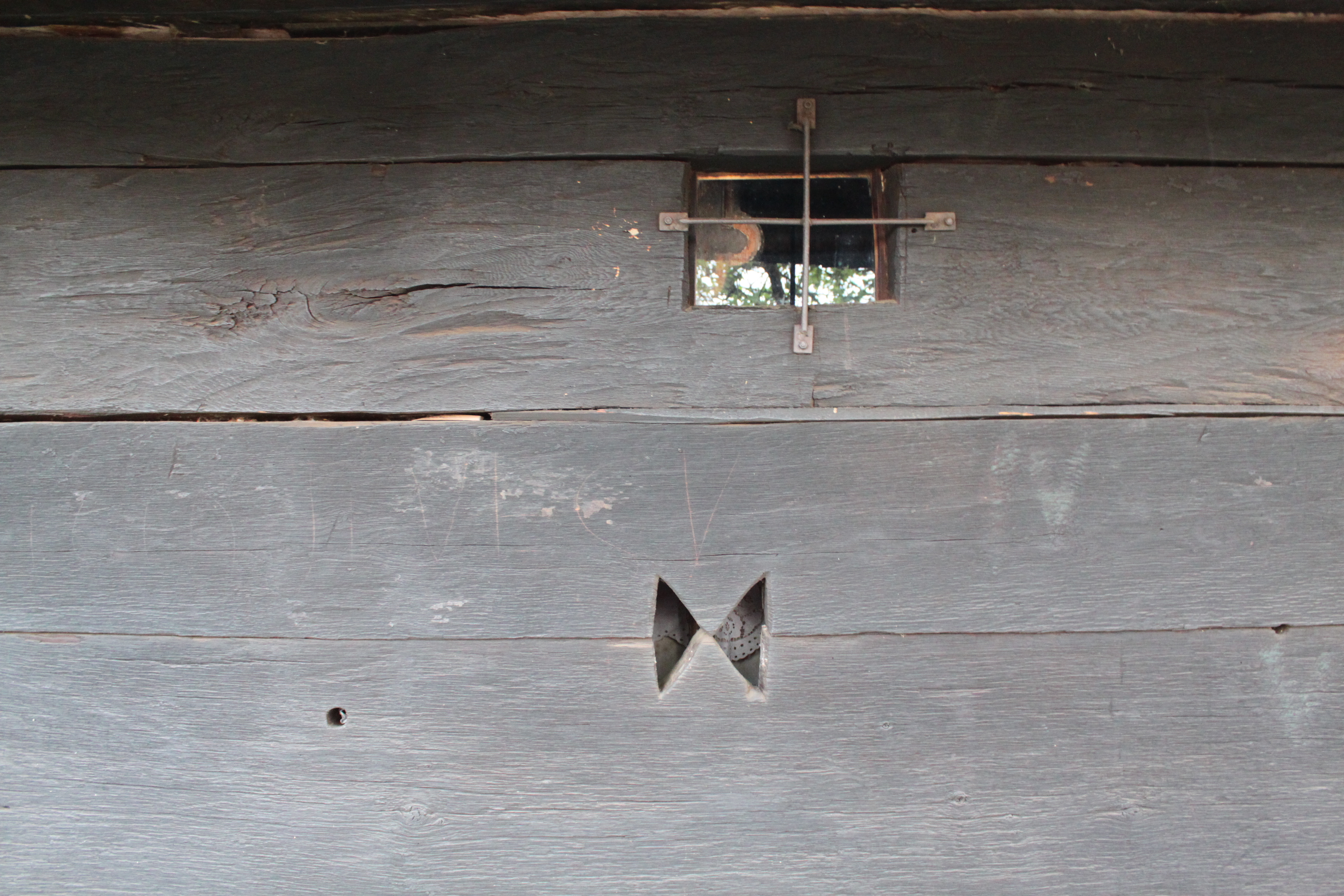
Fereastră și aerisitor la absida altarului
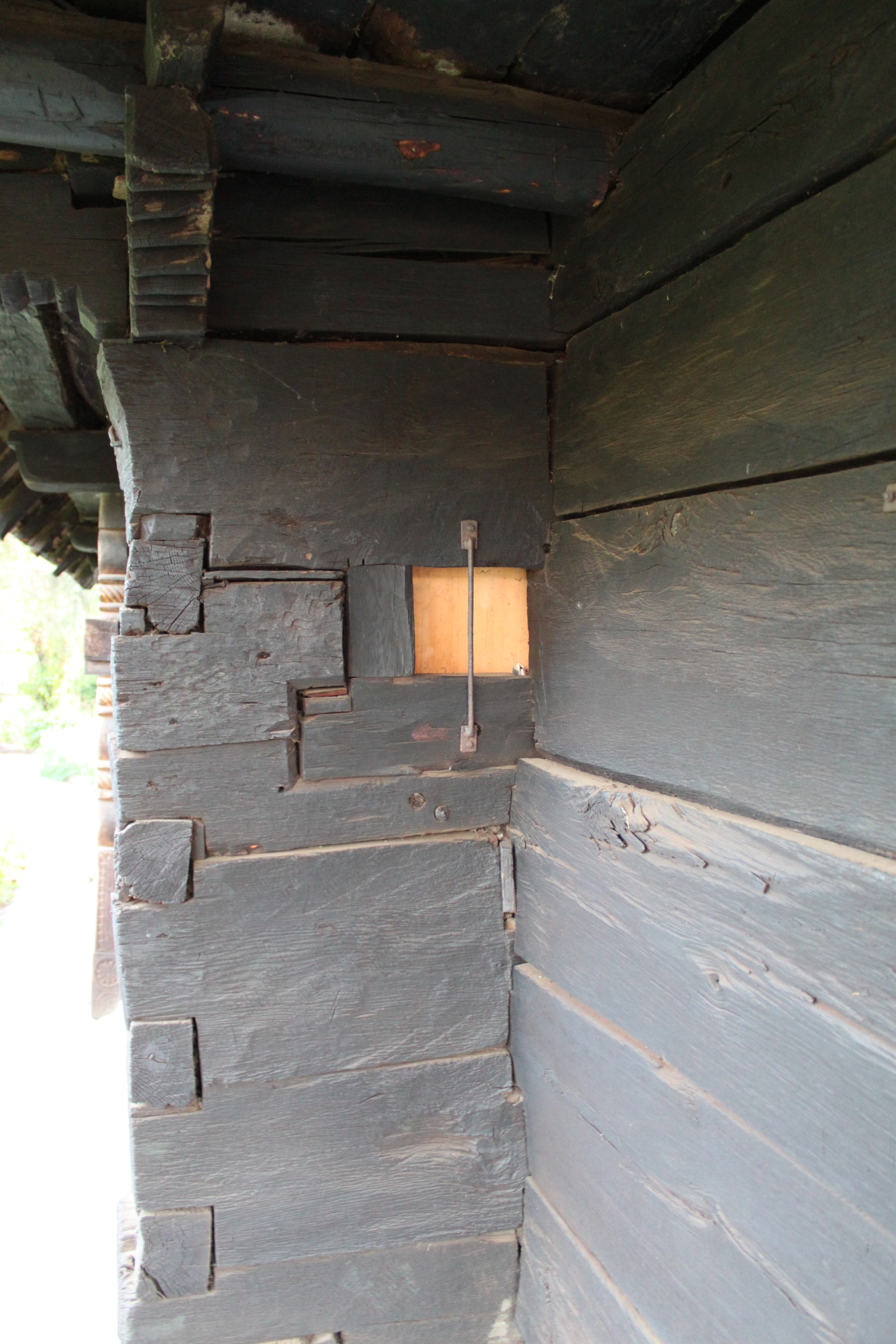
Mică fereastră în partea stângă a absidei altarului
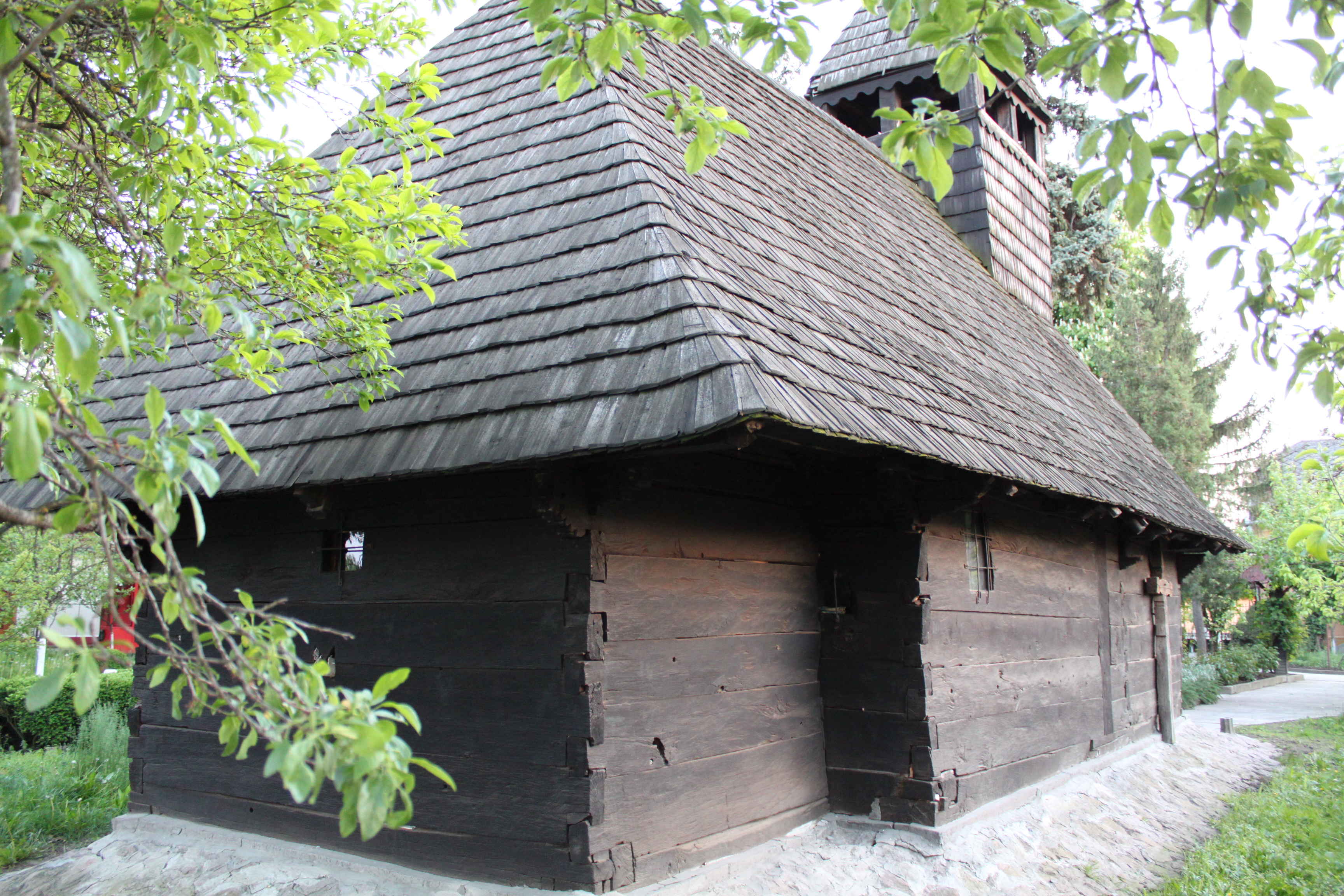
Laturile de est și nord ale bisericii
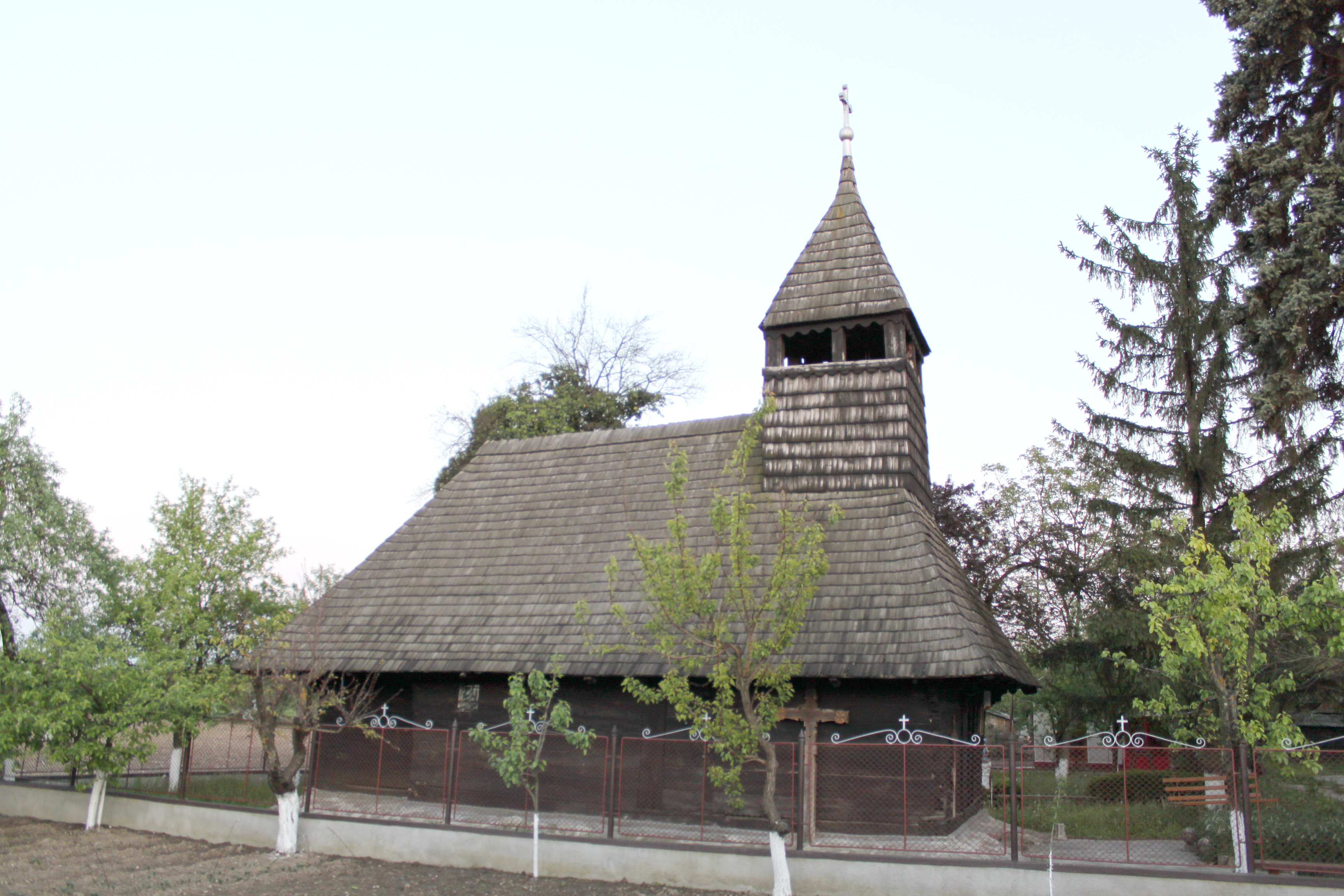
Vedere de ansamblu
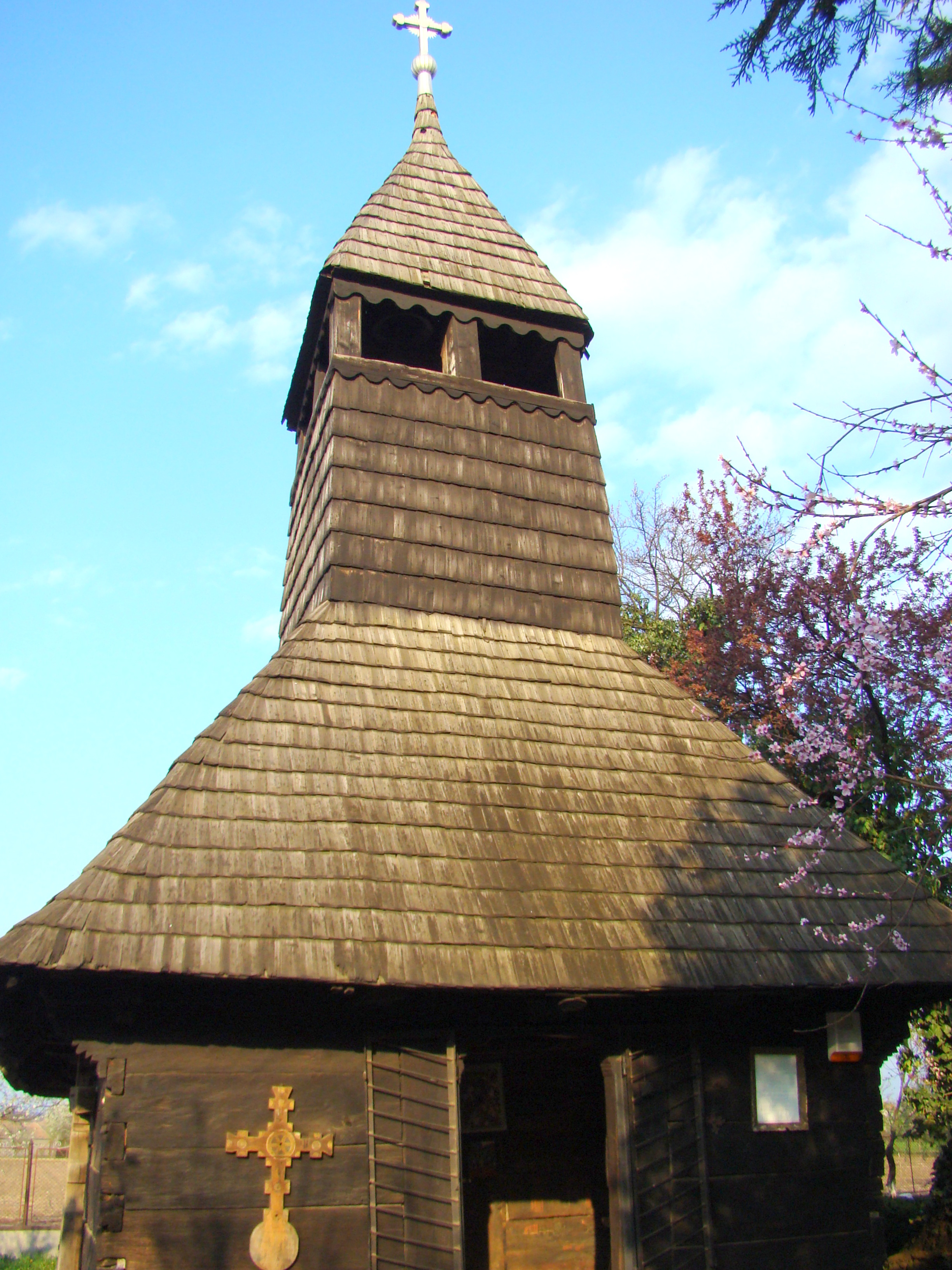
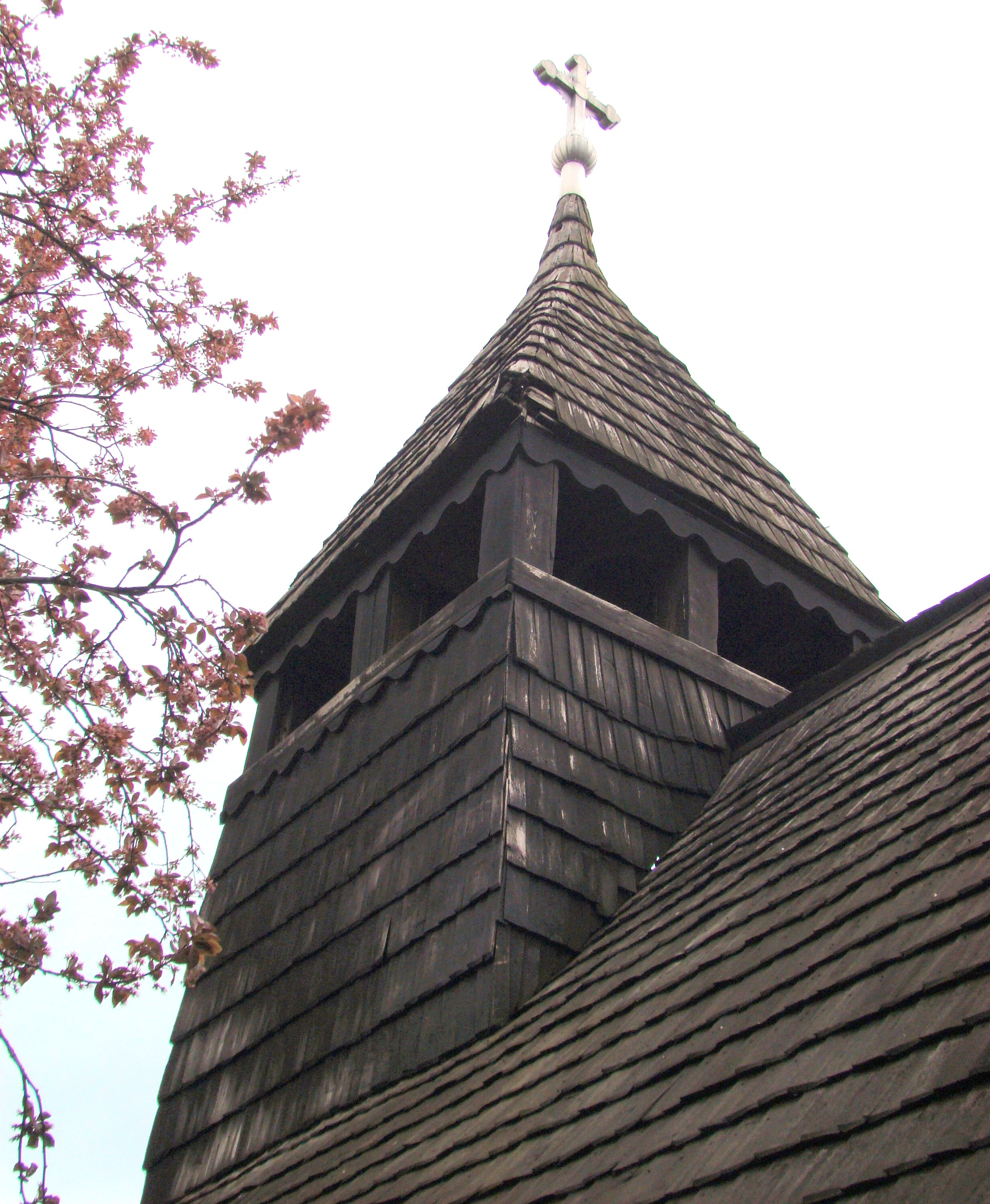
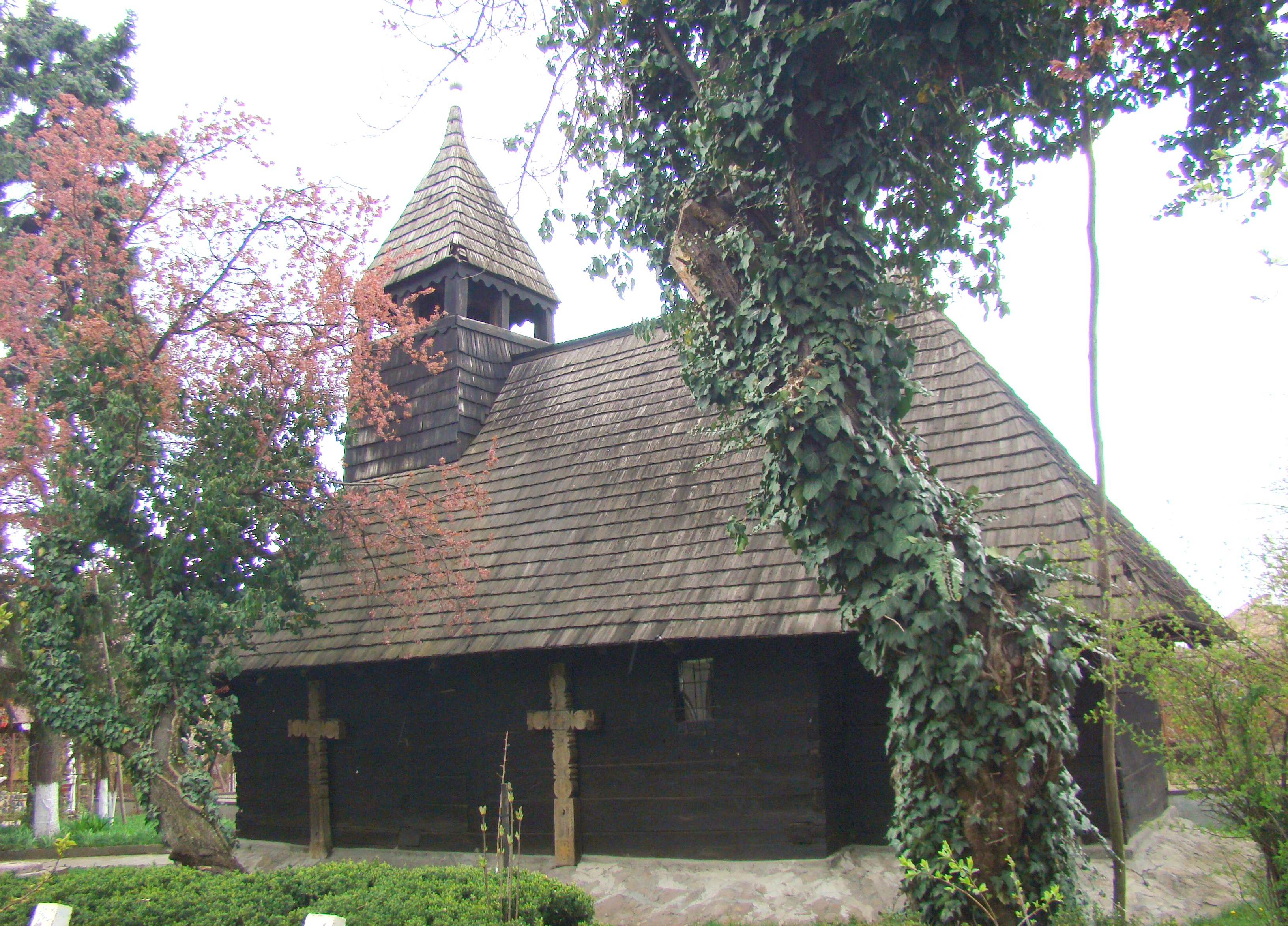
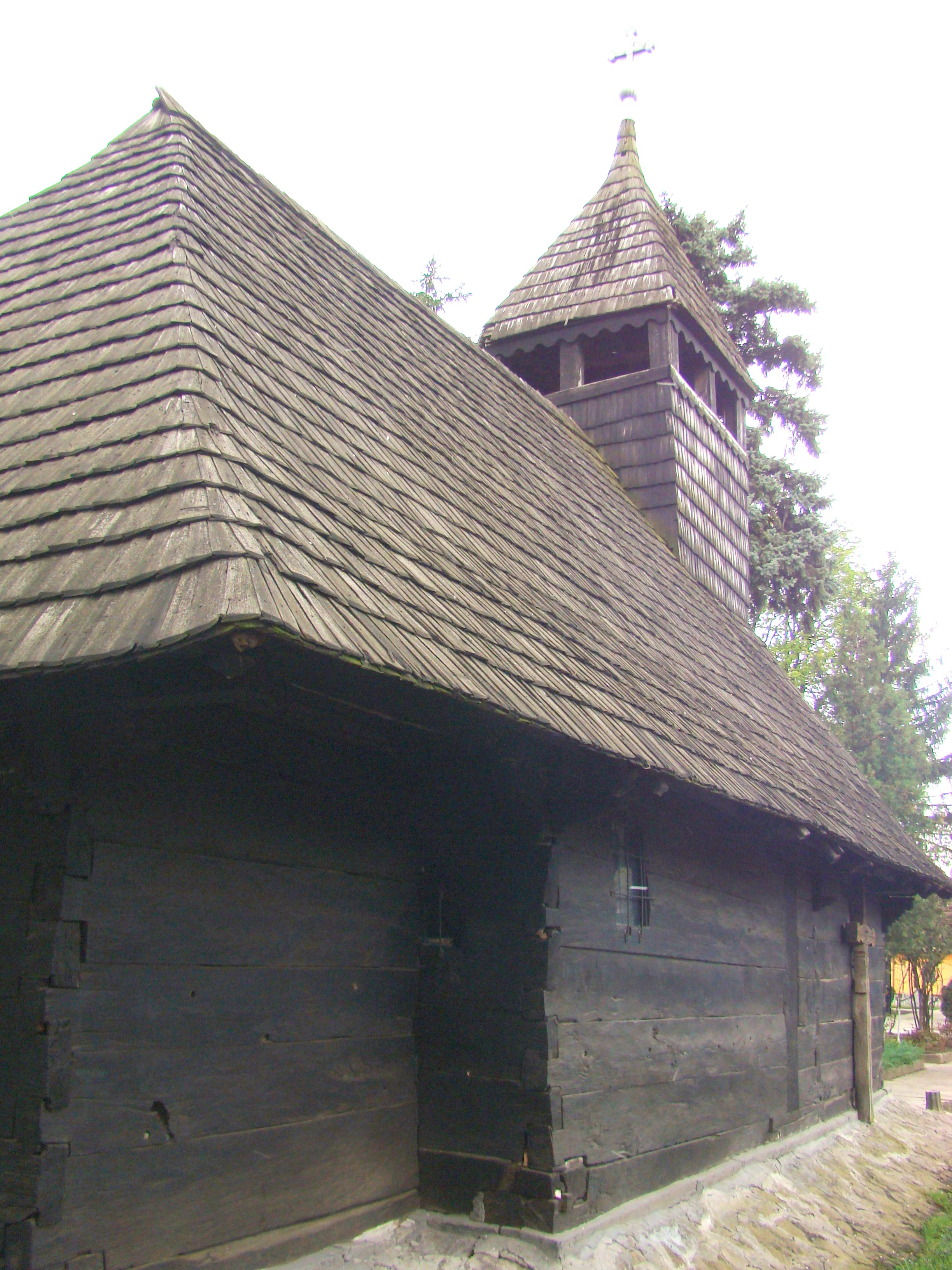
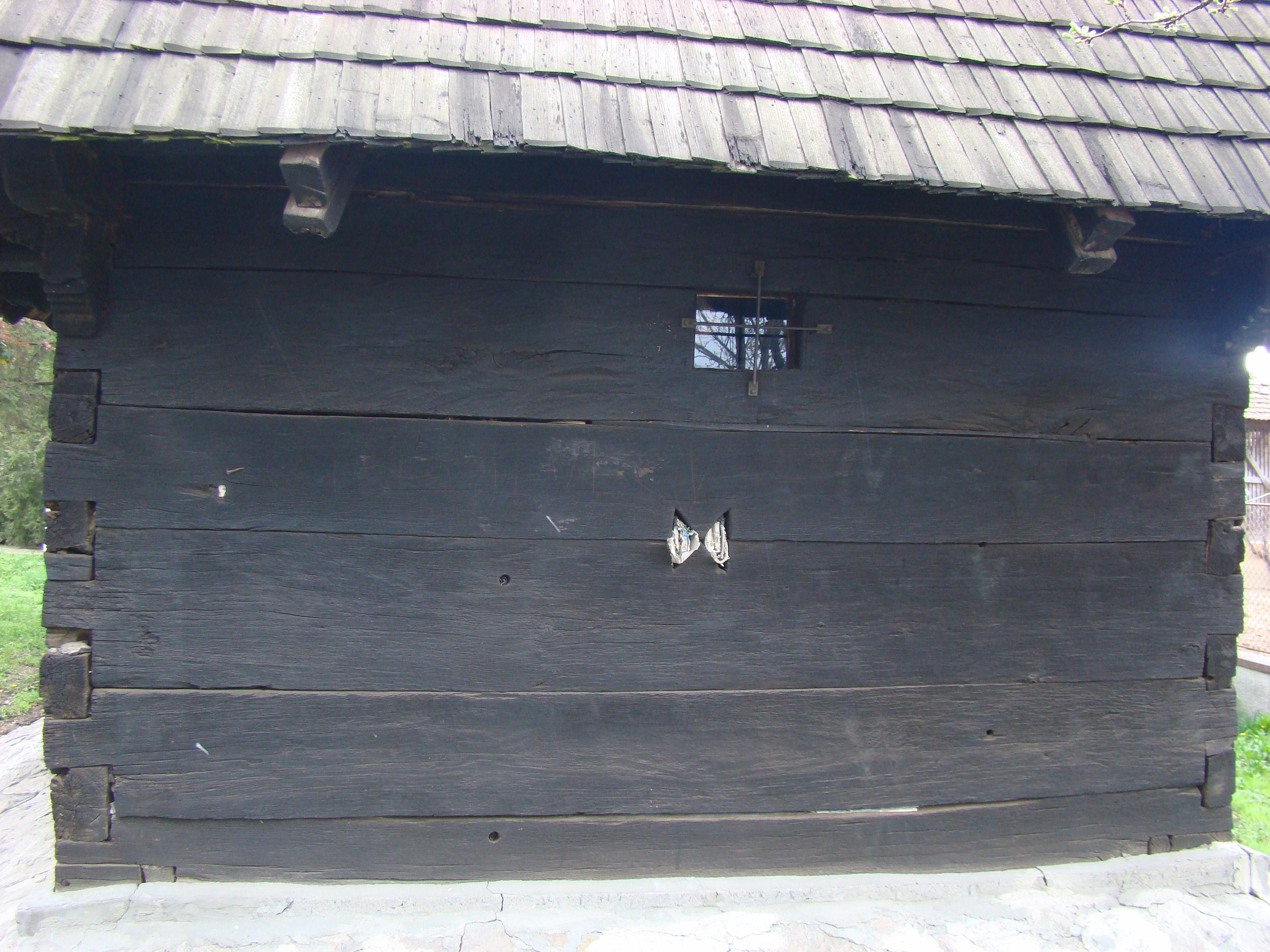
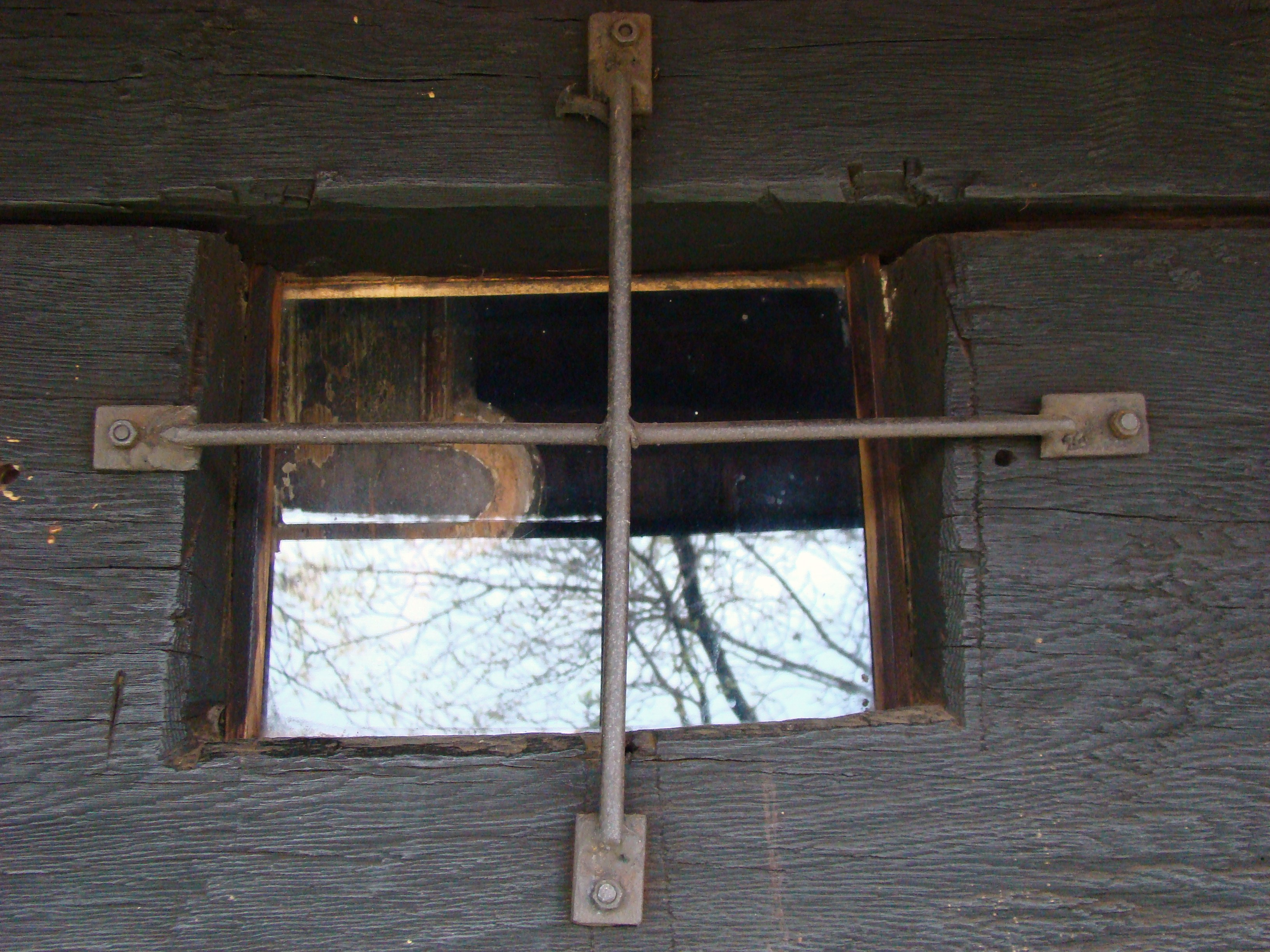
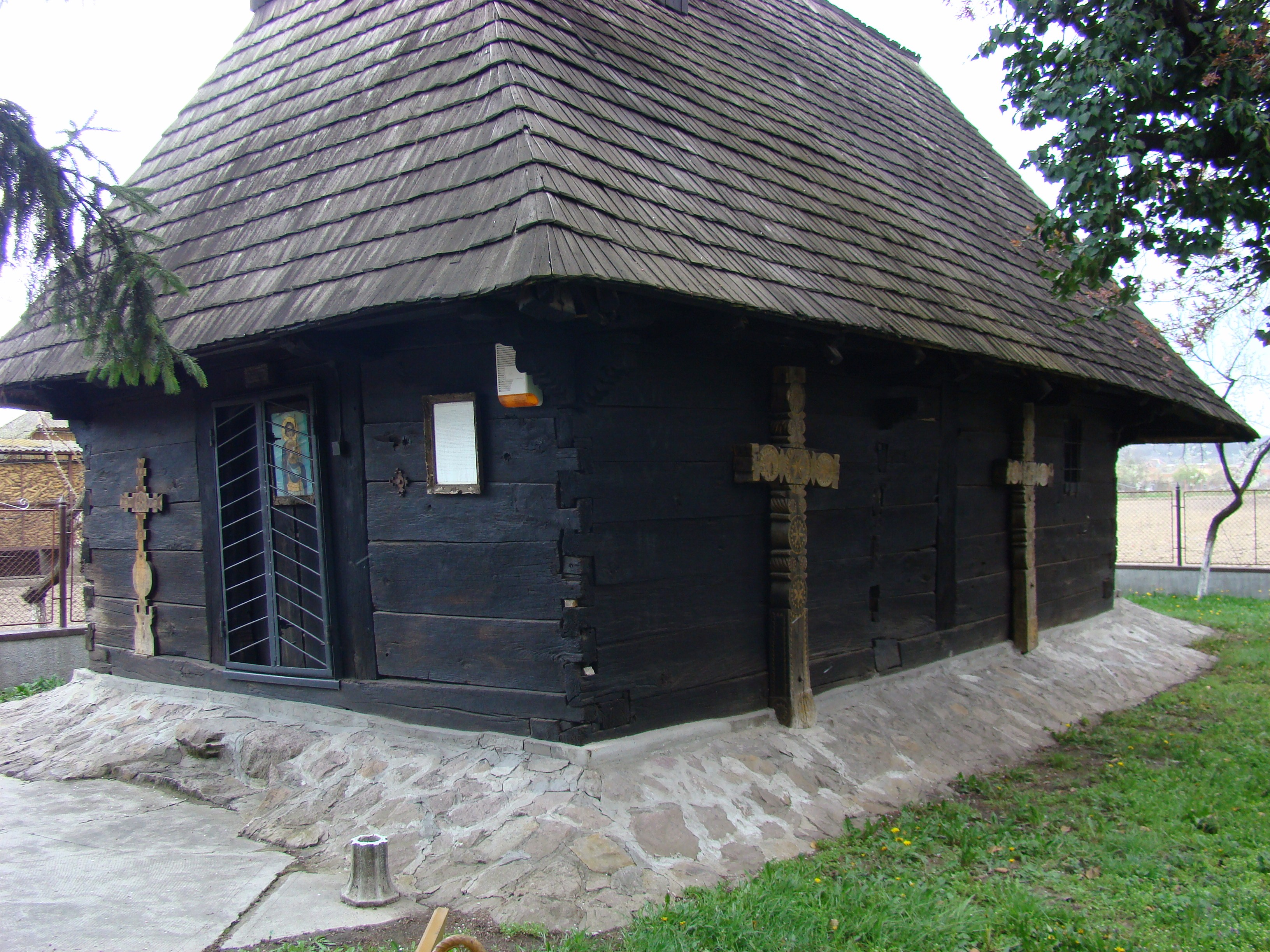
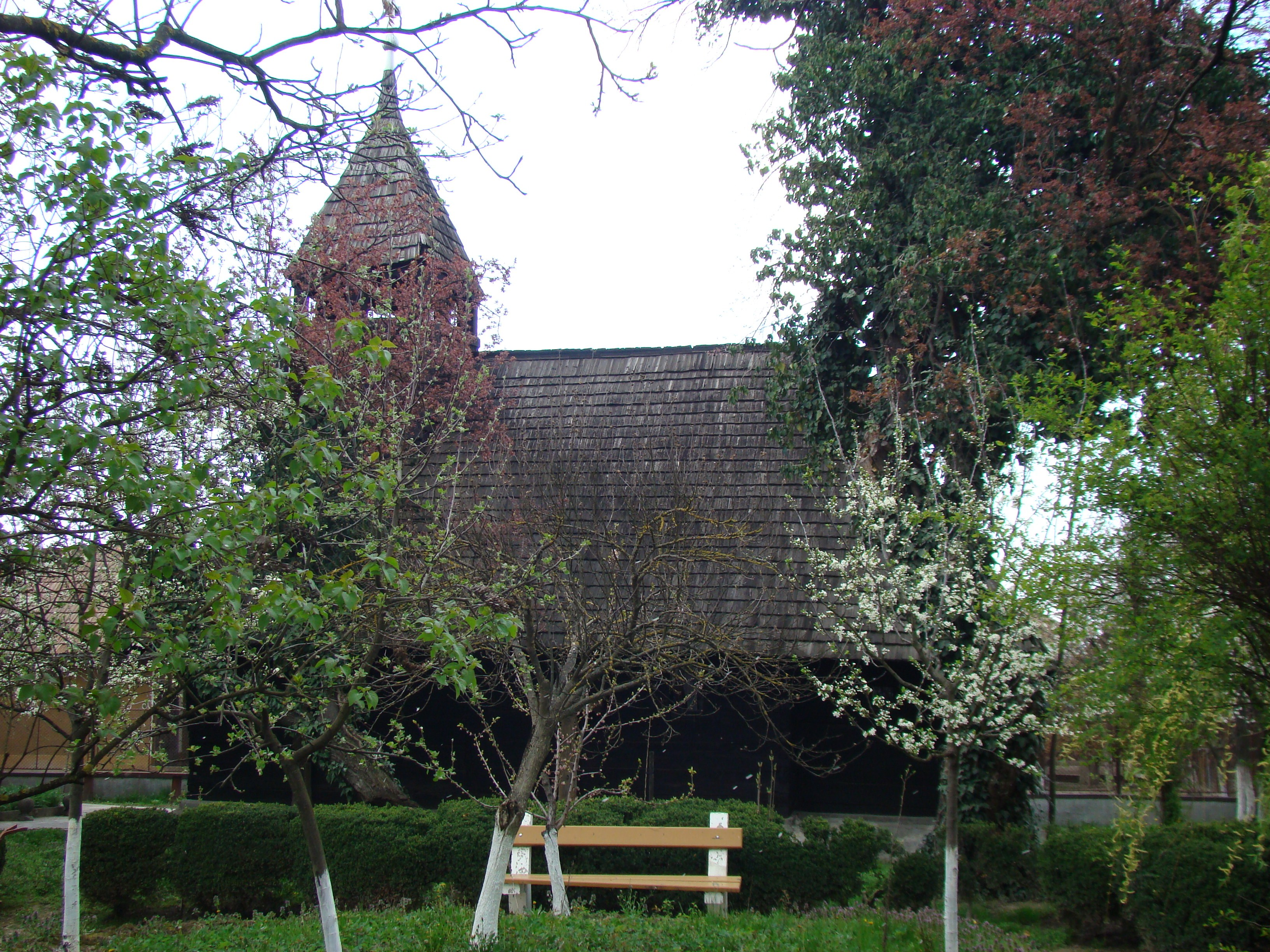
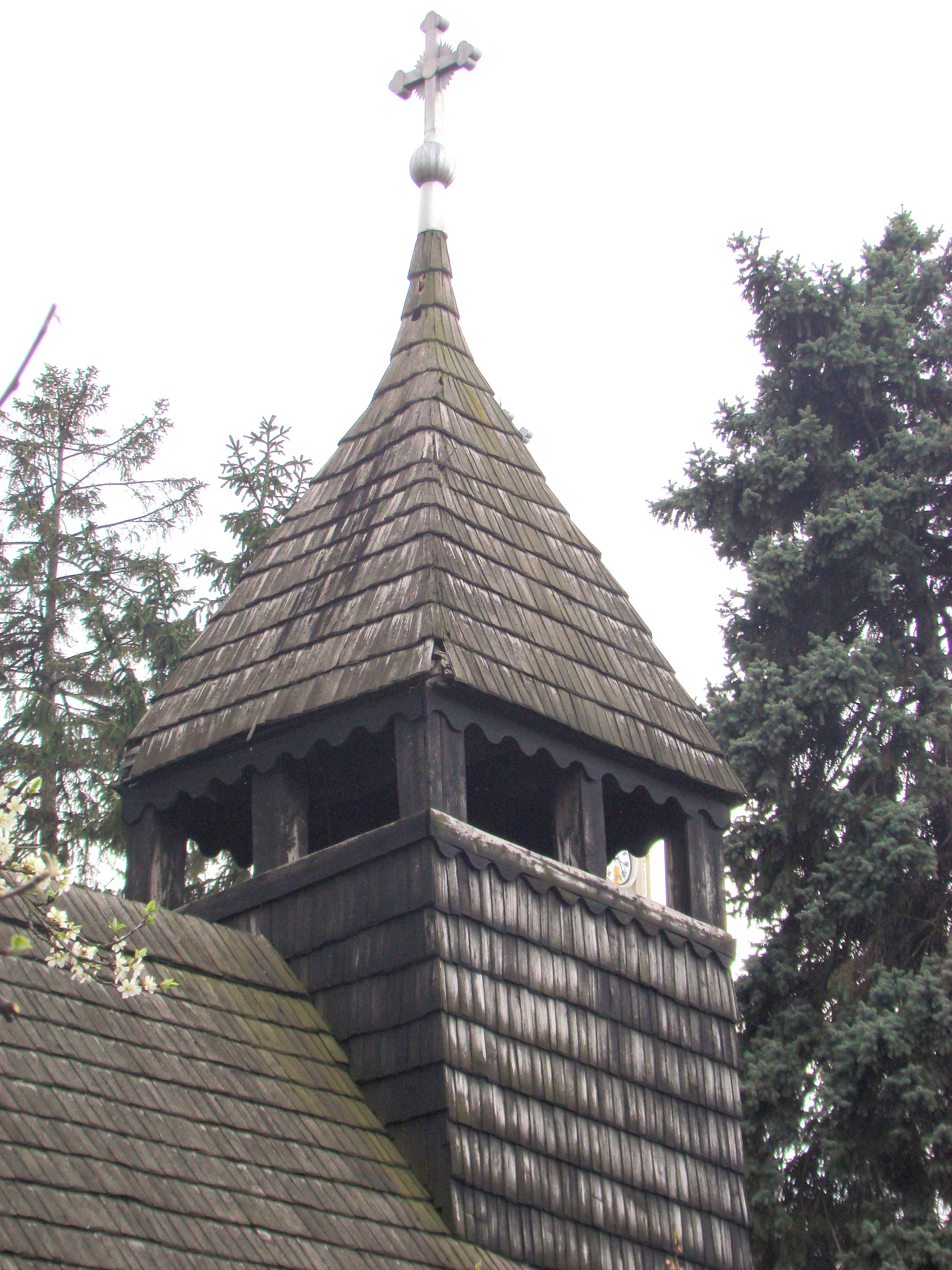
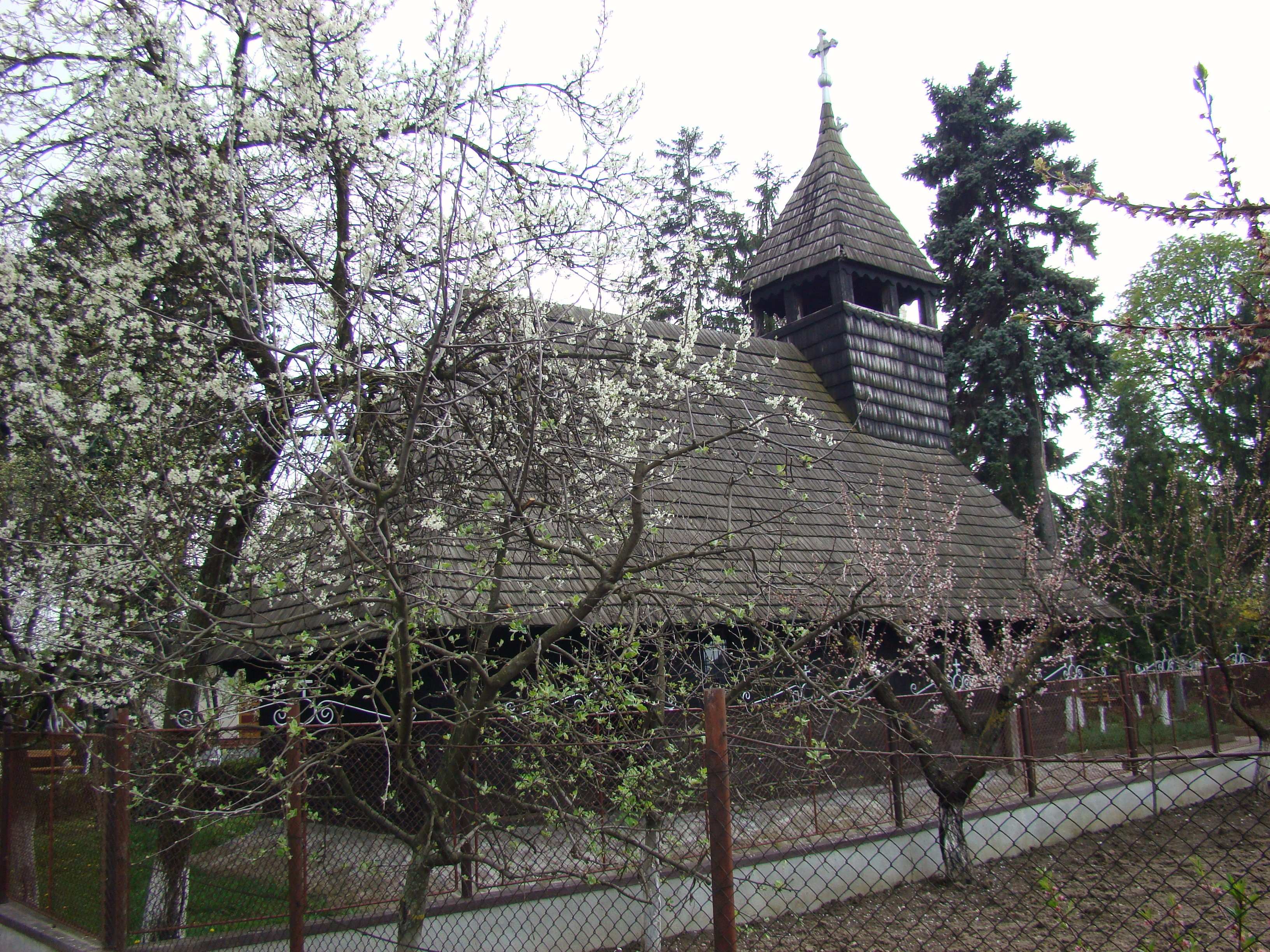
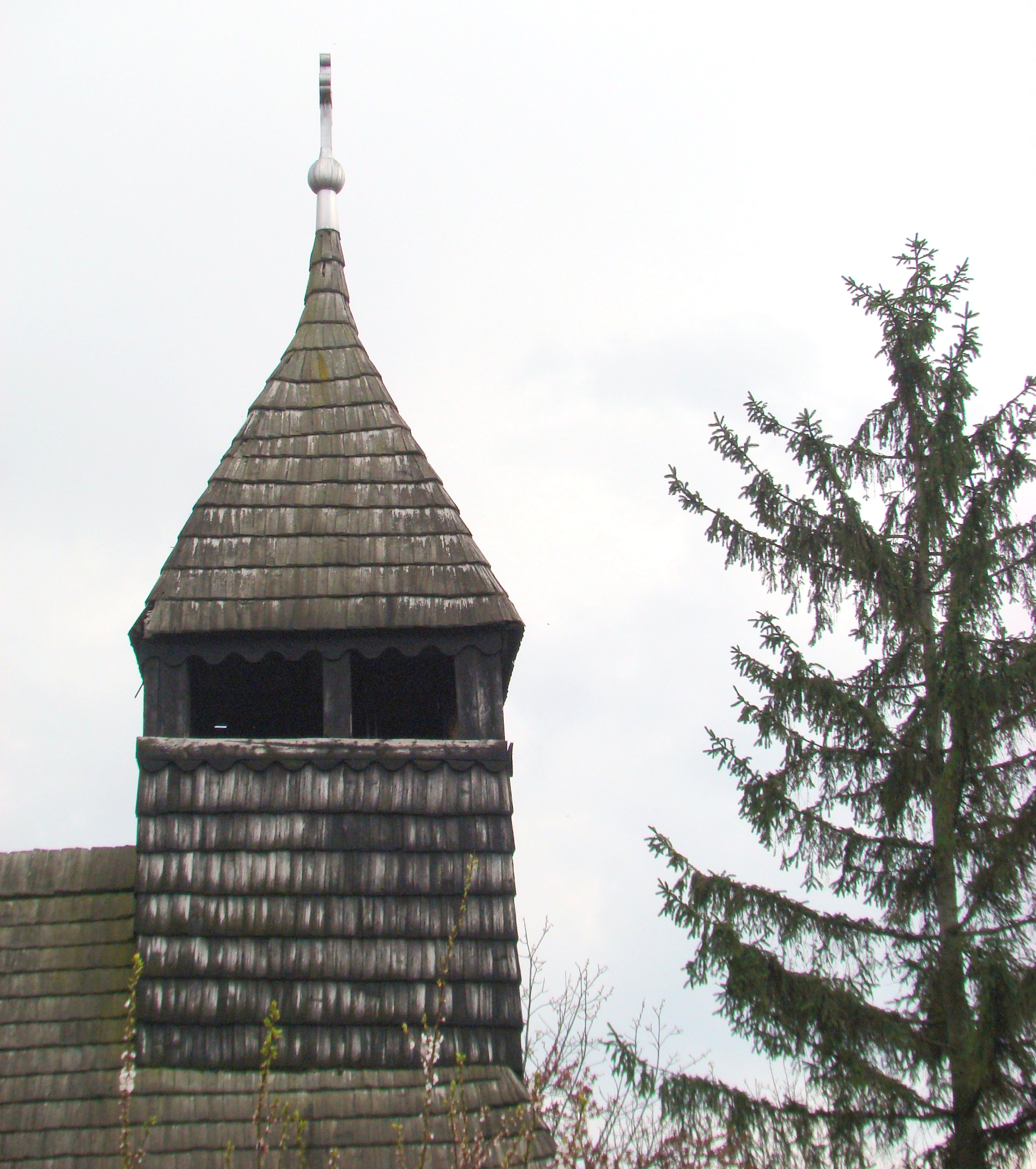
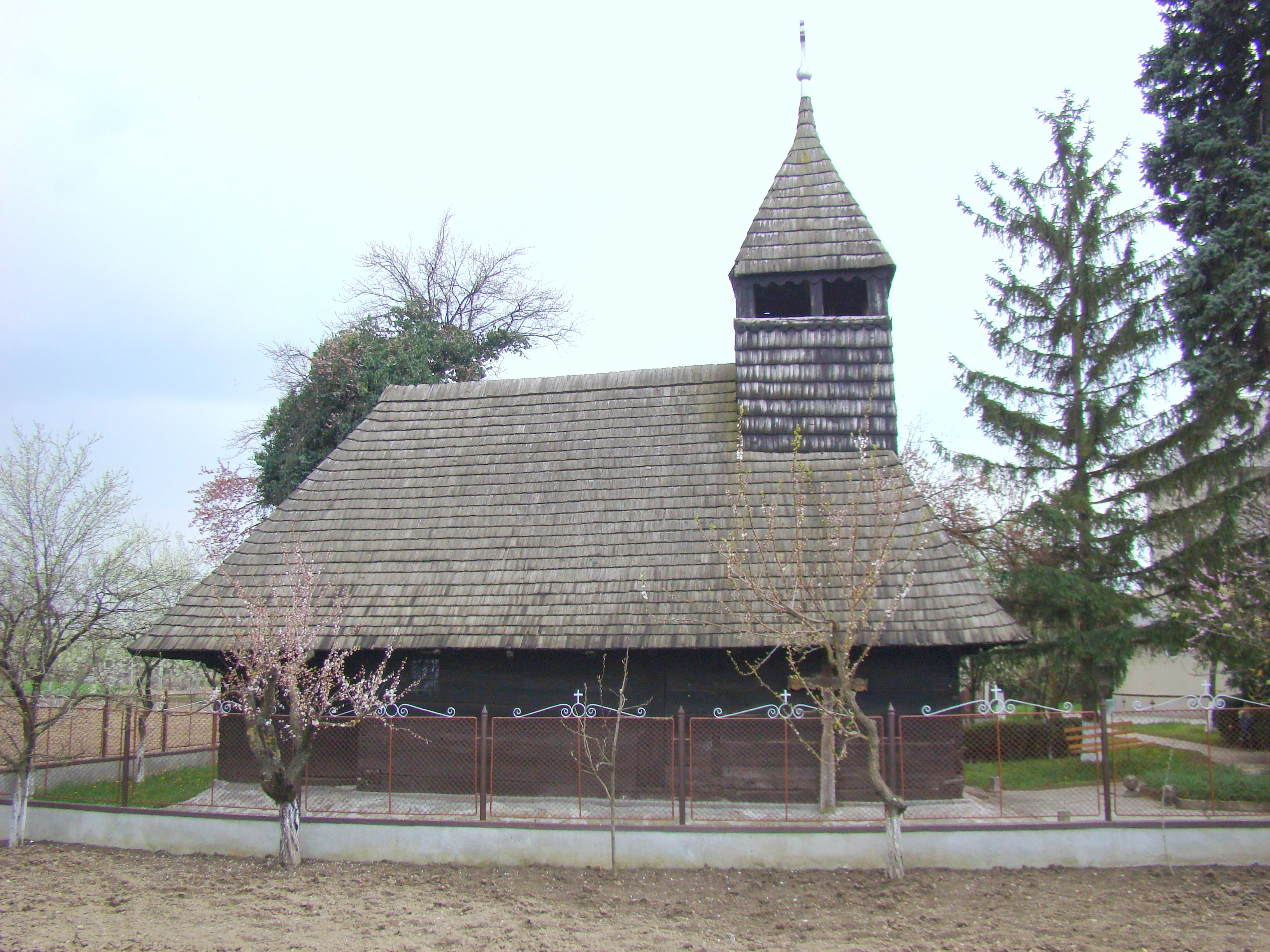
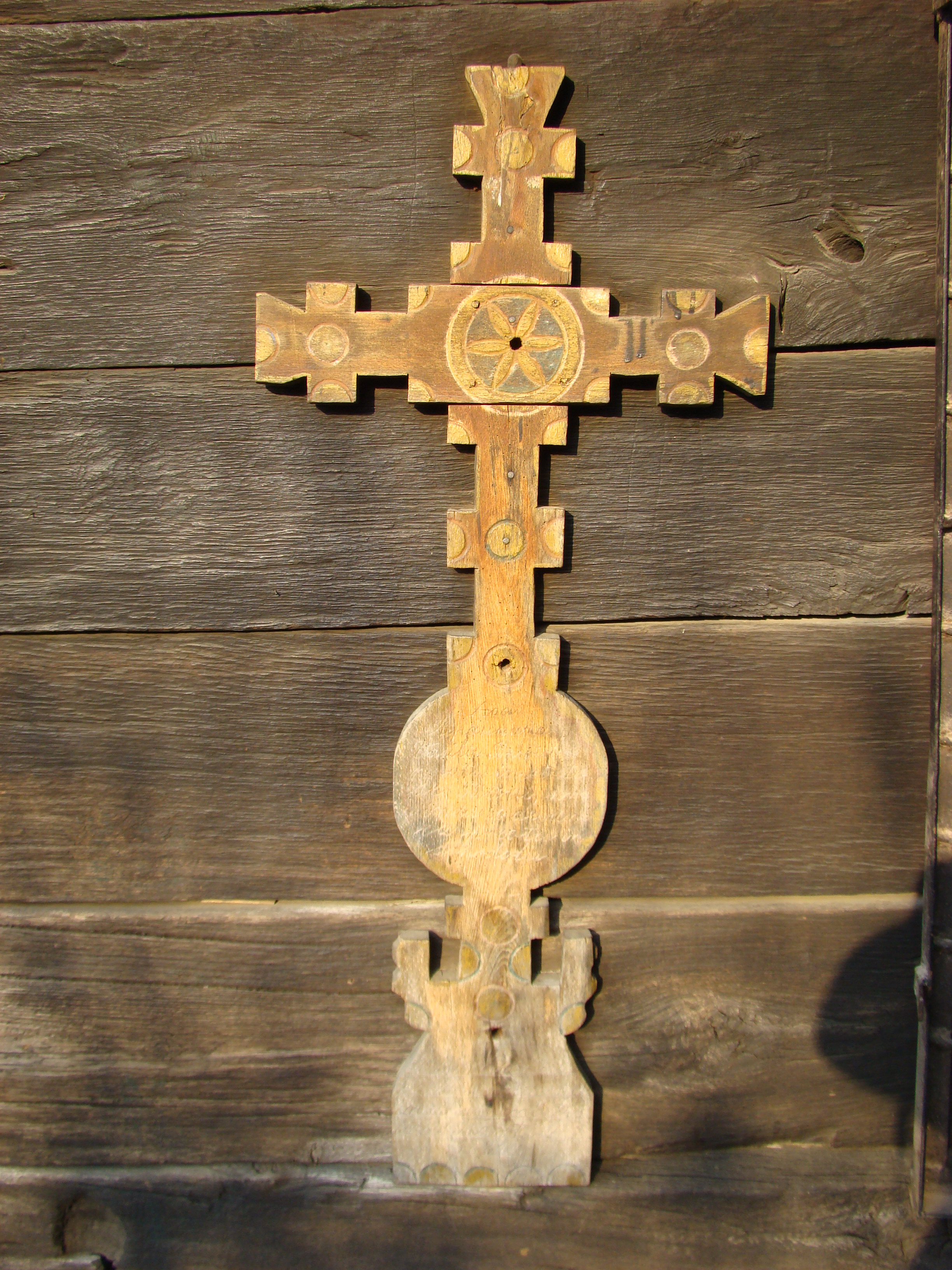

## Imagini din interior

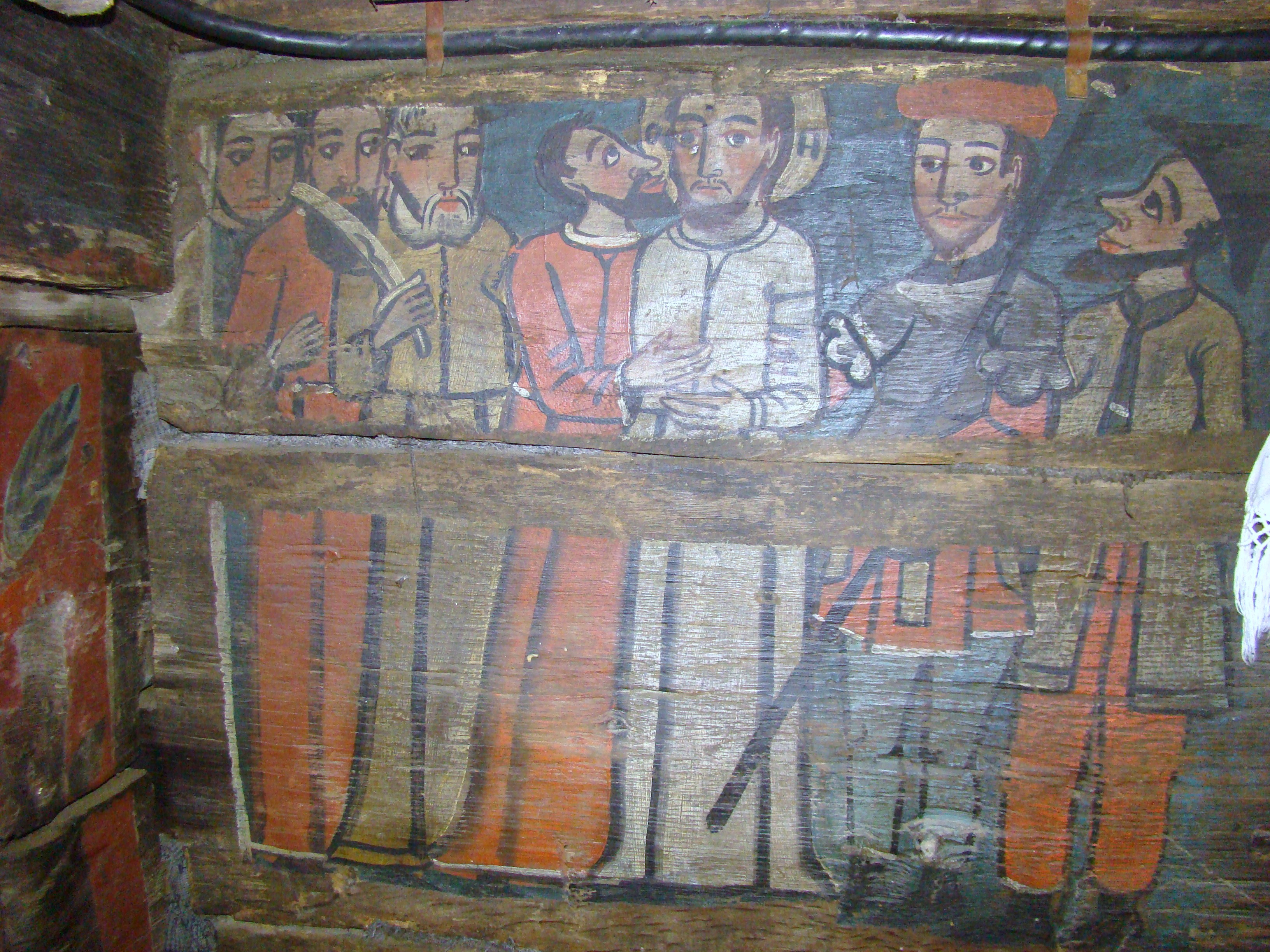
Sărutul lui Iuda, pictură în naosul Bisericii de lemn din Tinca

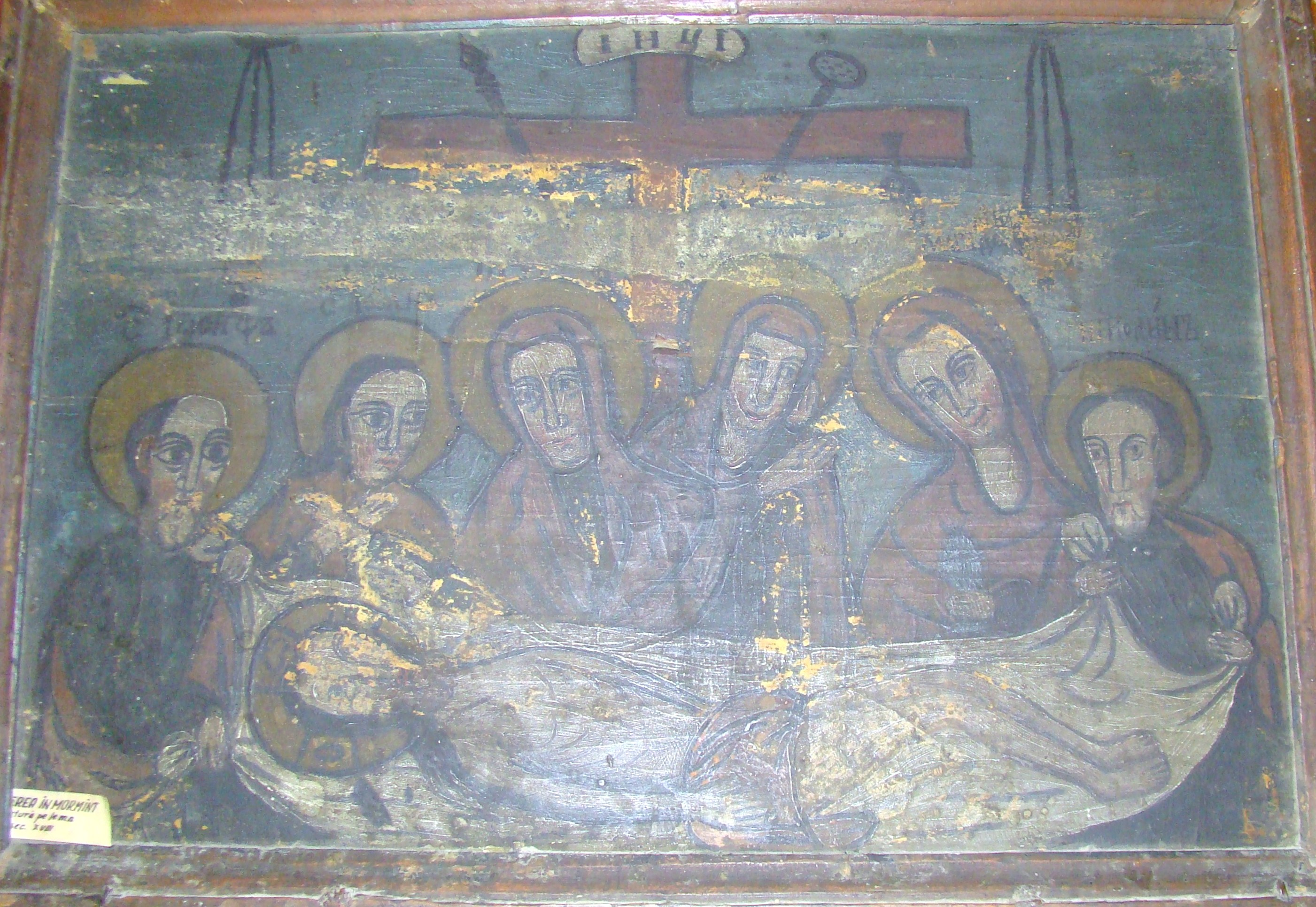
Punerea în mormânt, pictură pe lemn, sec.XVIII

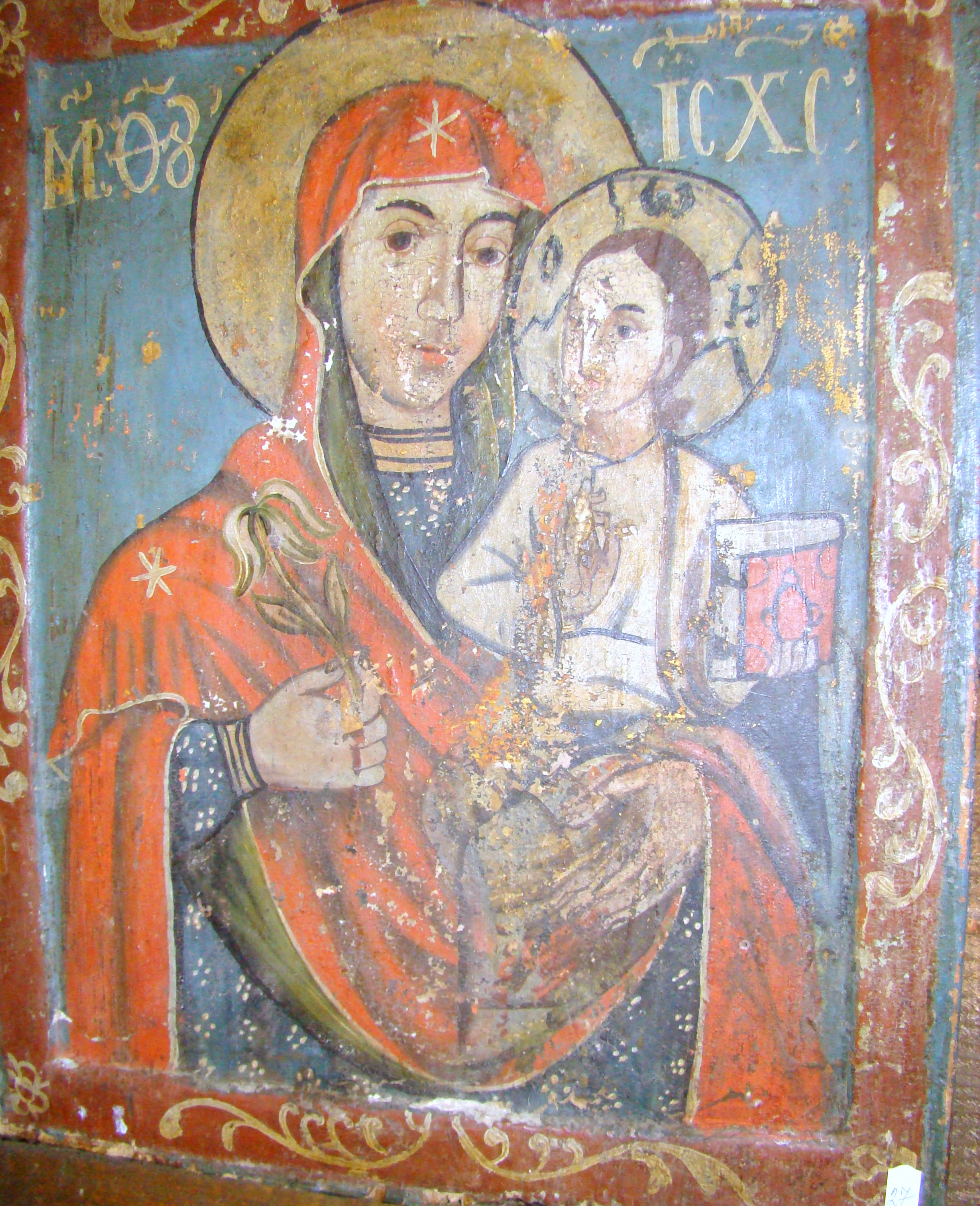
Maica Domnului cu pruncul, pictură pe lemn, sec.XVIII

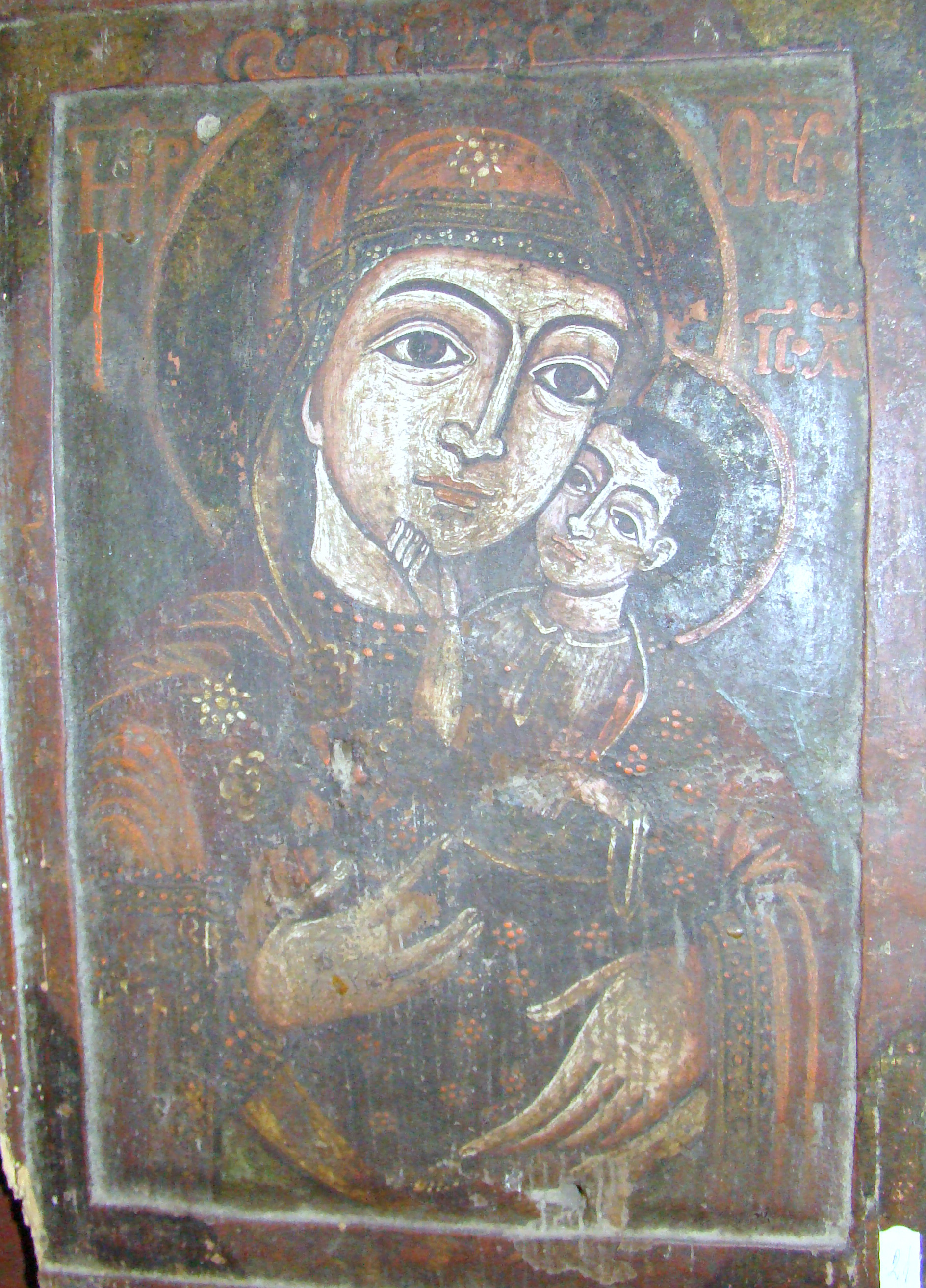
Maica Domnului cu pruncul, pictură pe lemn, sec.XVIII

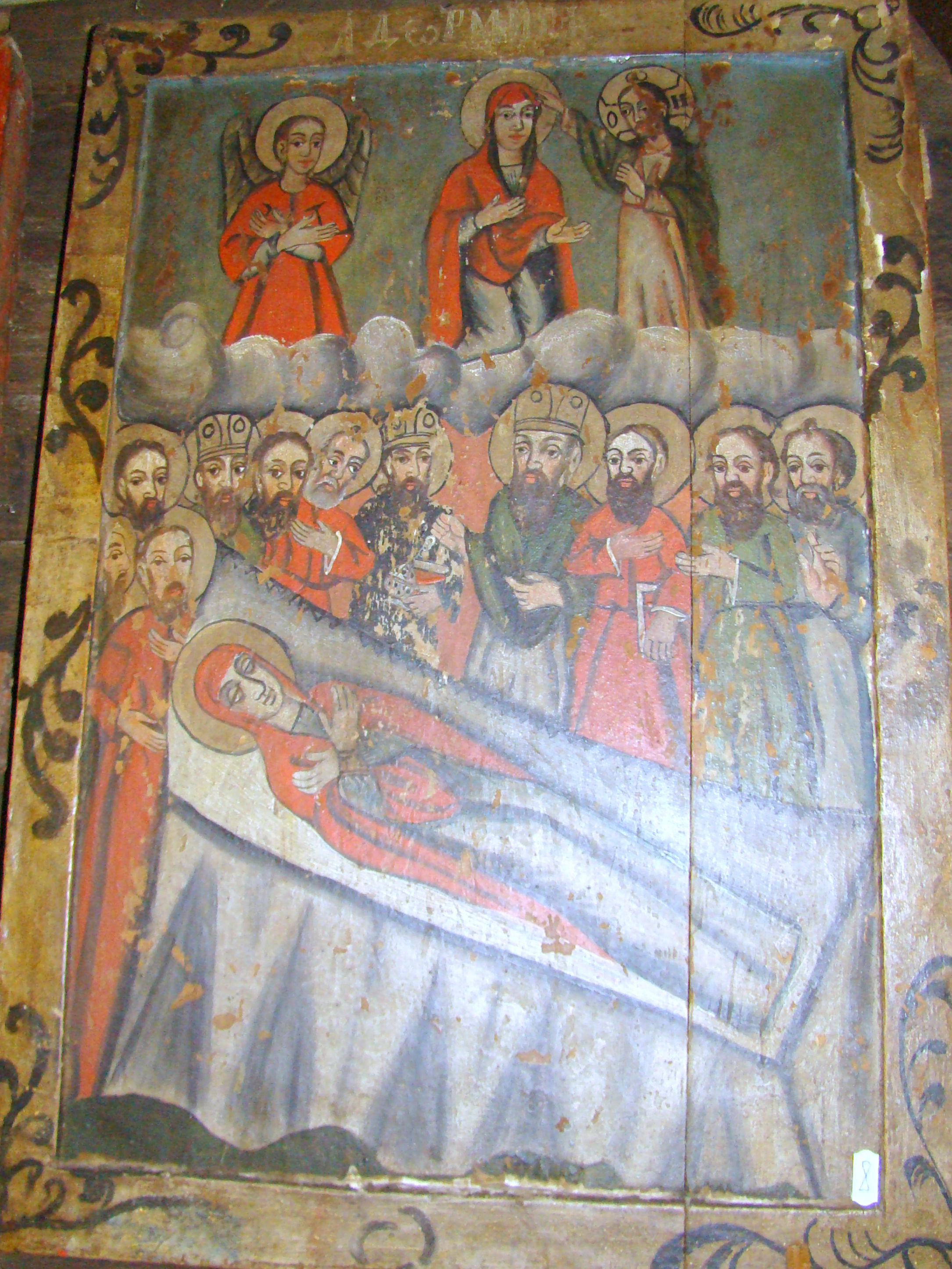
Adormirea Maicii Domnului, pictură pe lemn, sec.XVIII

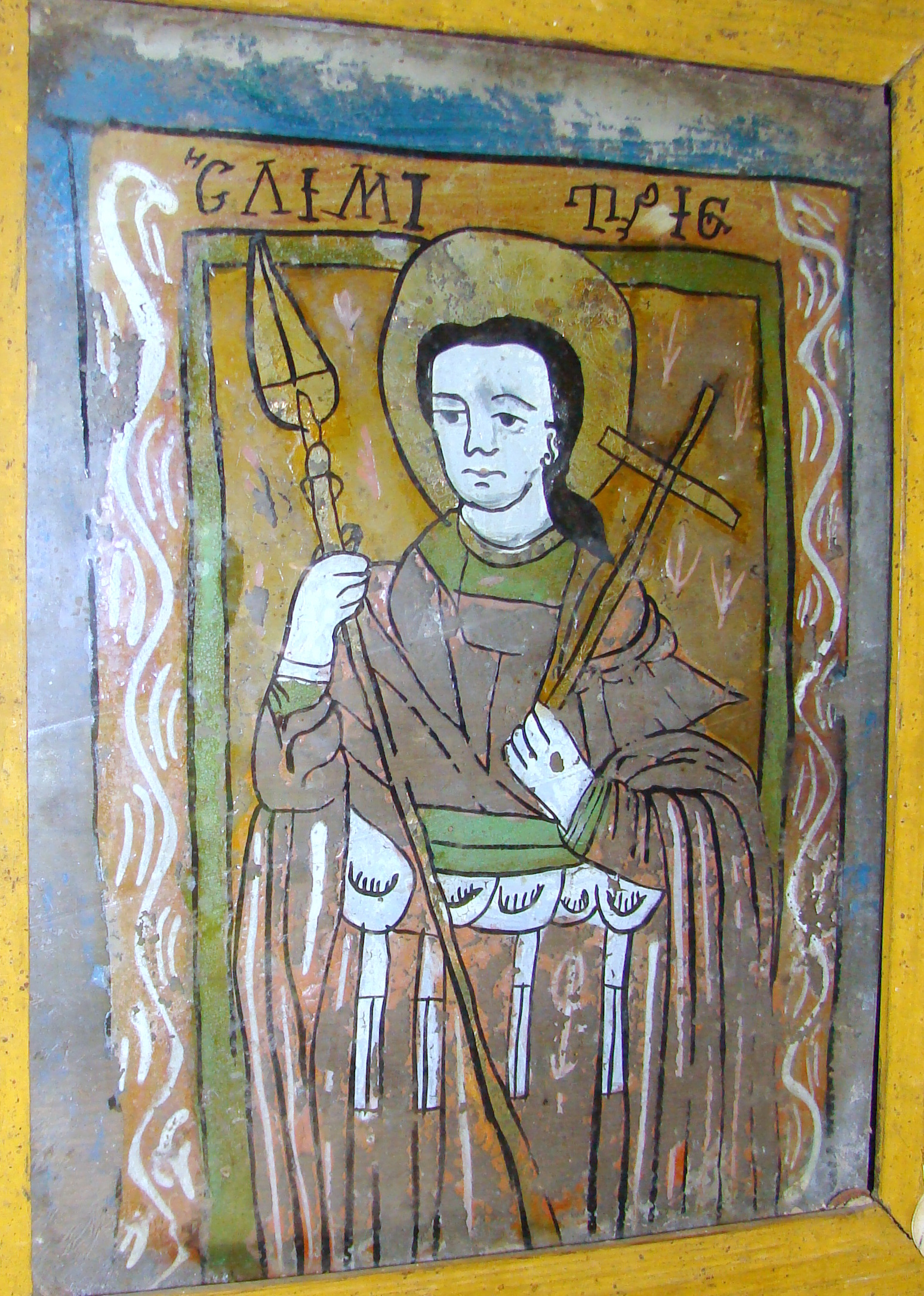
Sfântul Dimitrie, pictură pe sticlă, sec.XVIII

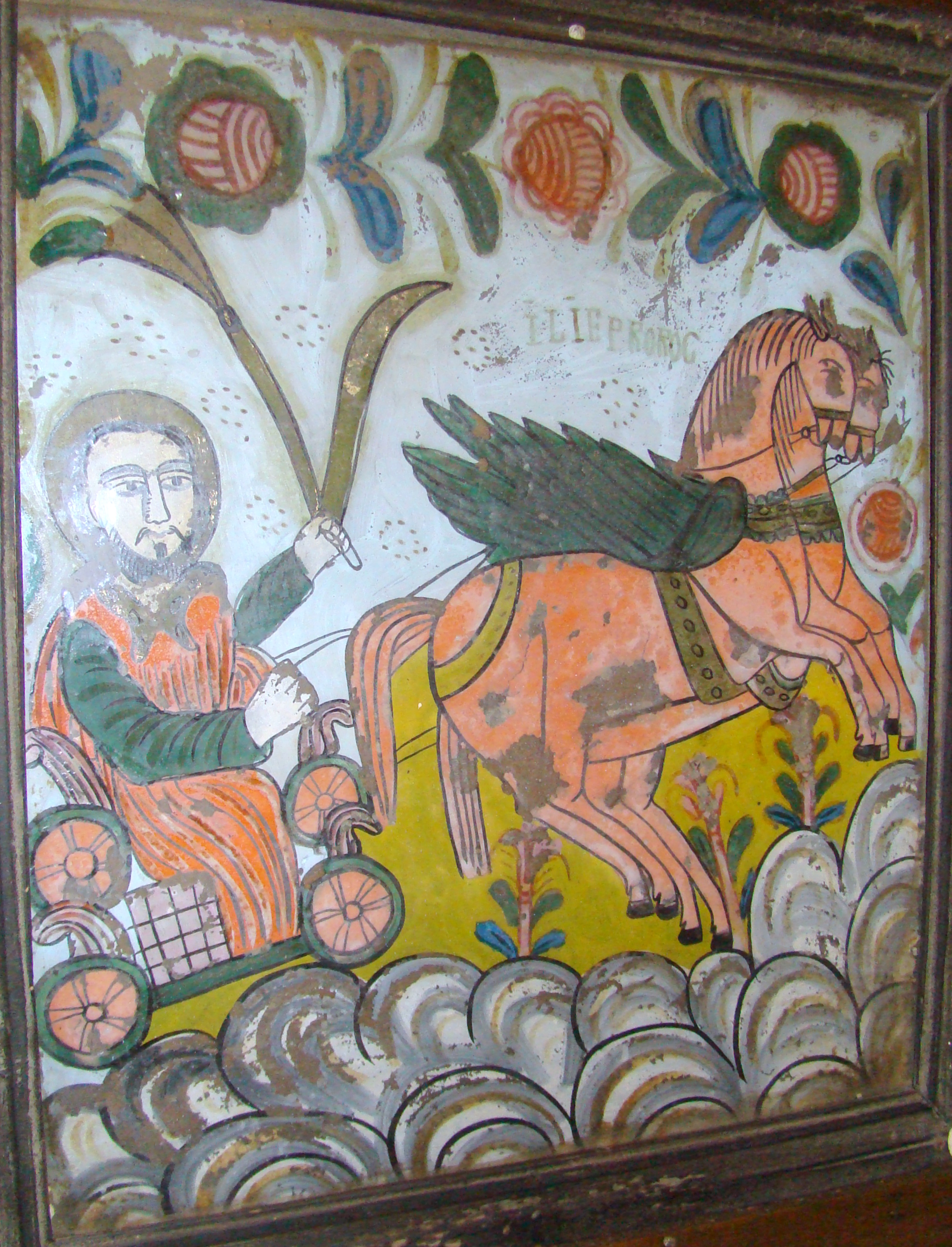
Sfântul Ilie, pictură pe sticlă, sec.XVIII

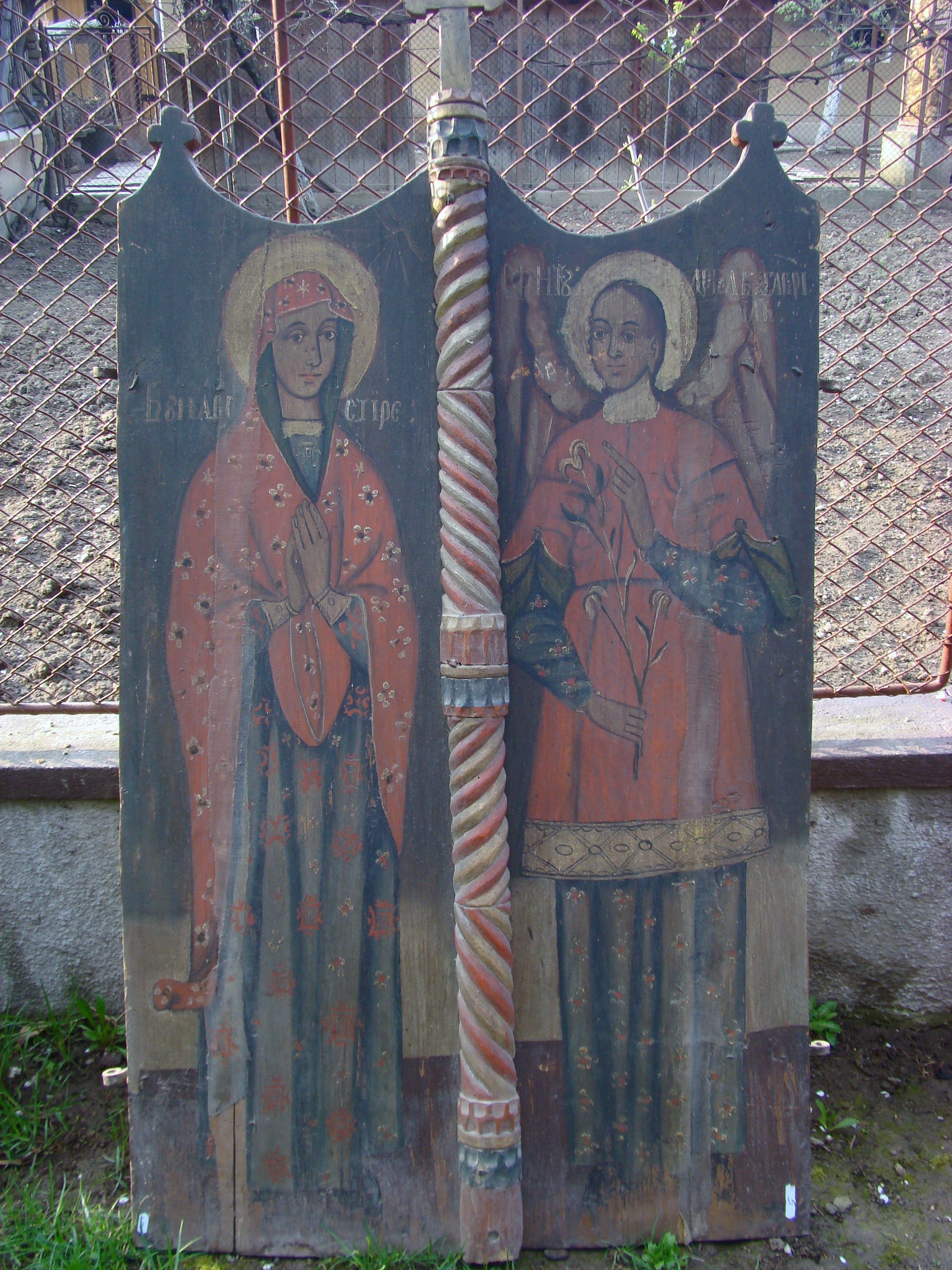
Uşile împărăteşti ale bisericii dispărute din Girişul Negru

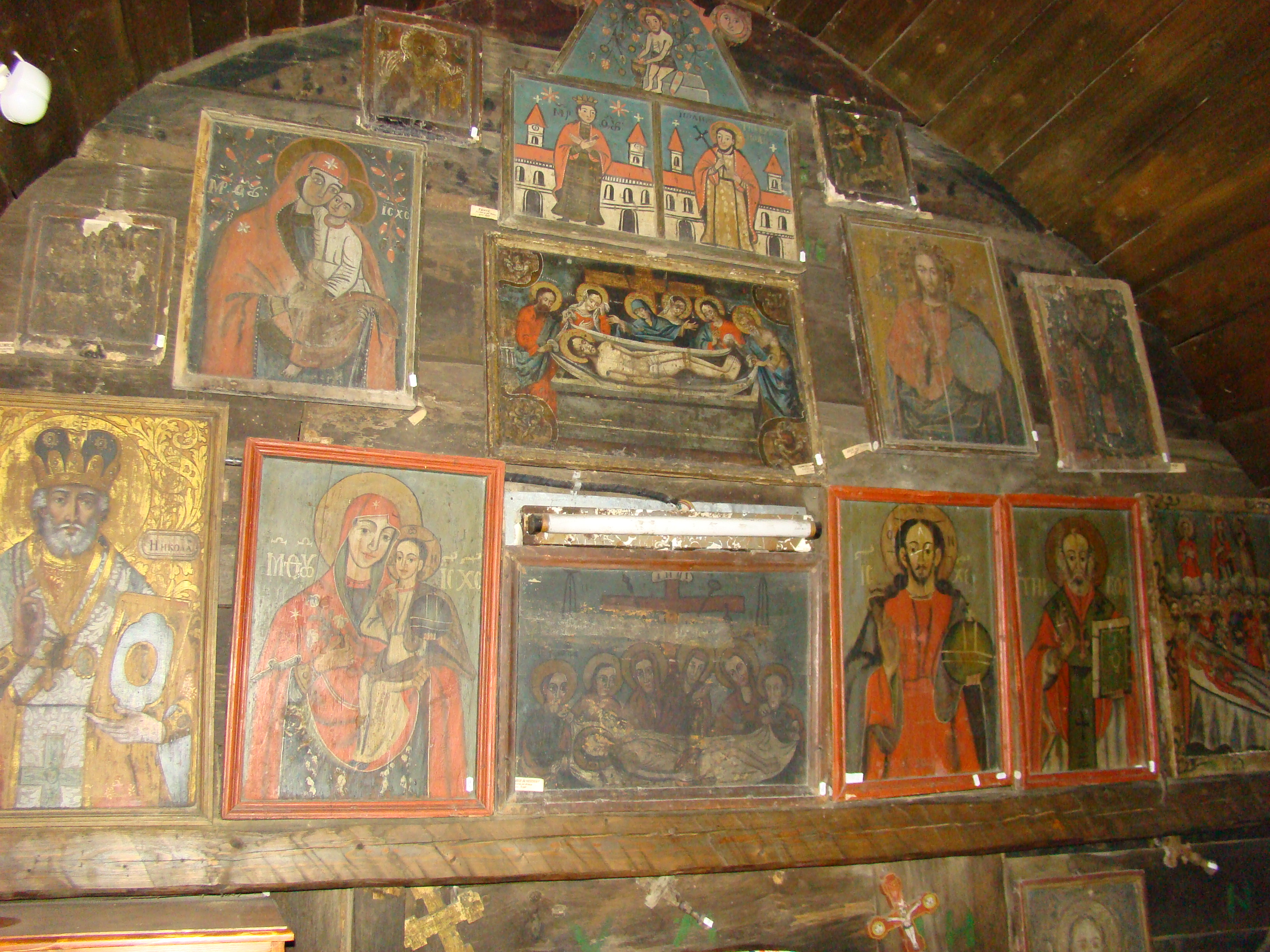
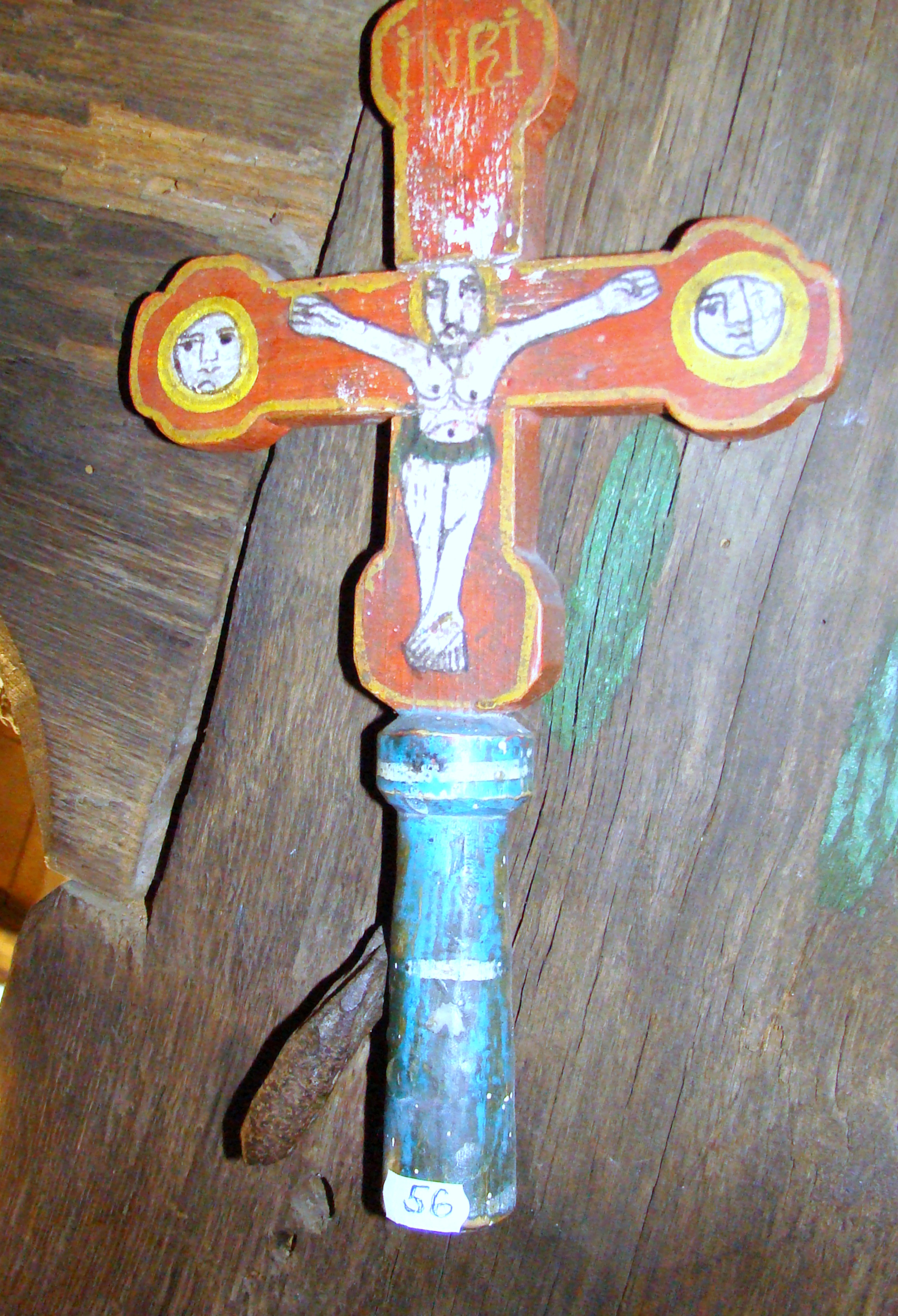
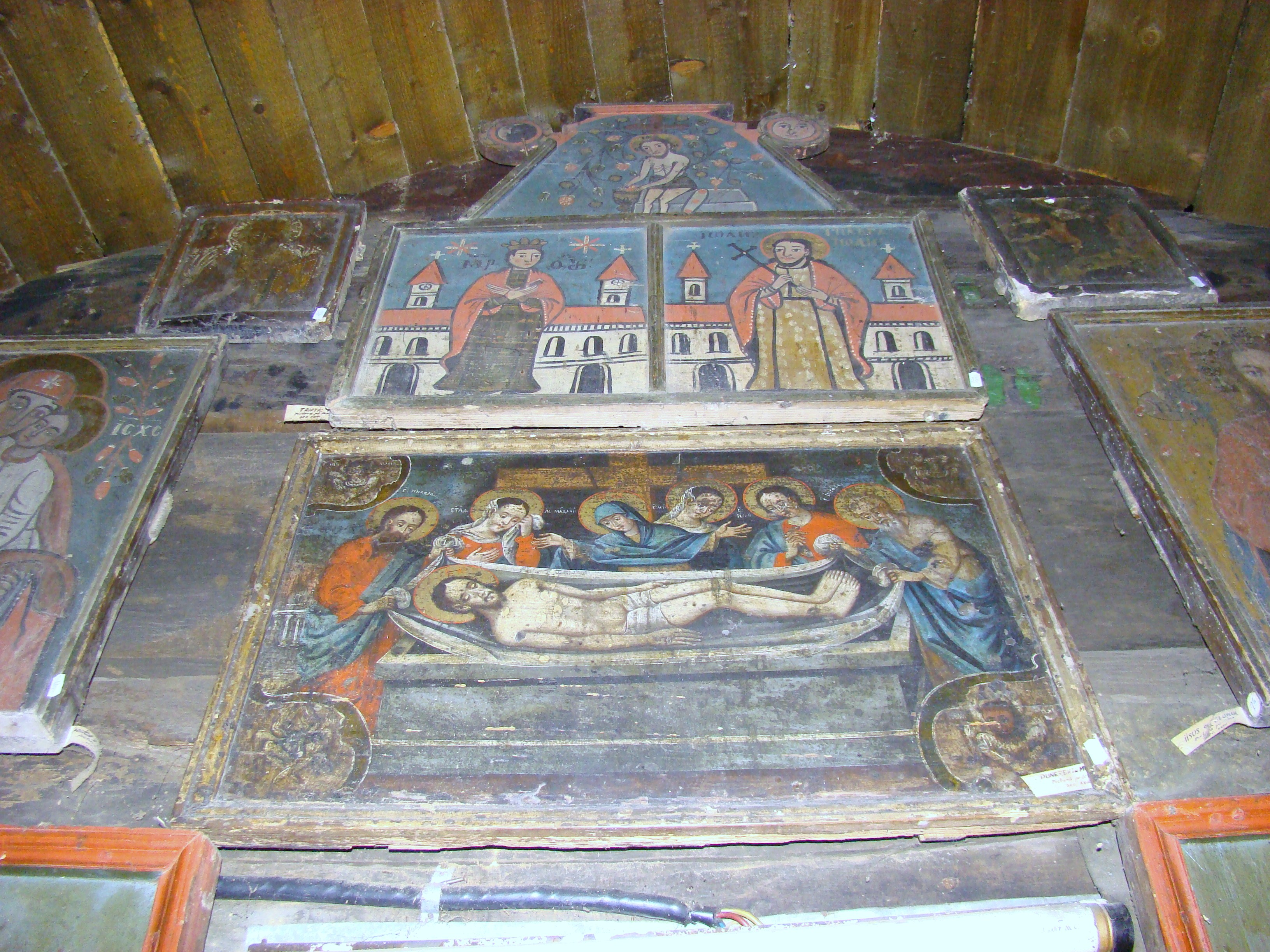
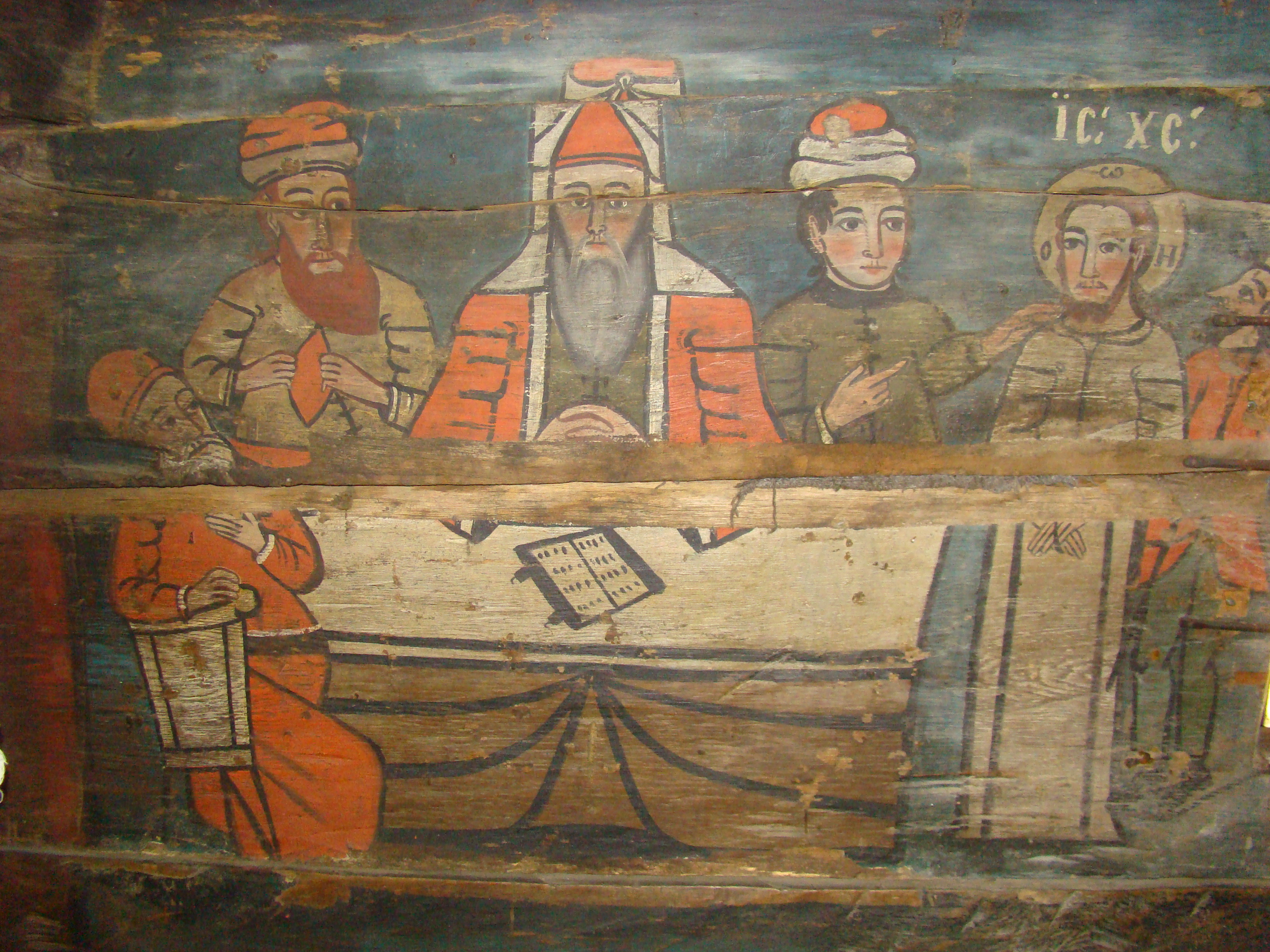
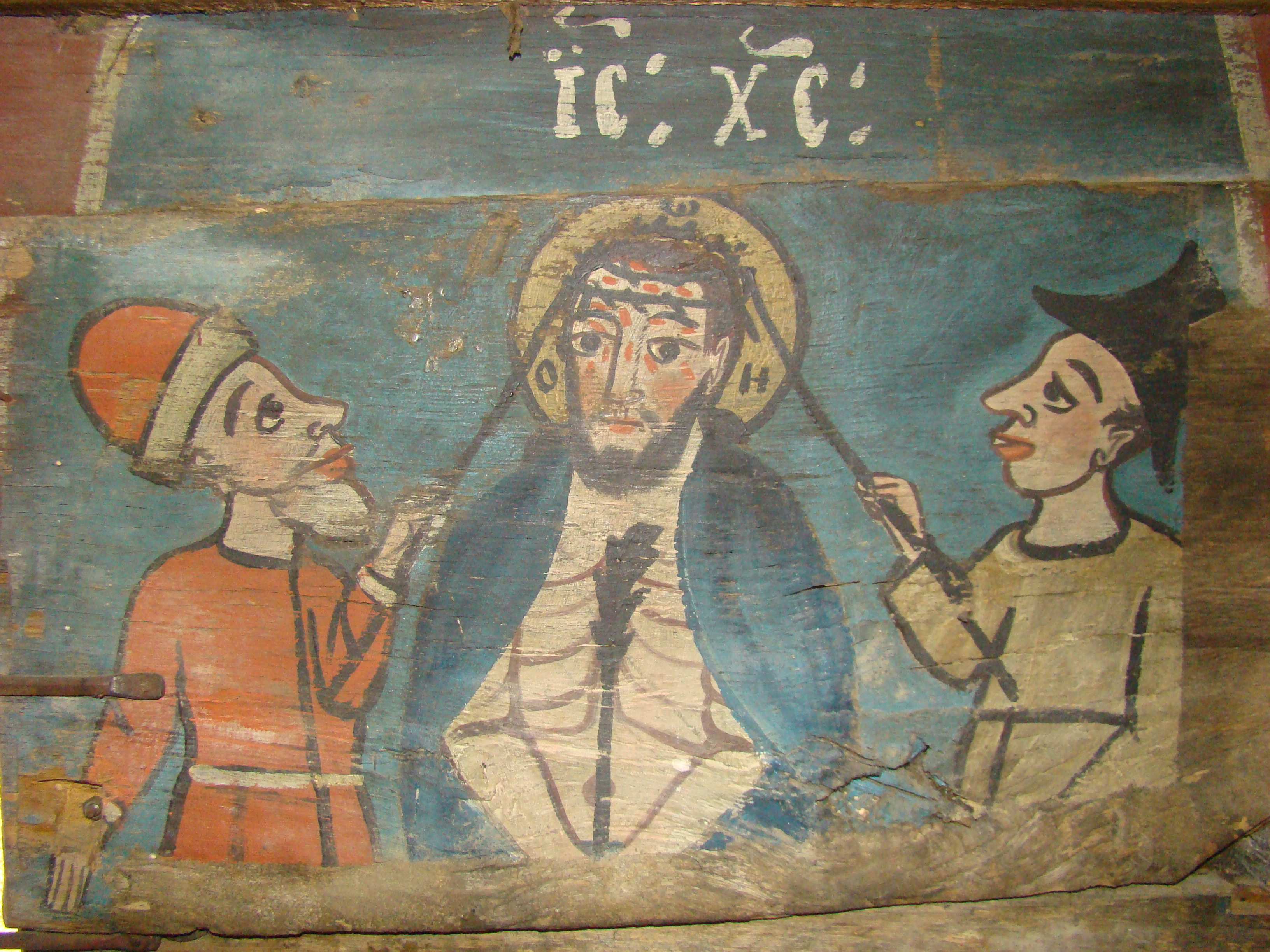
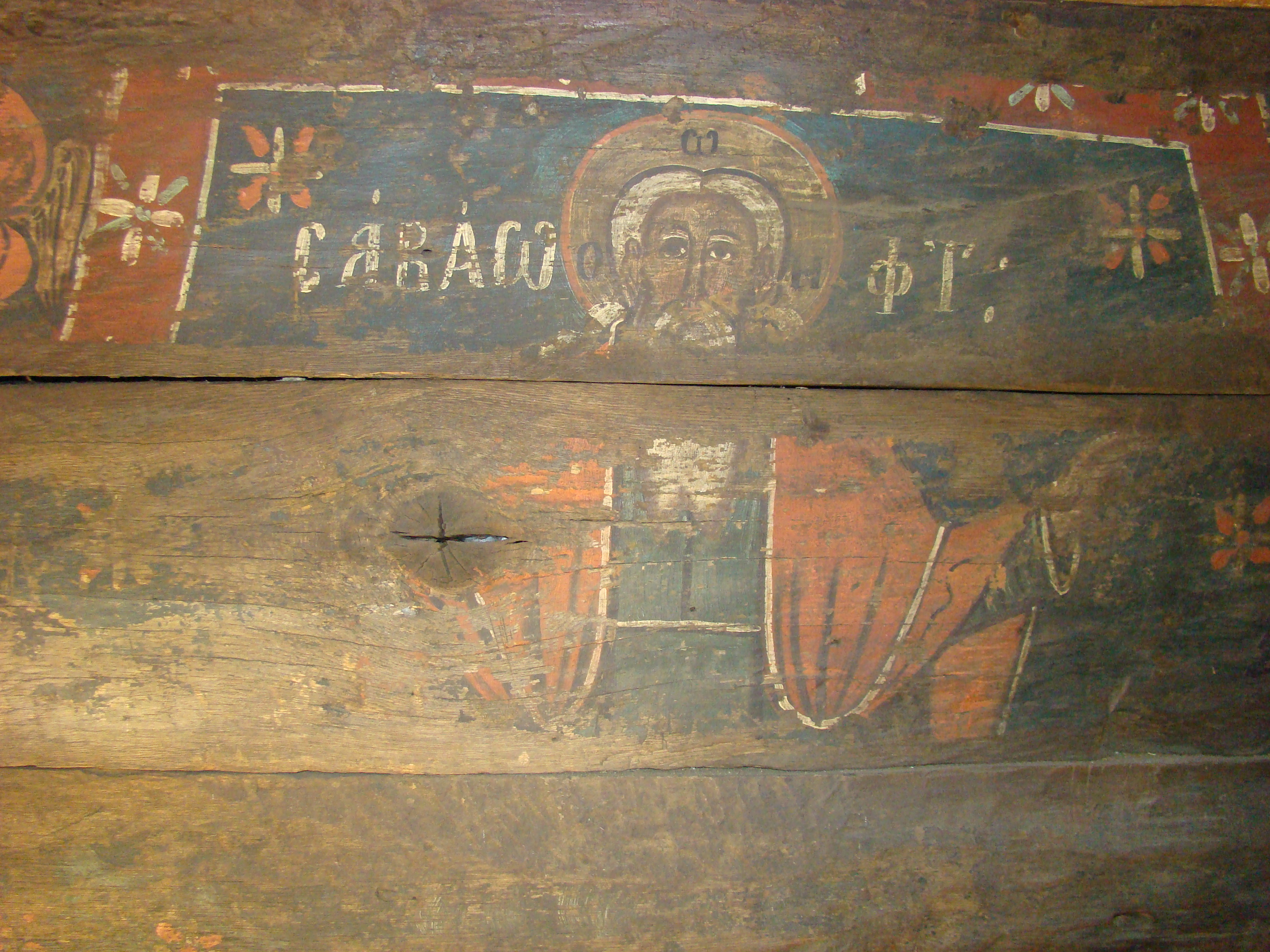
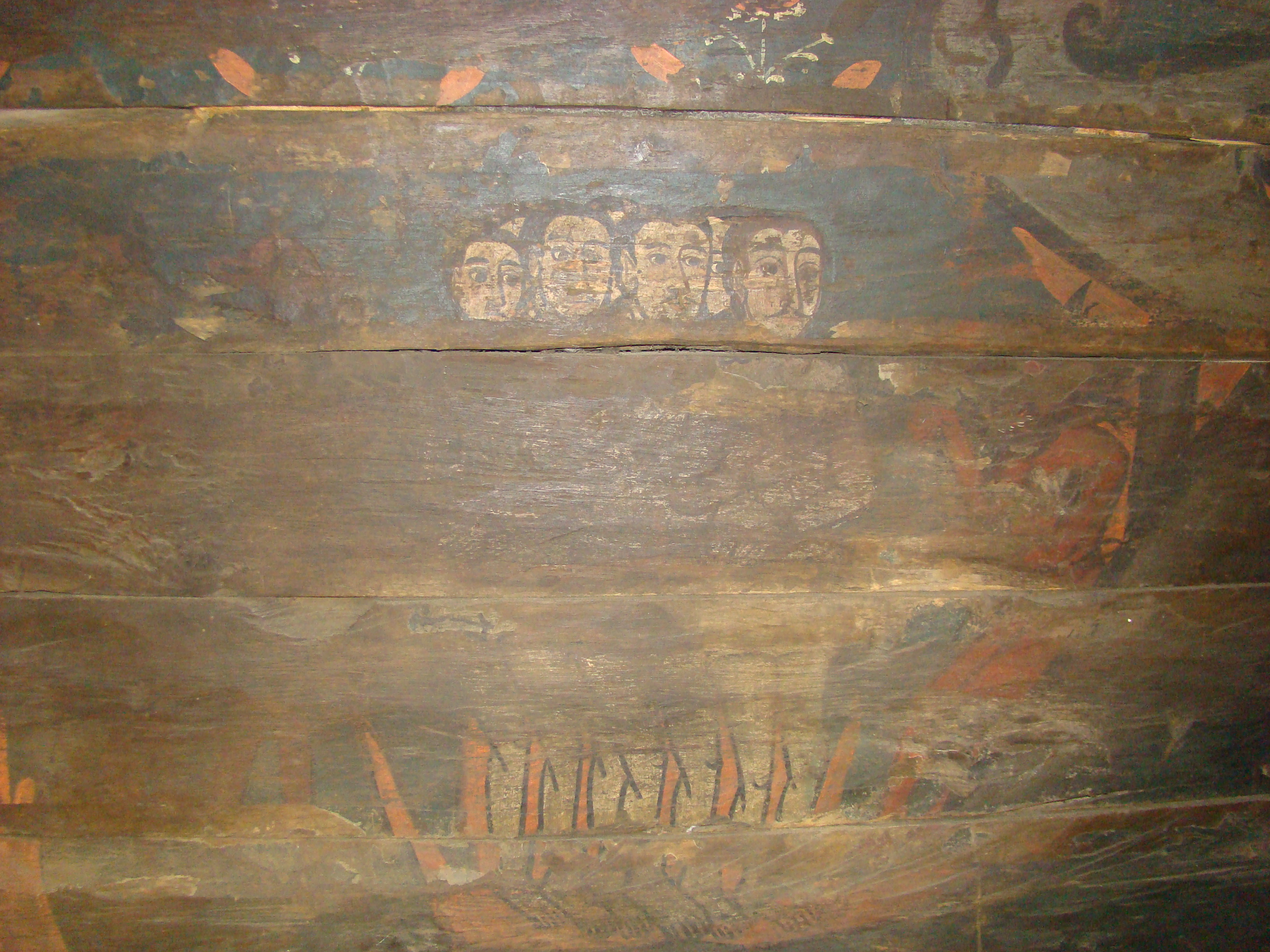
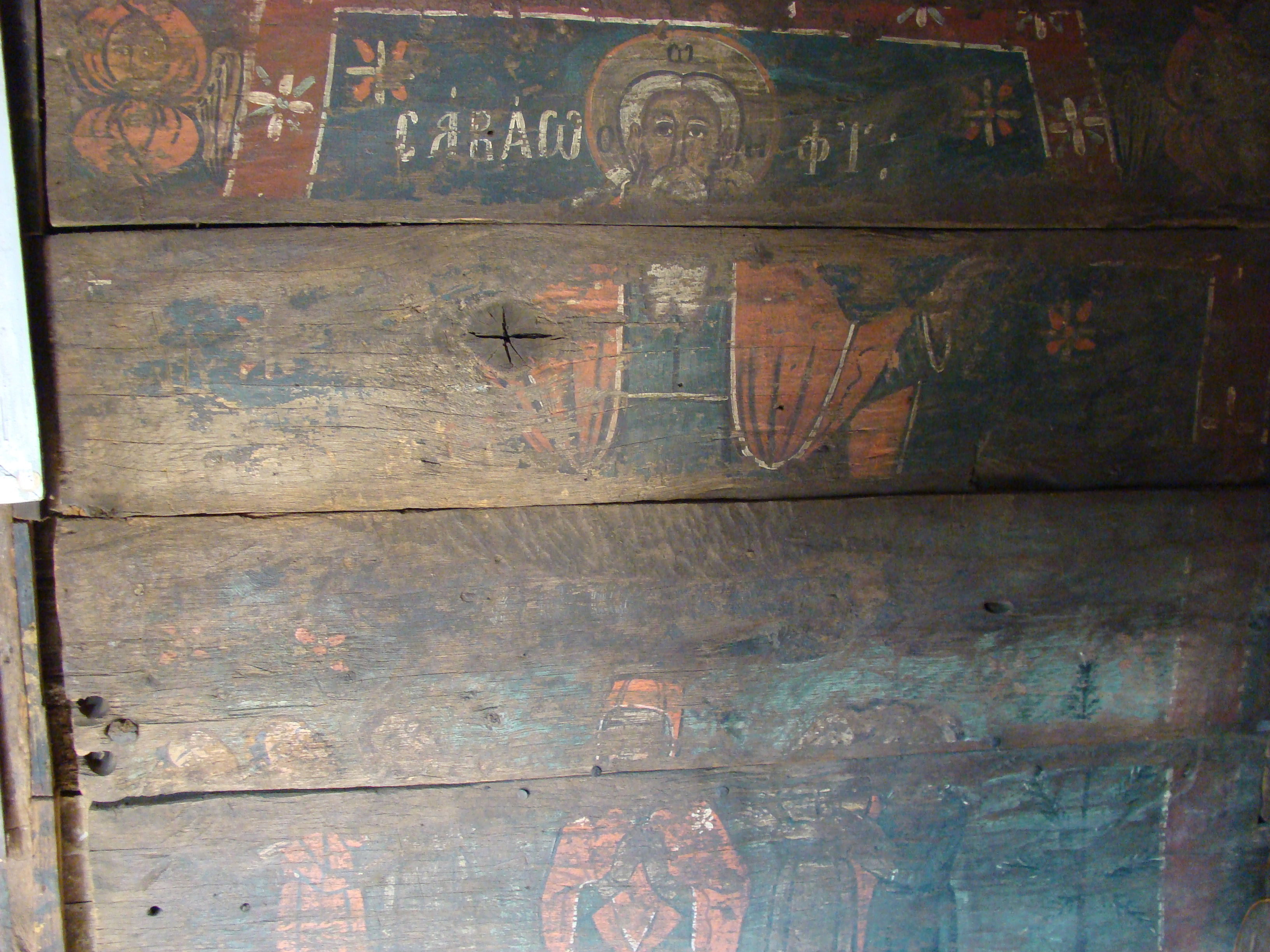
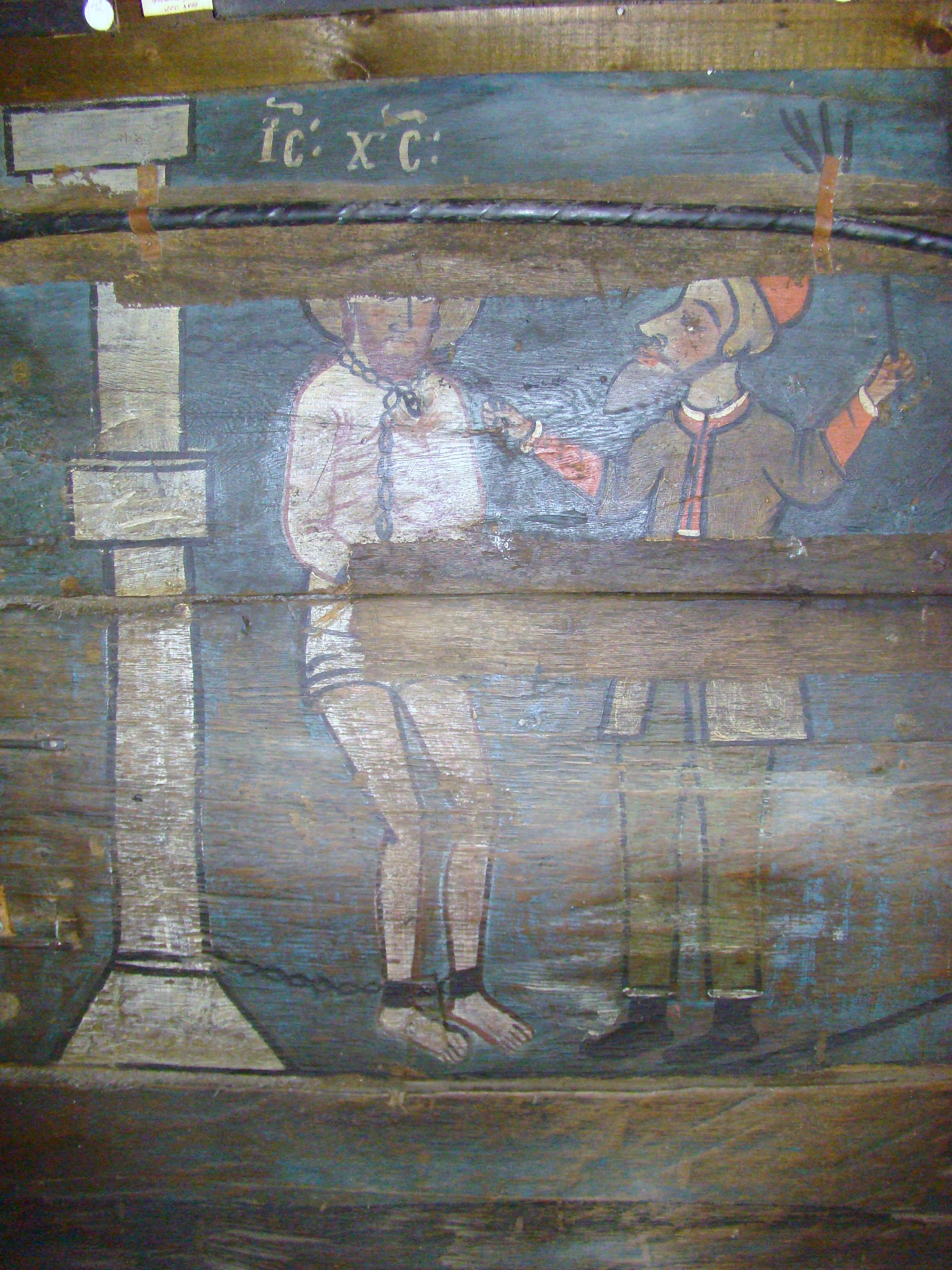
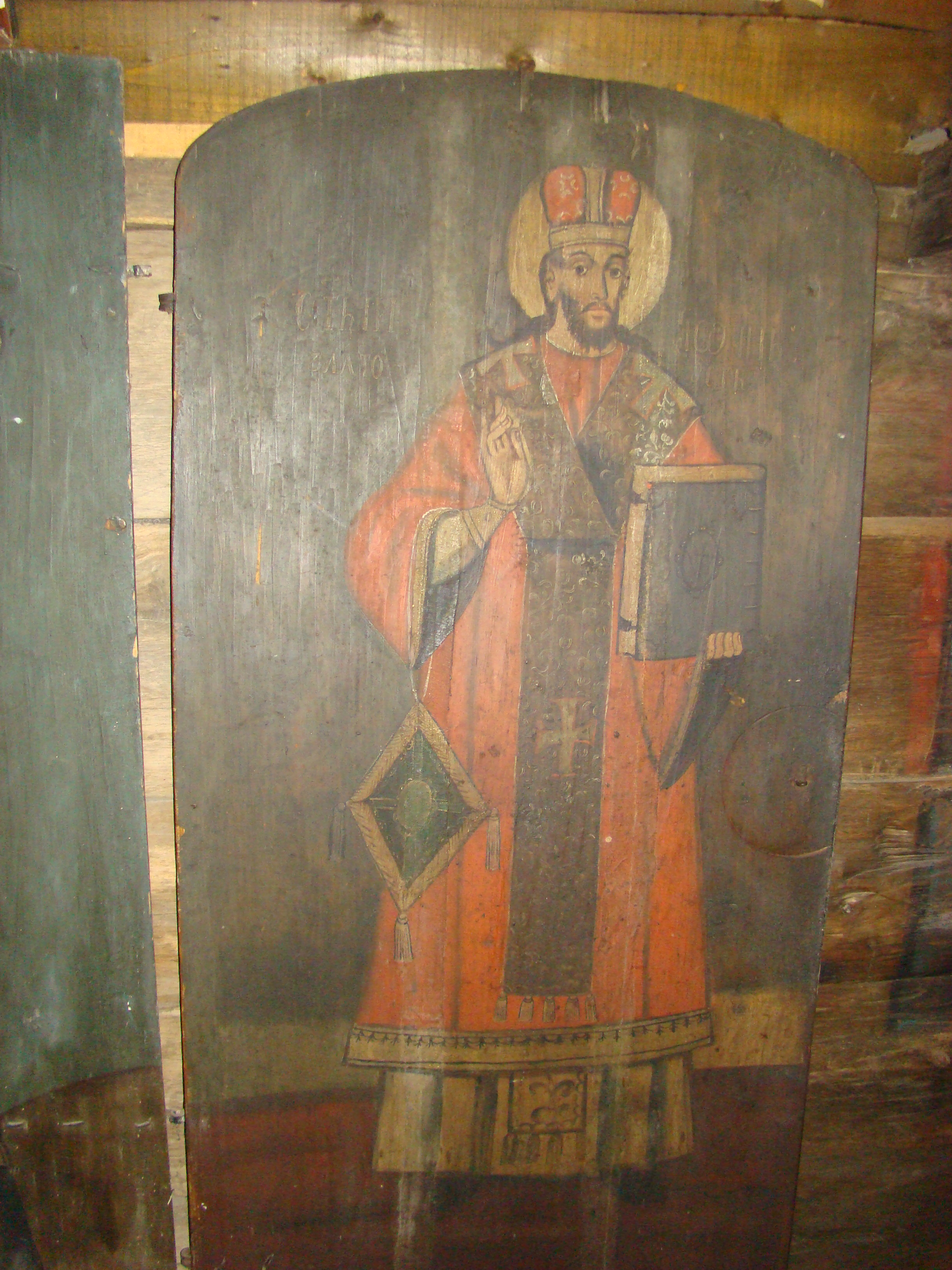
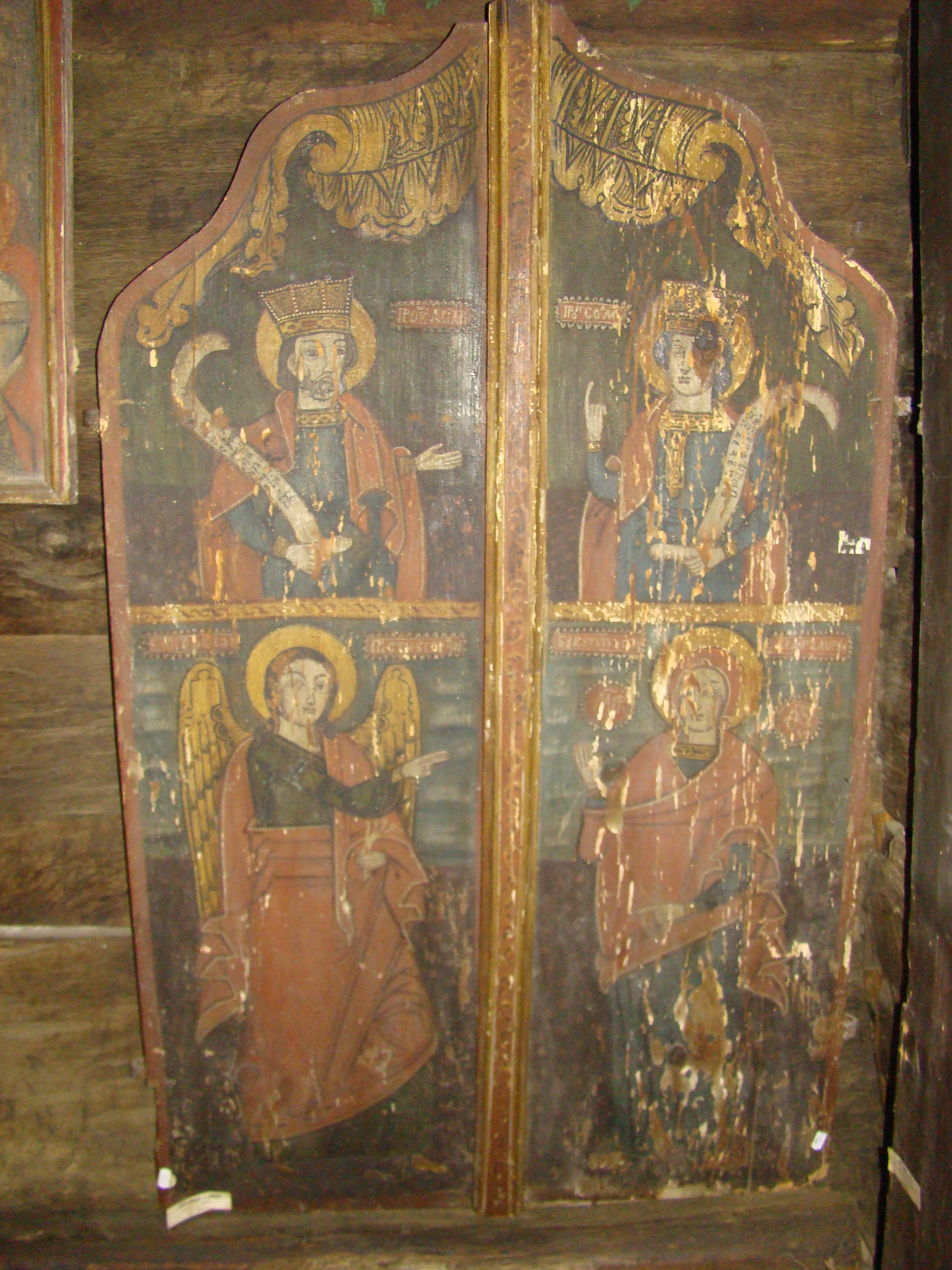
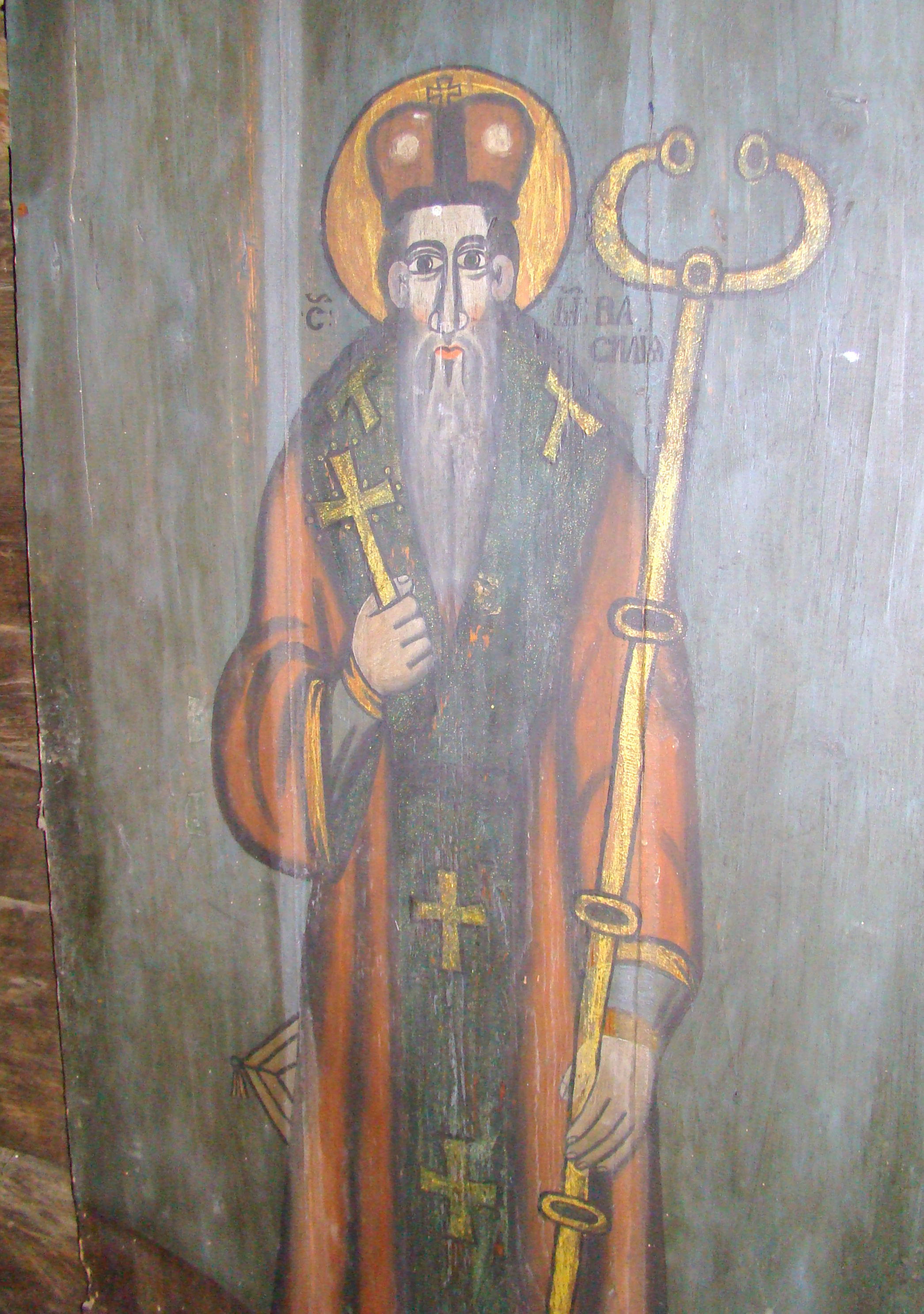
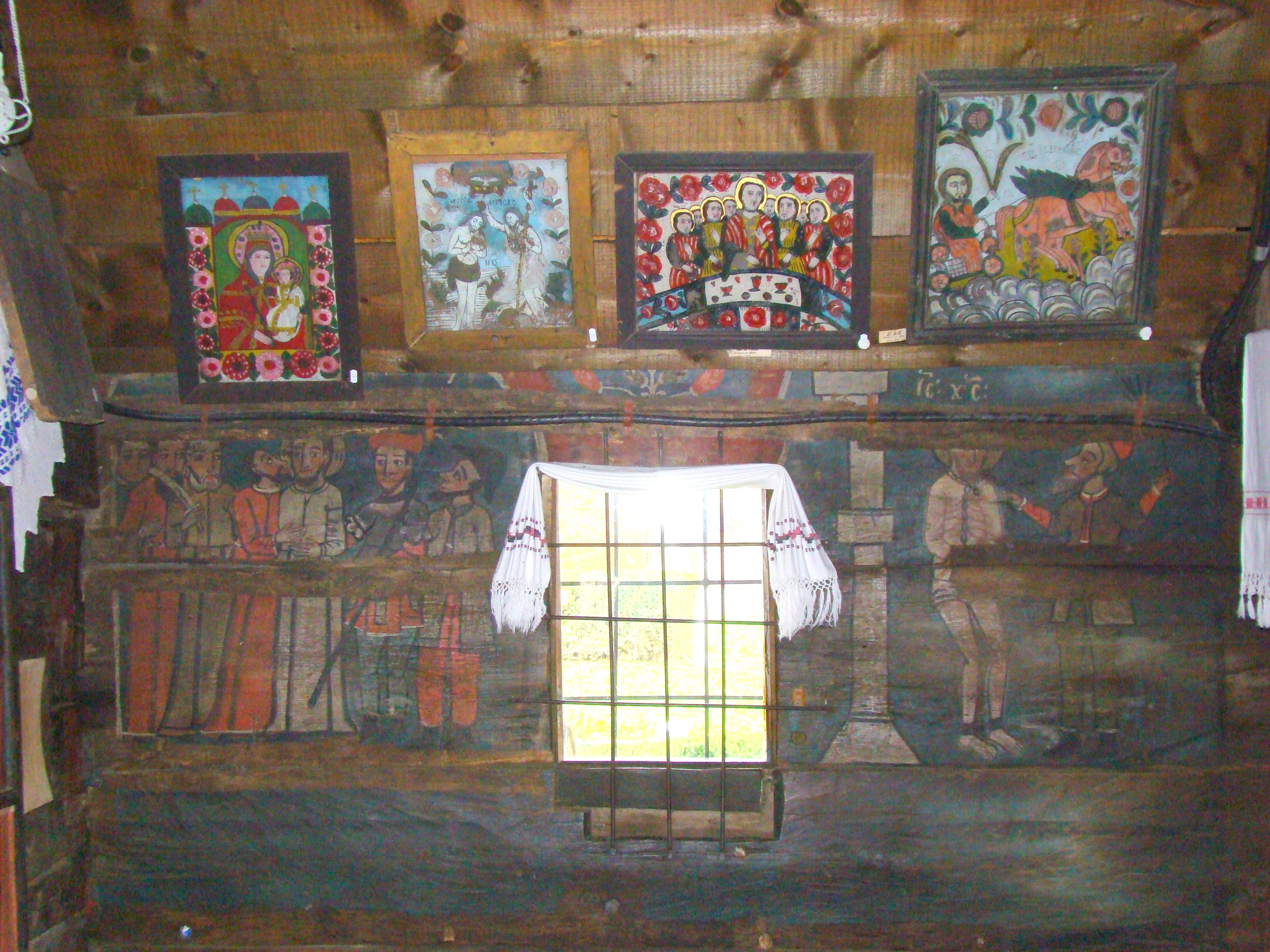
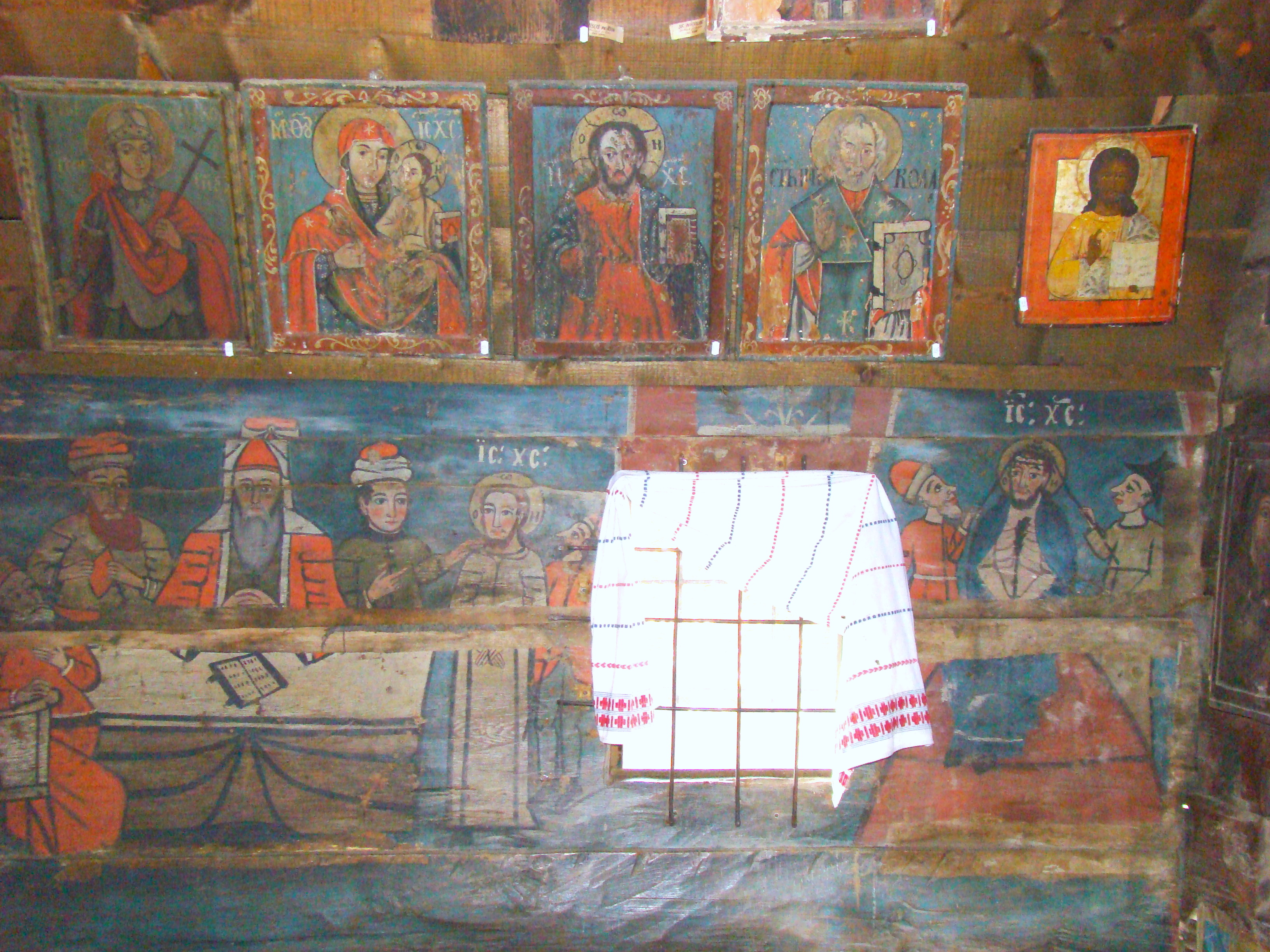
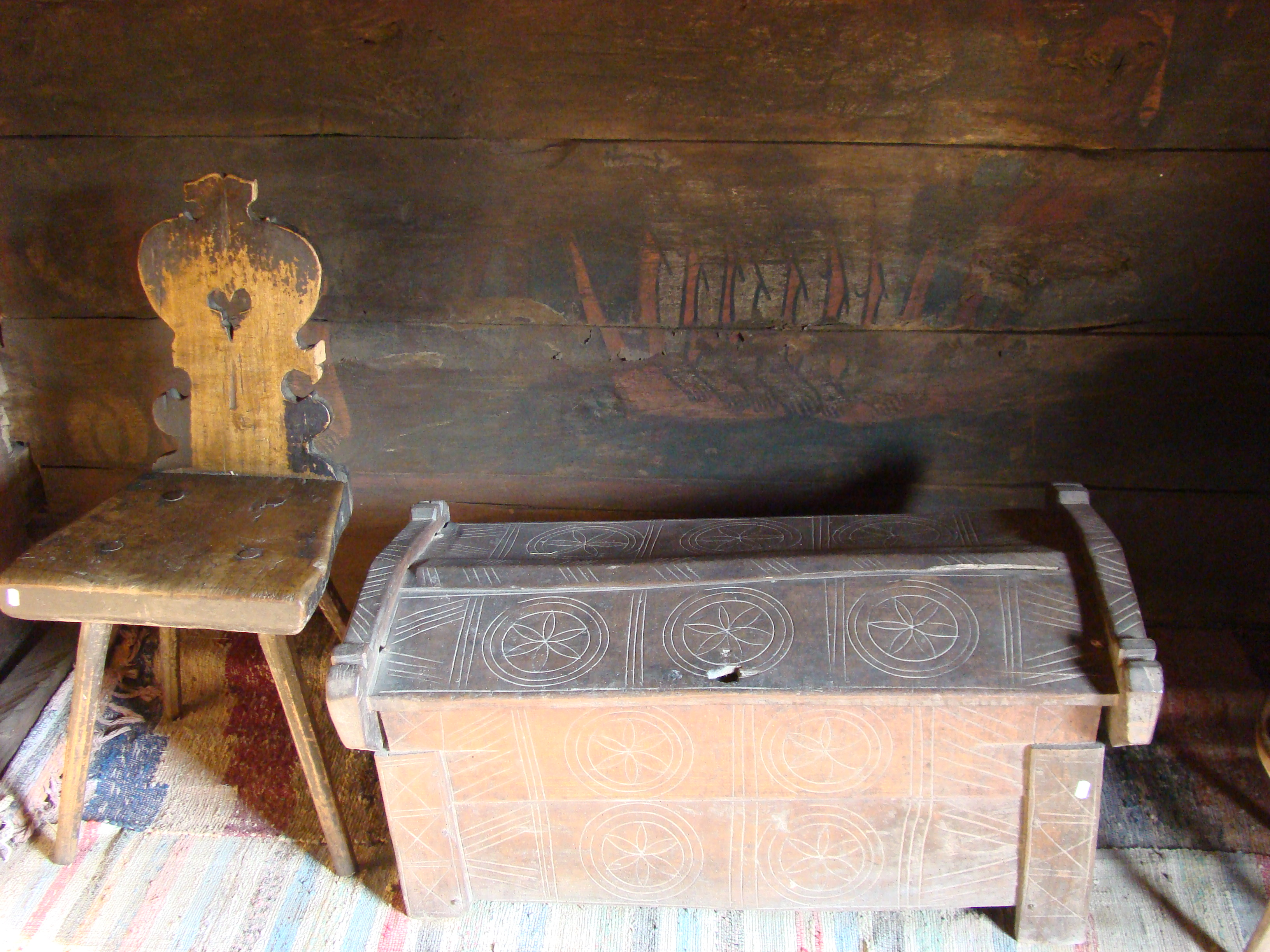
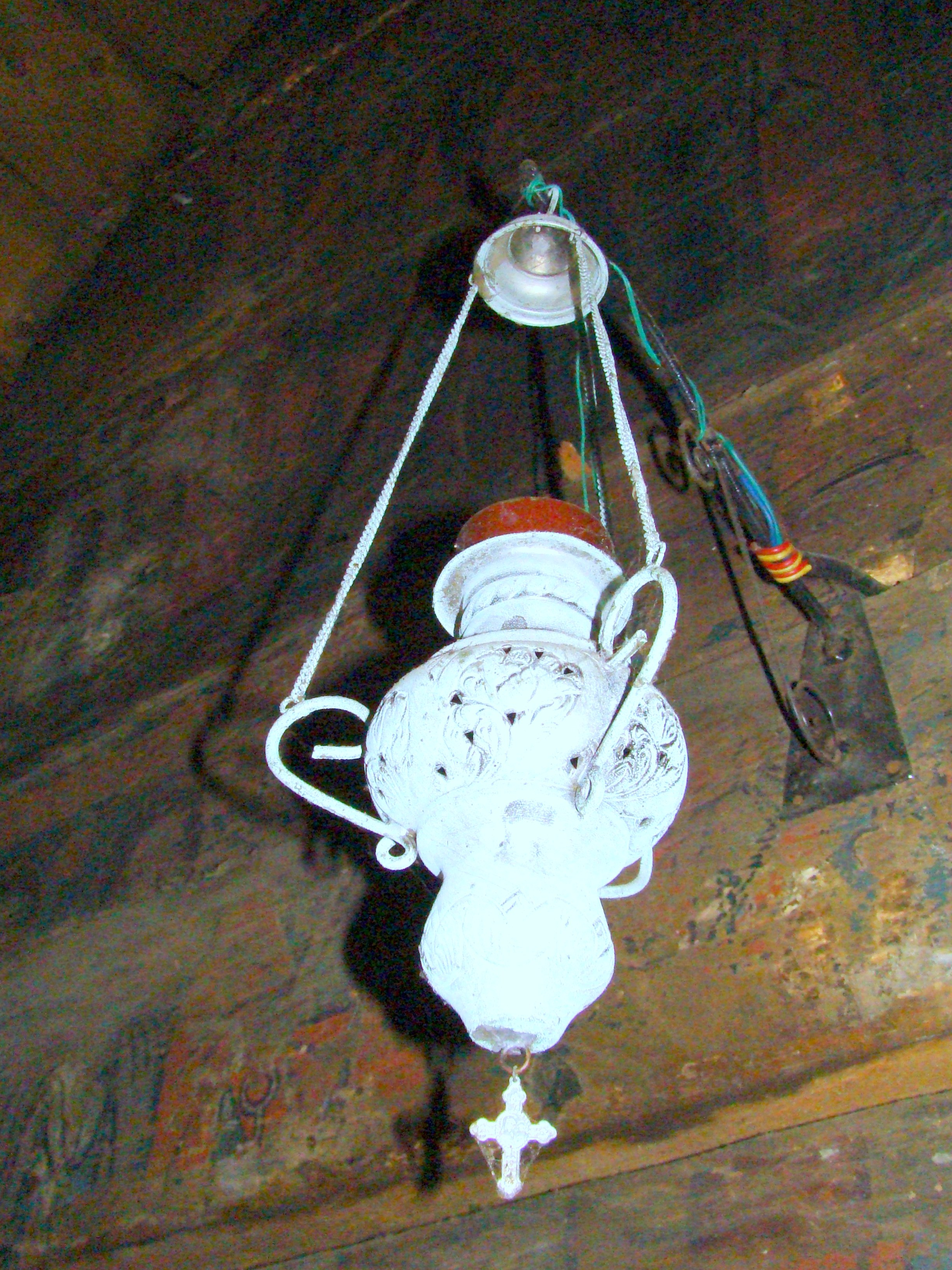
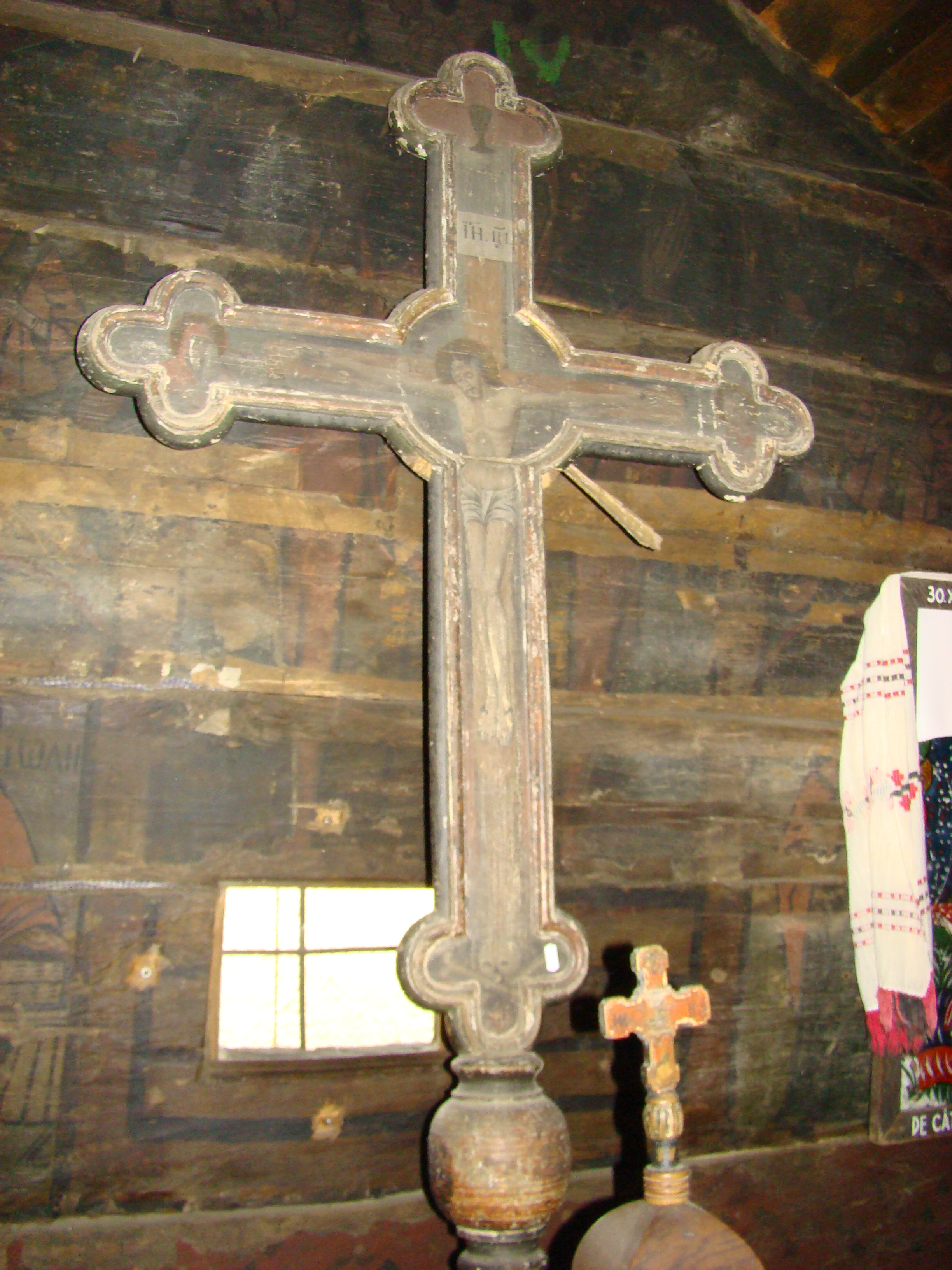
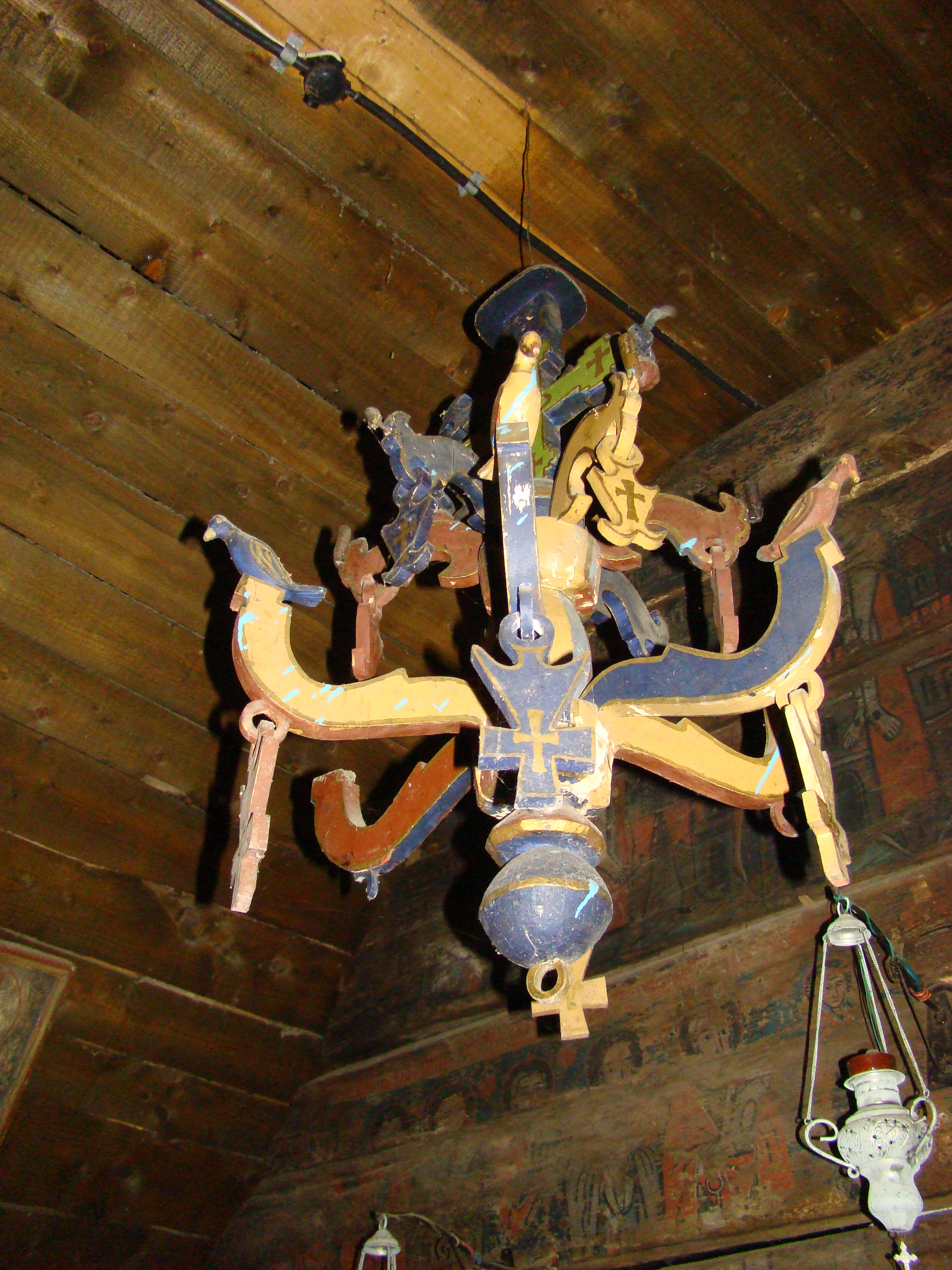
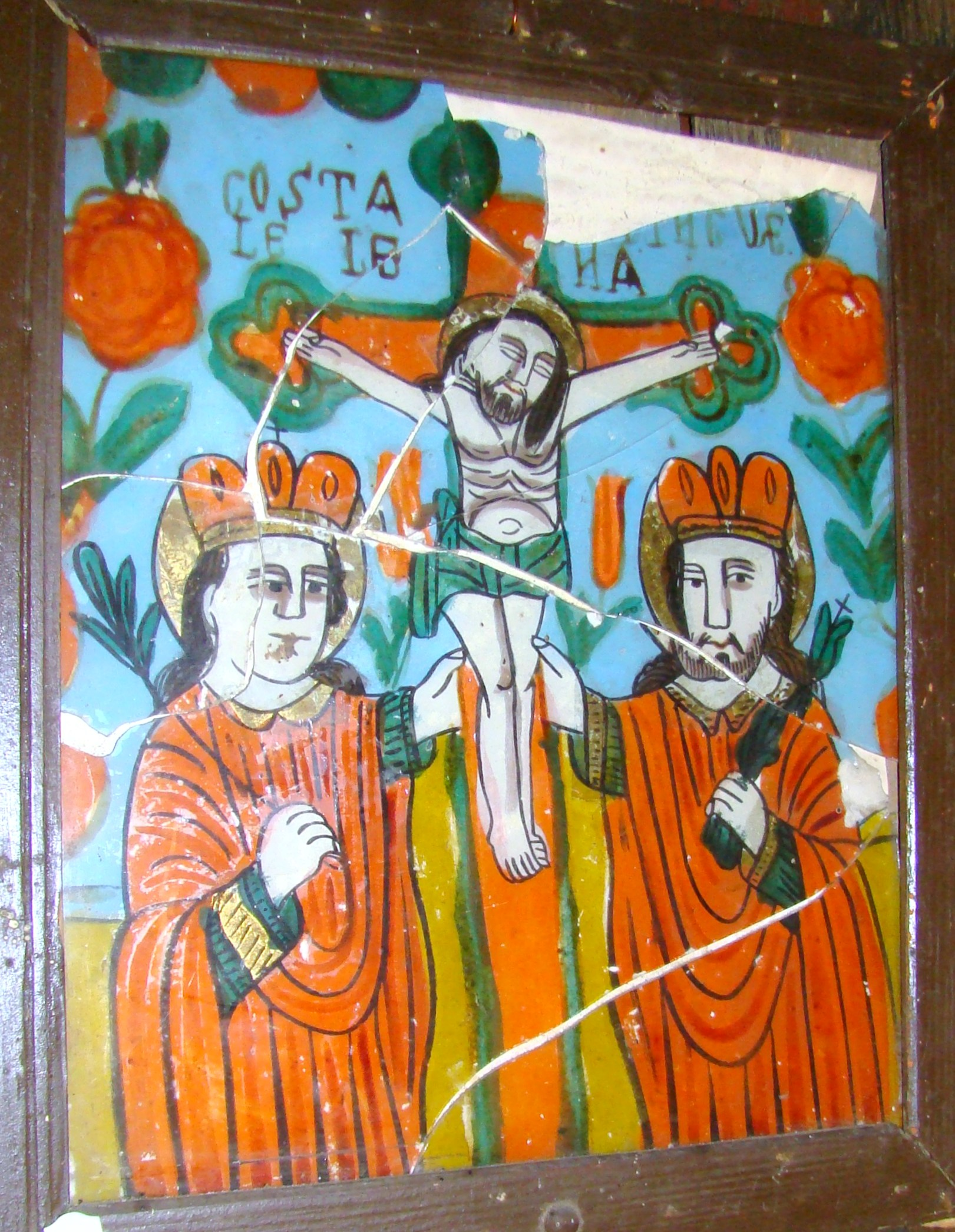
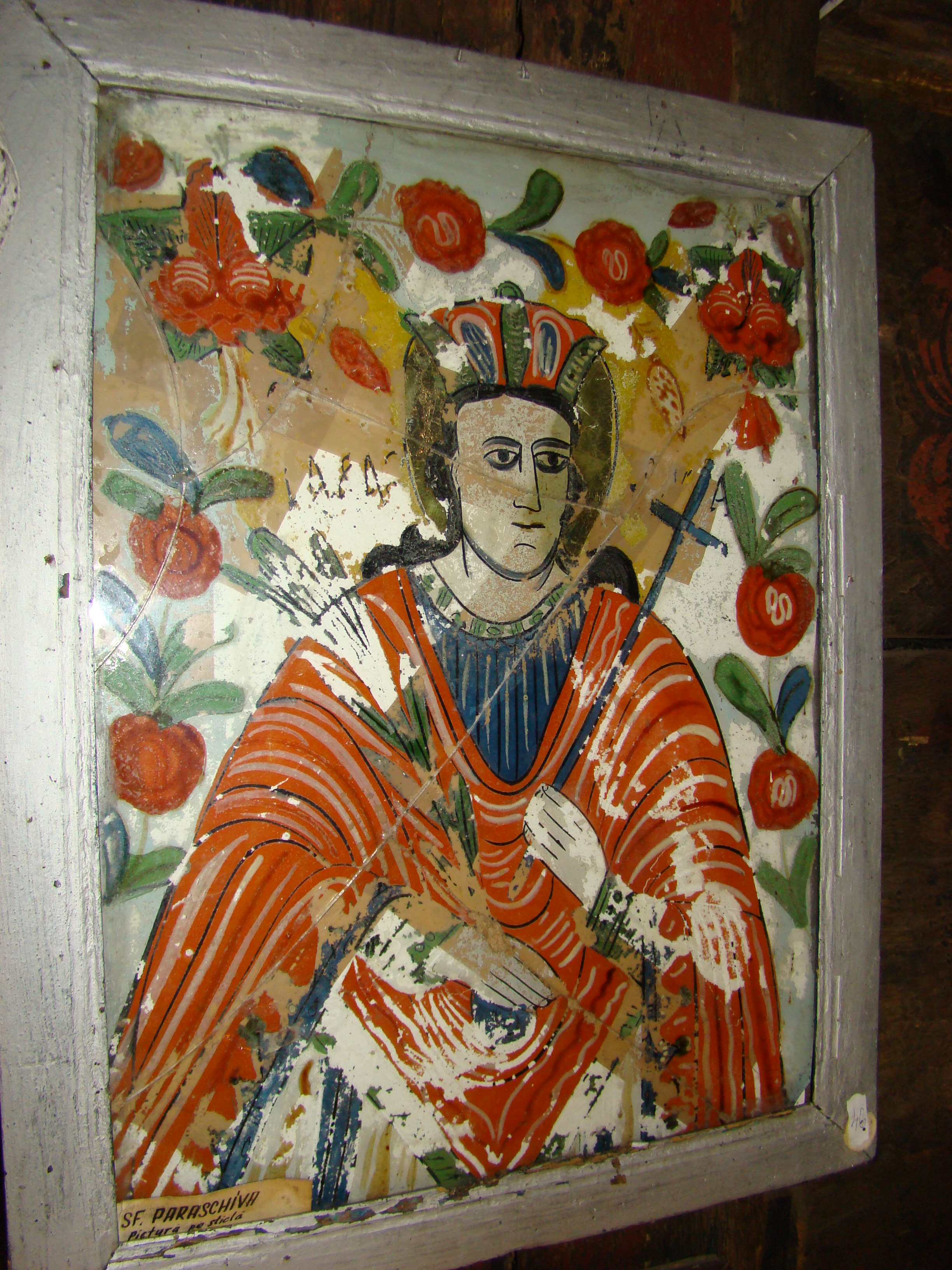
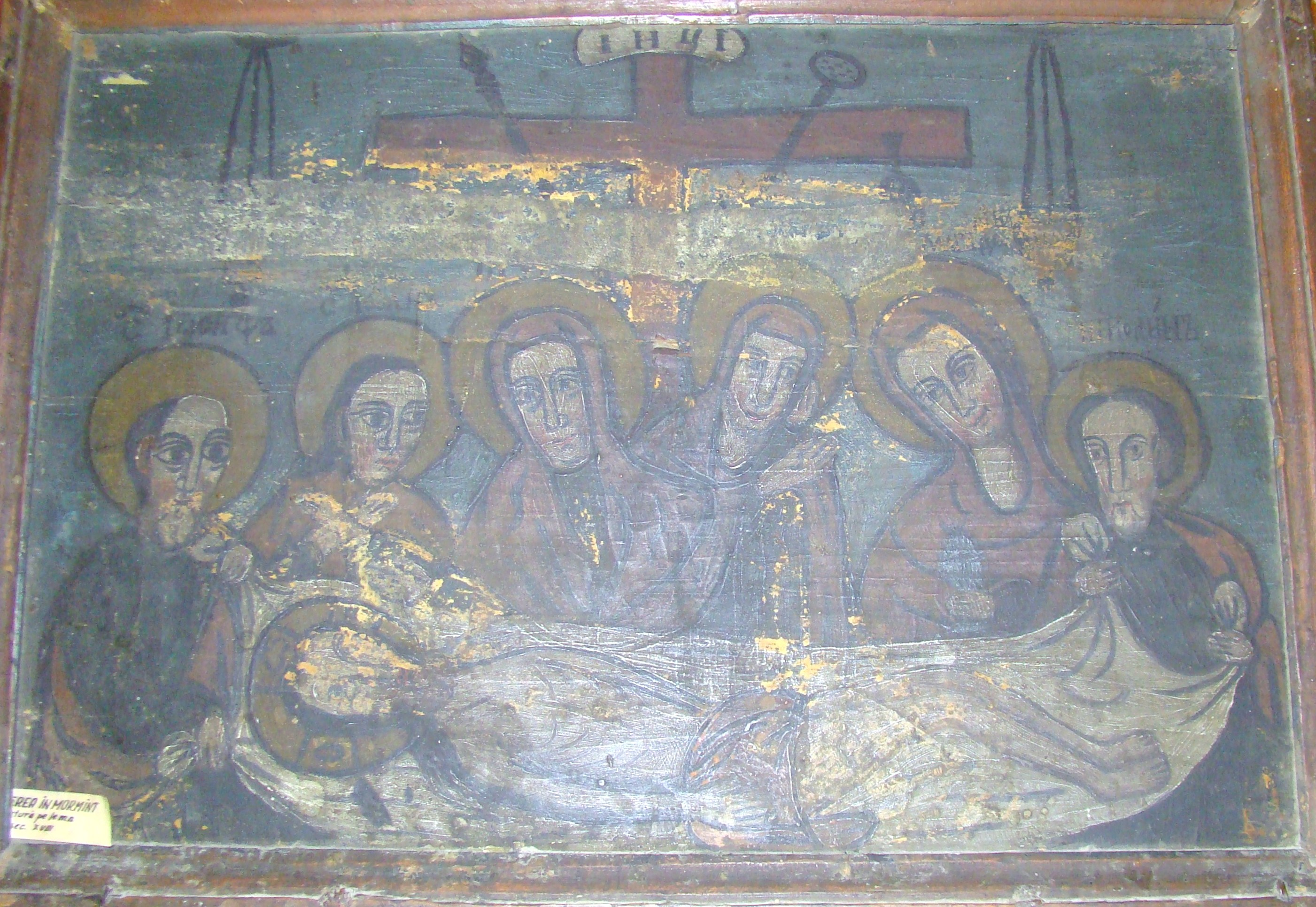
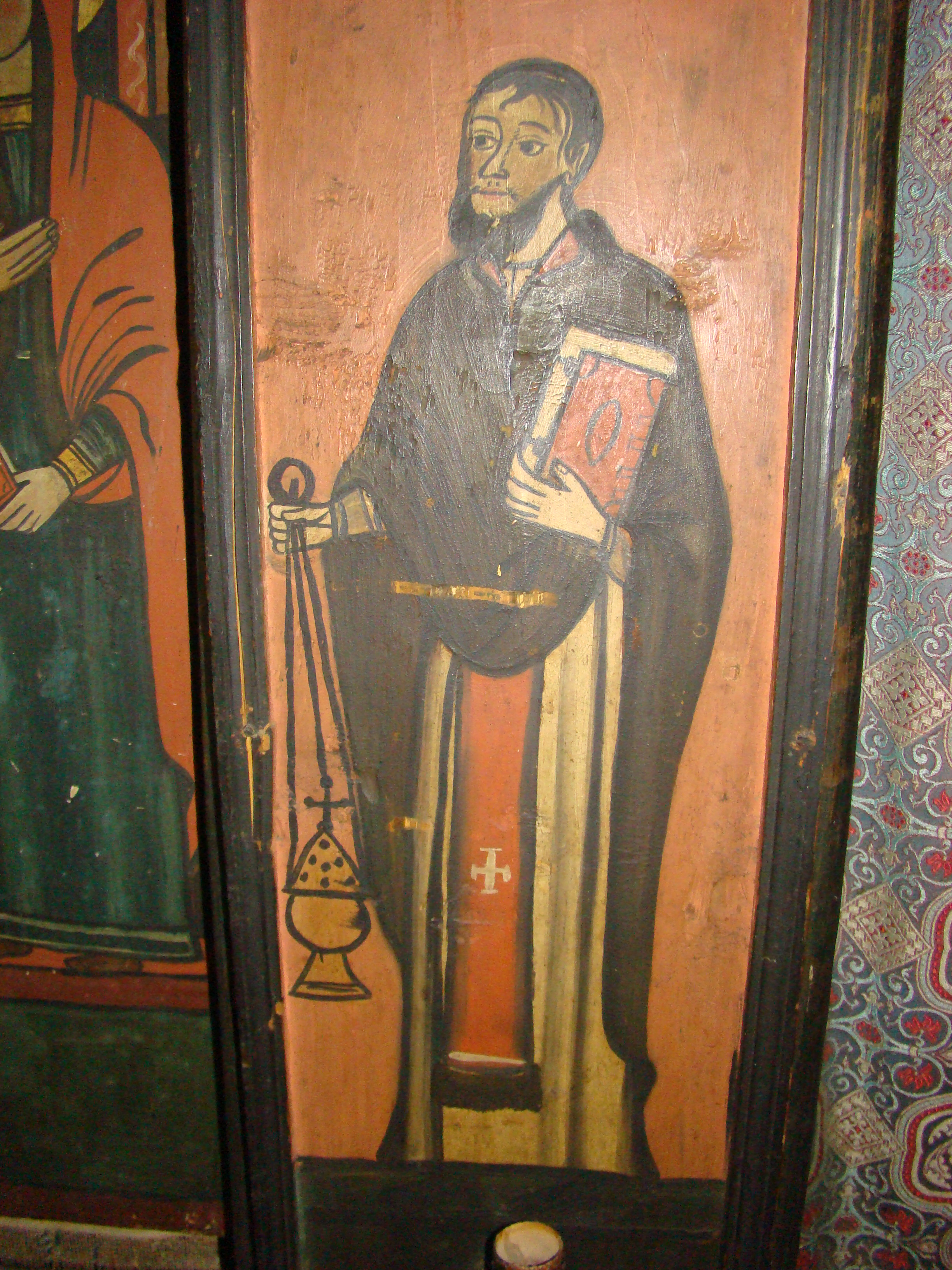
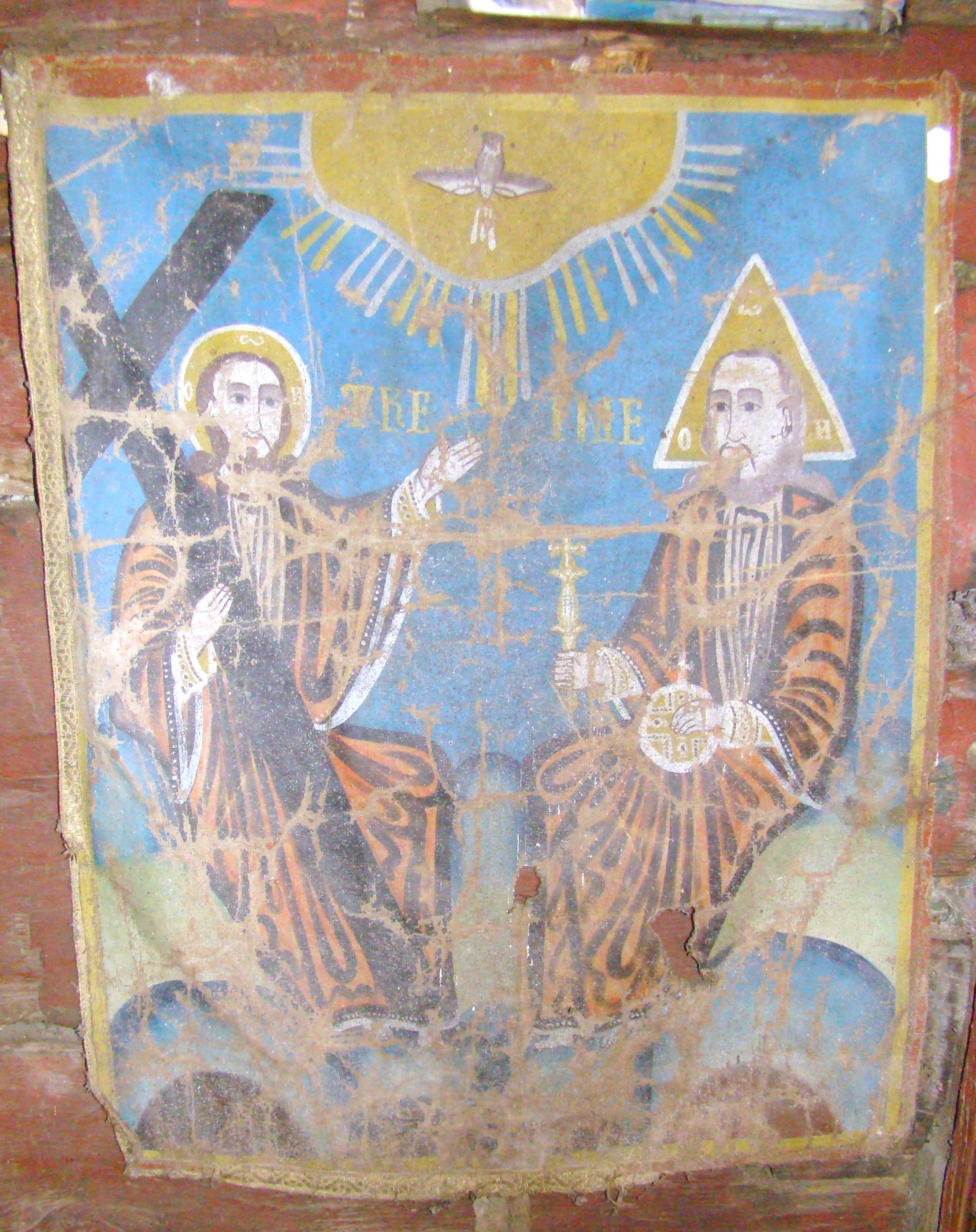
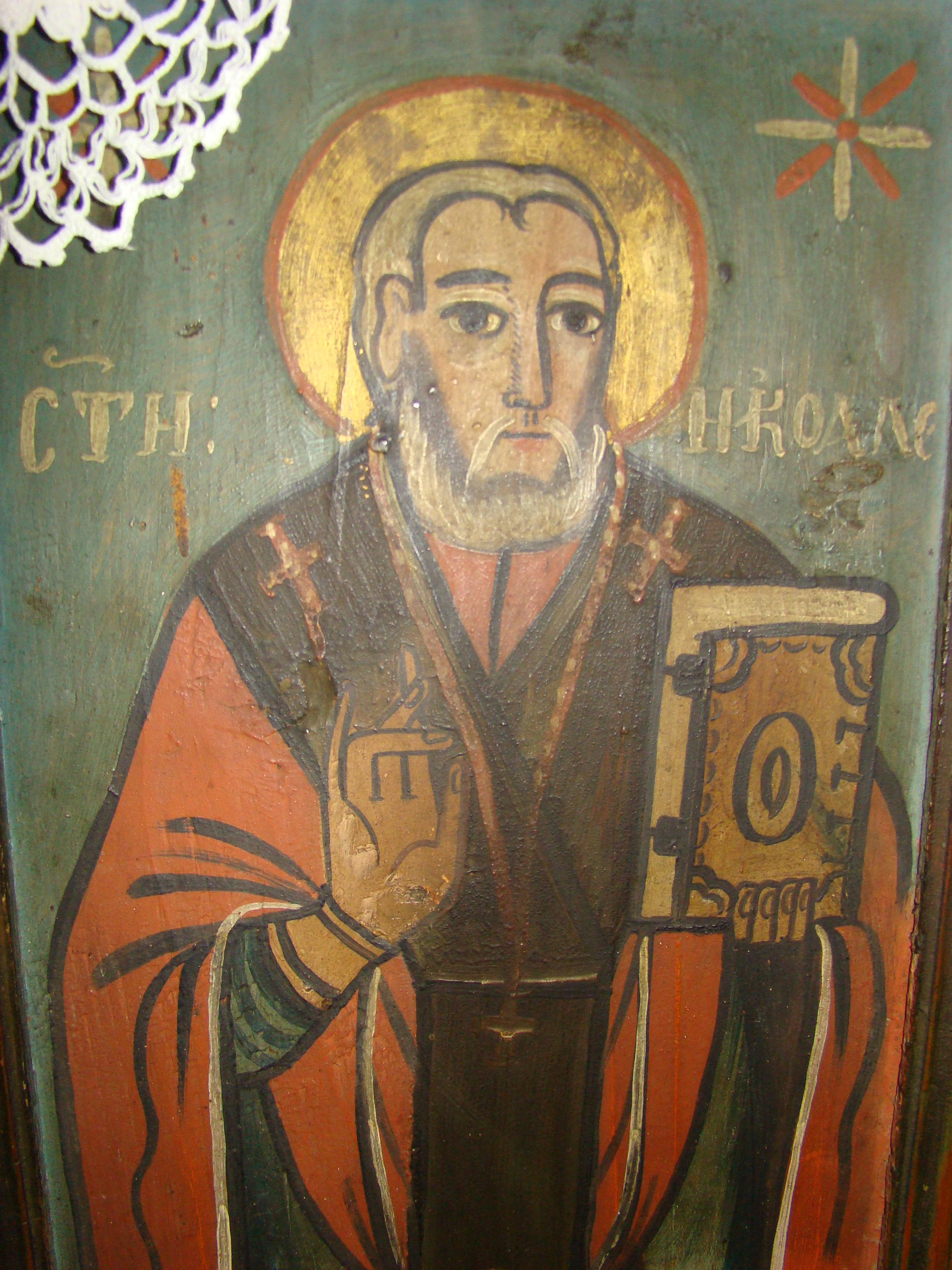
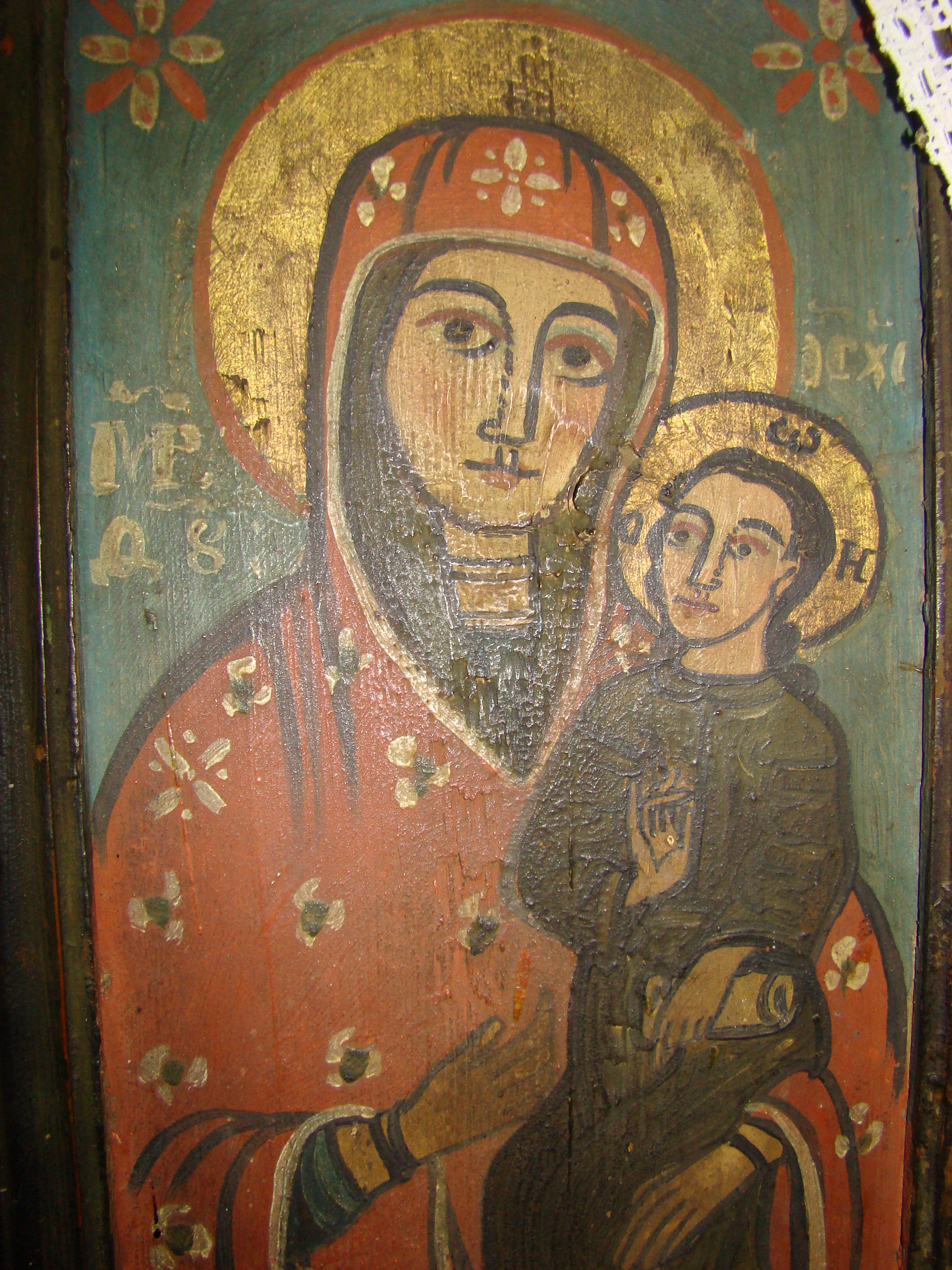
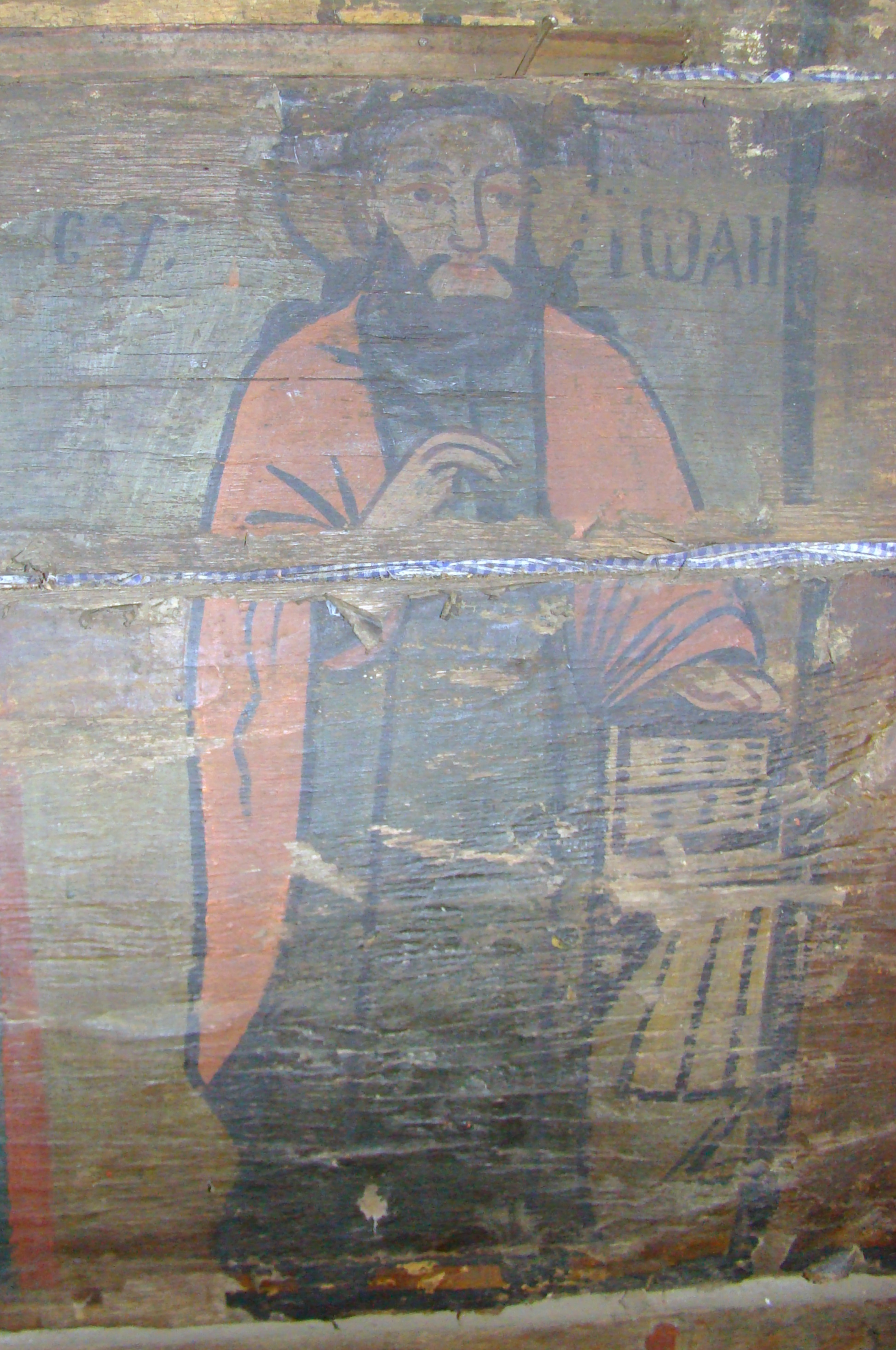
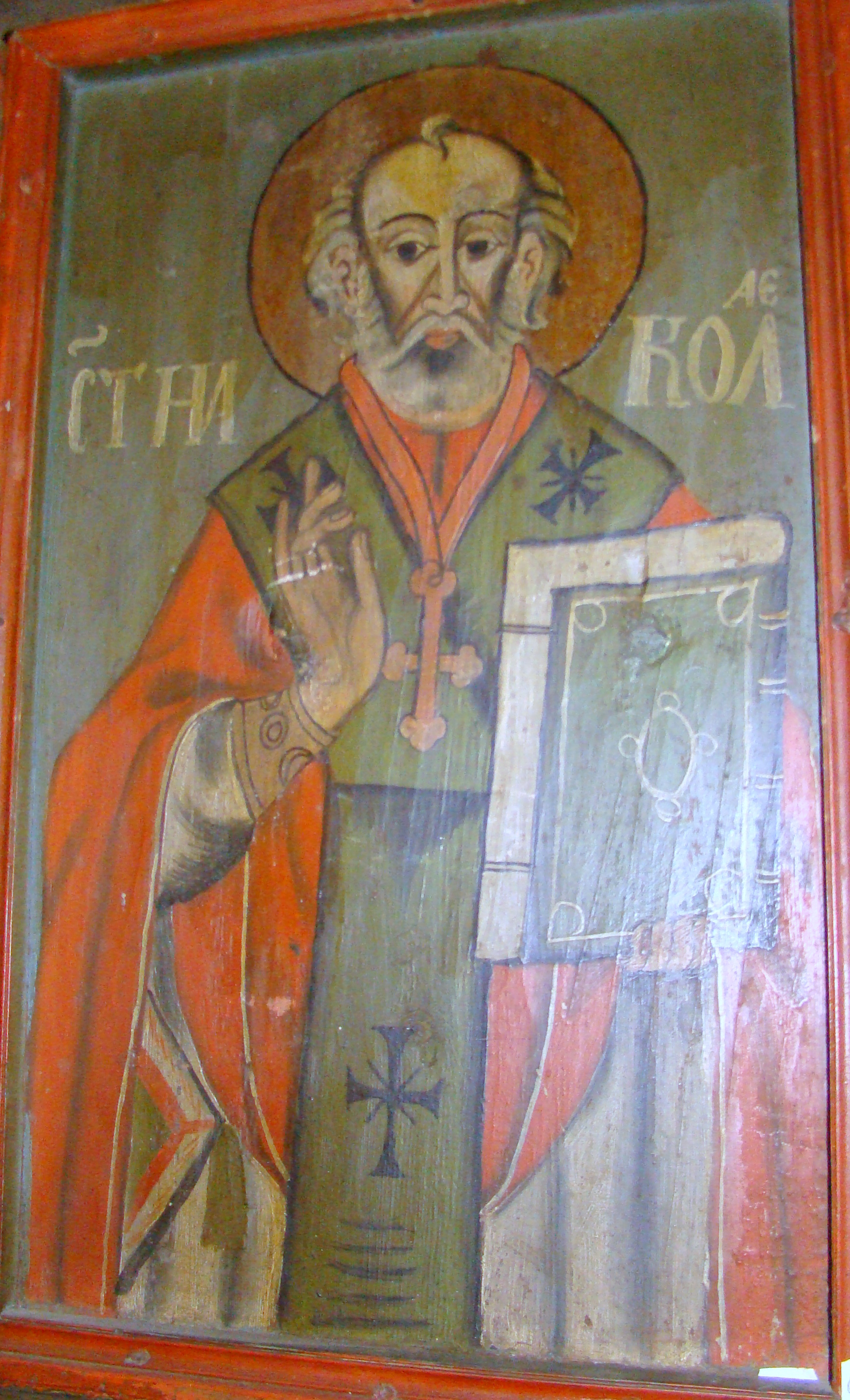
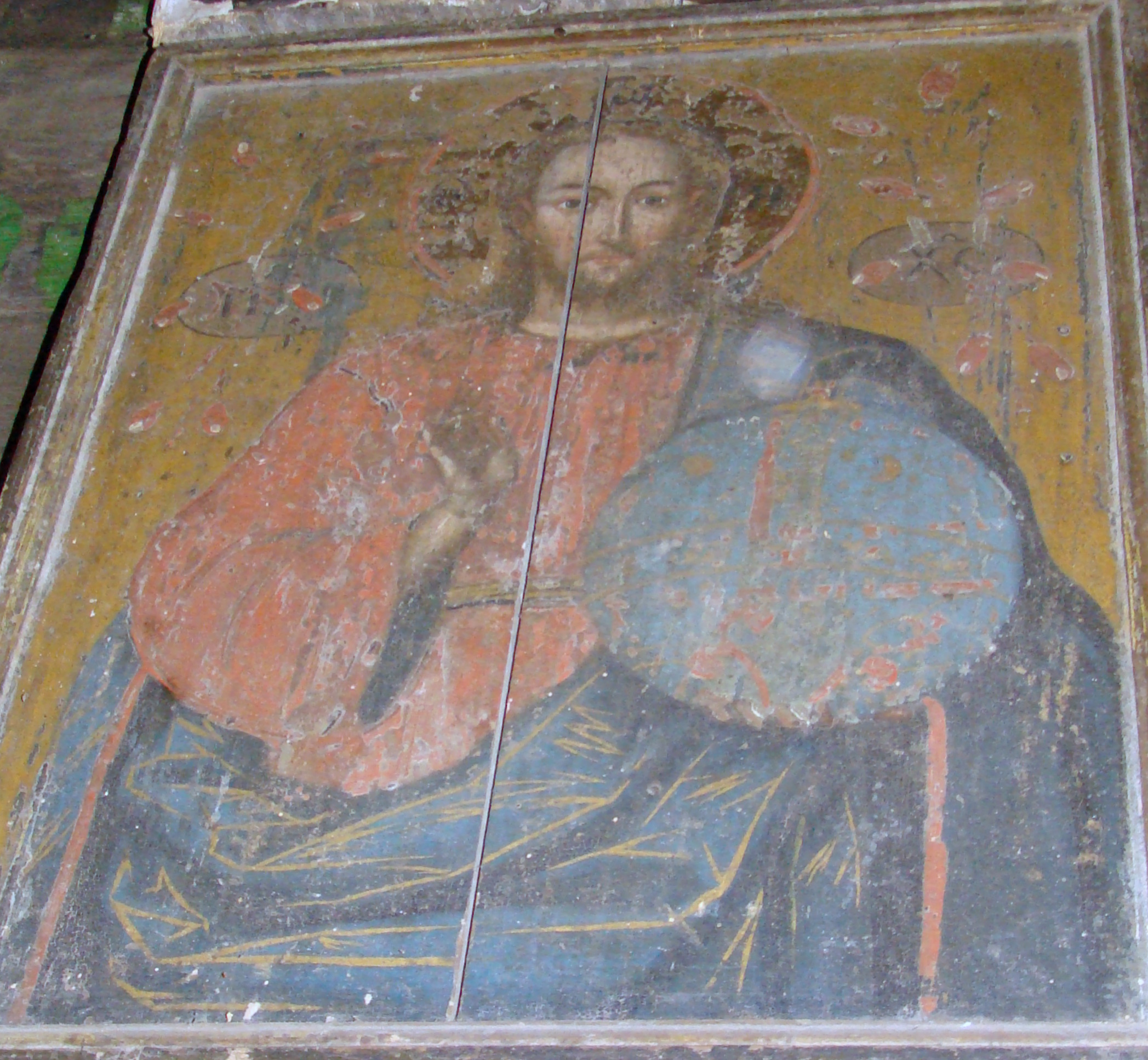
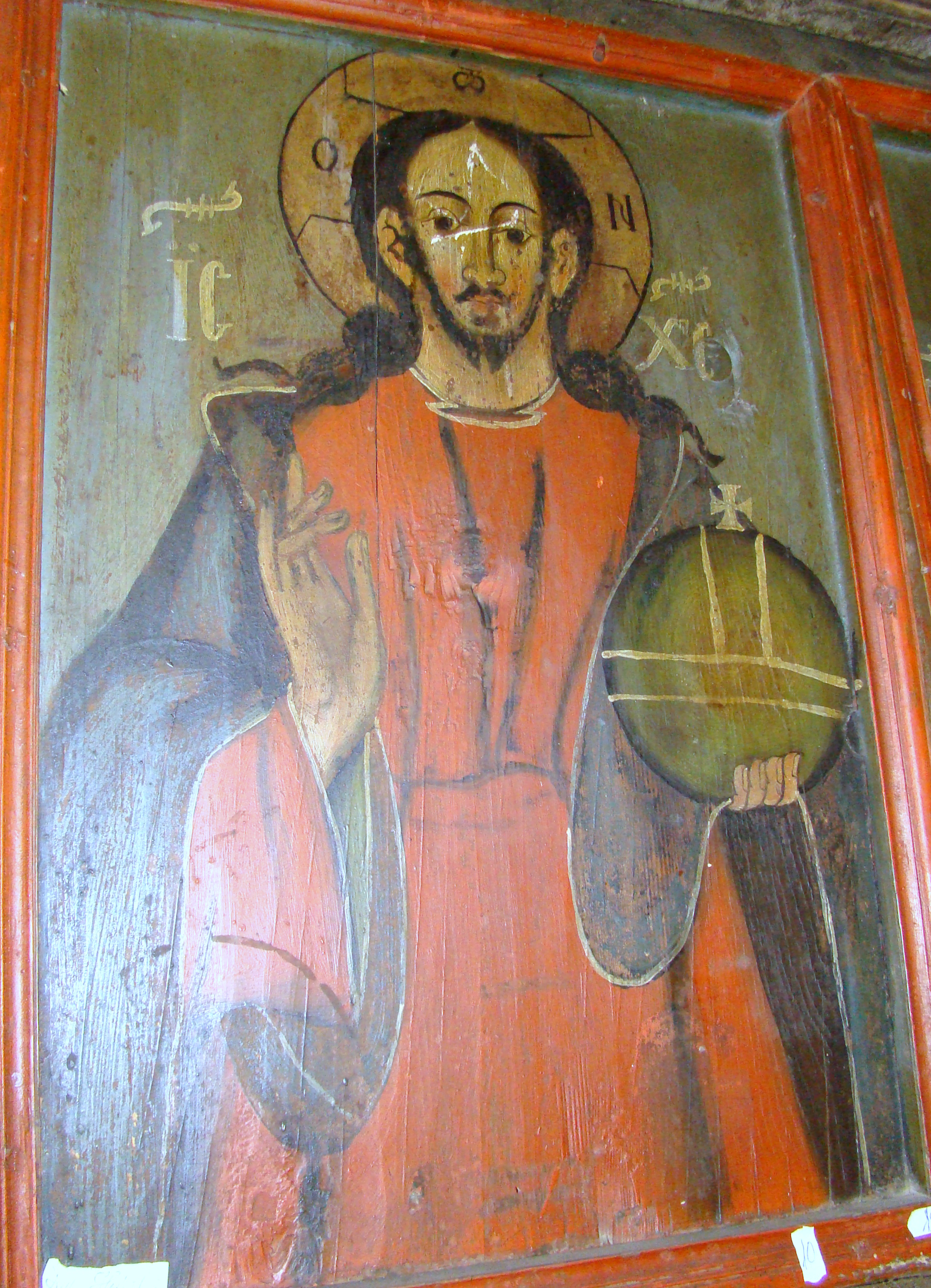
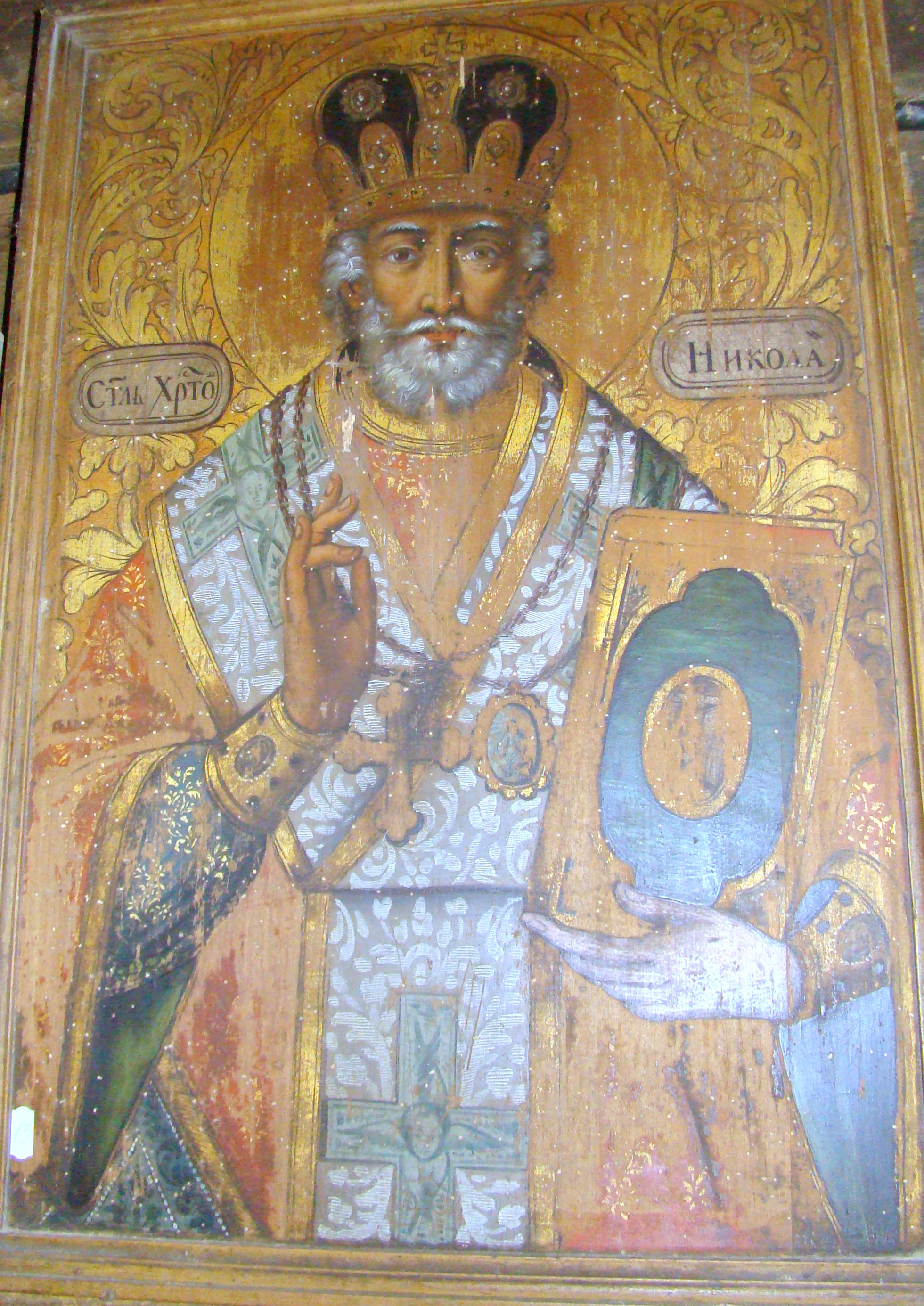
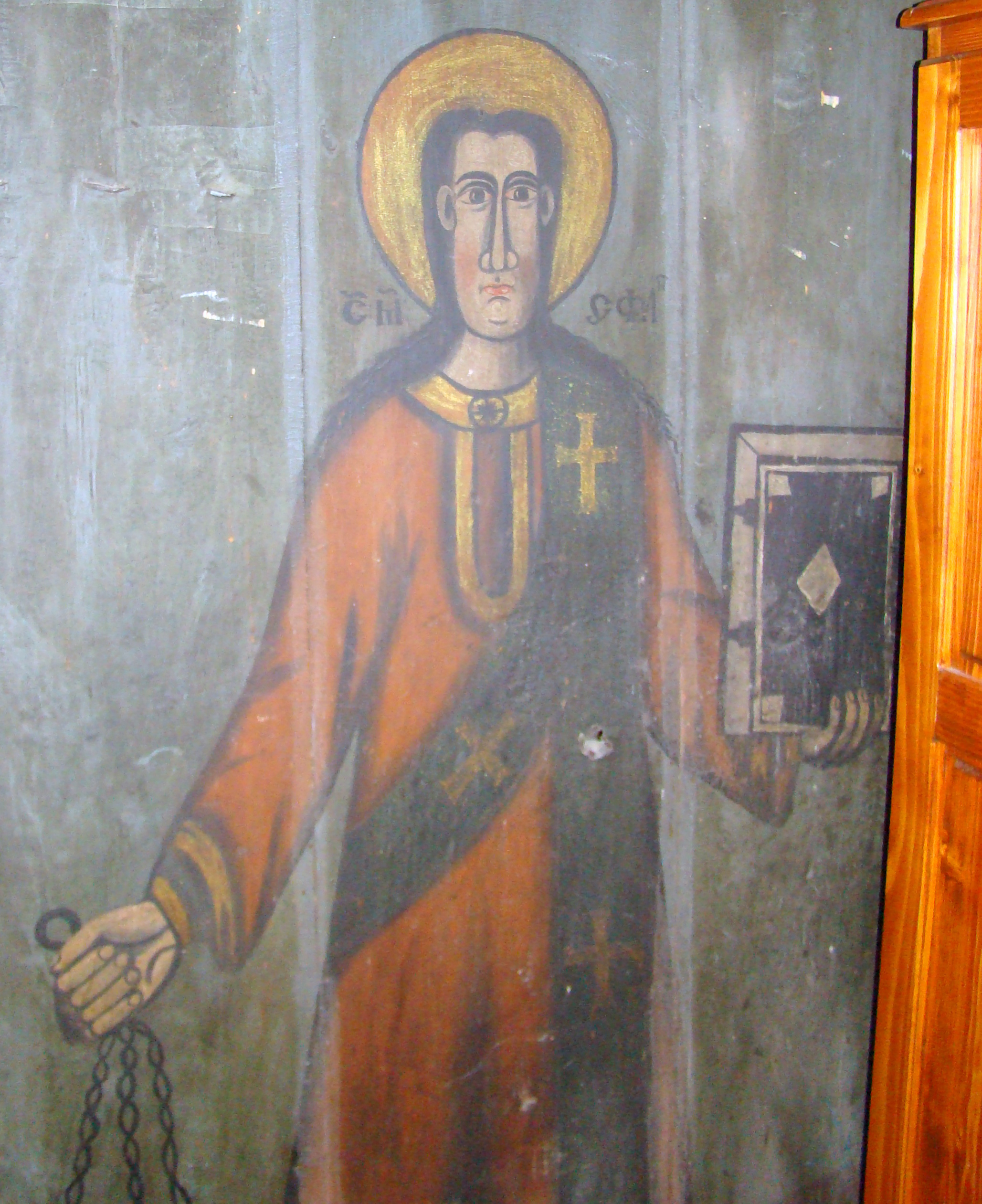
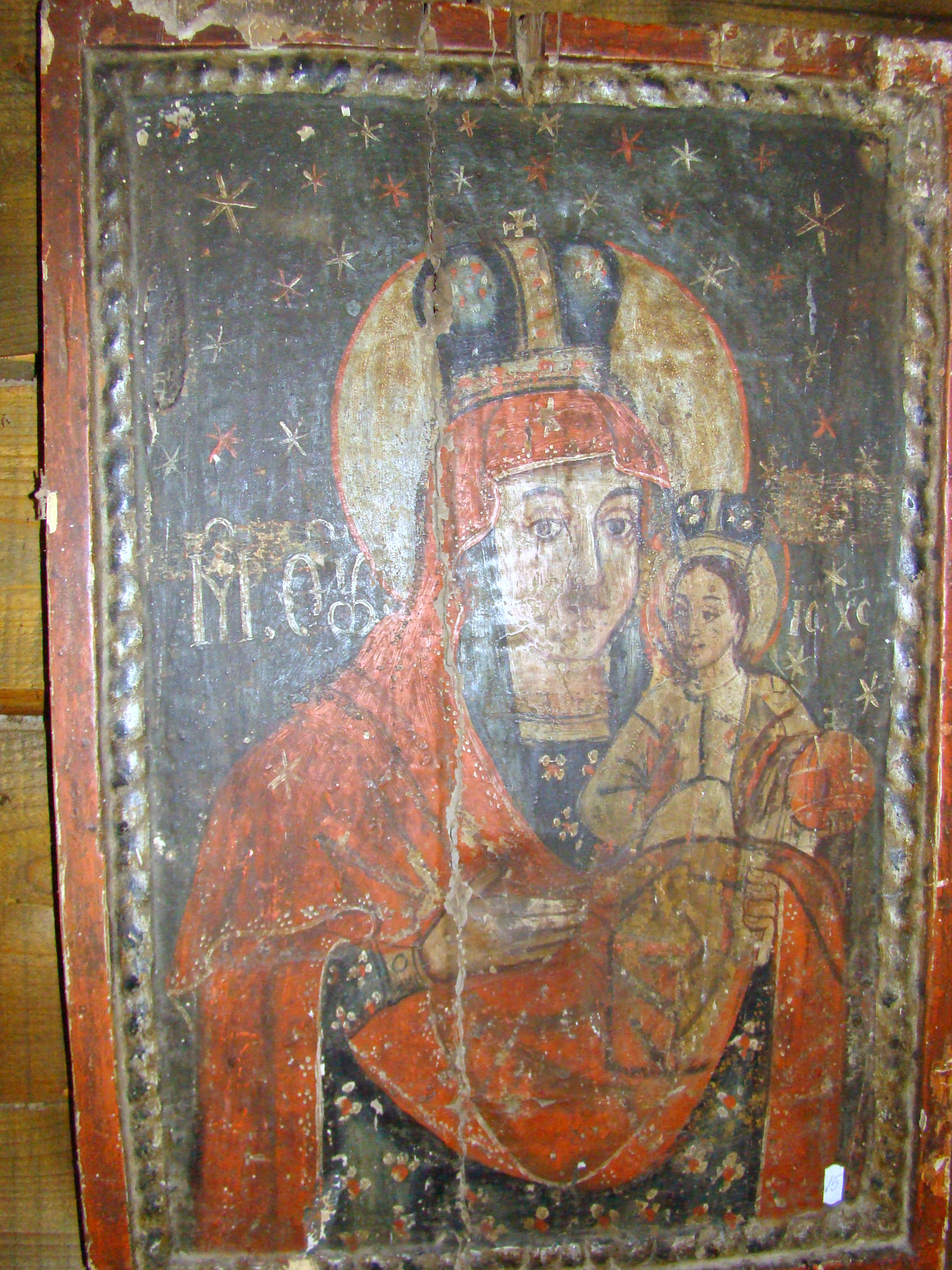
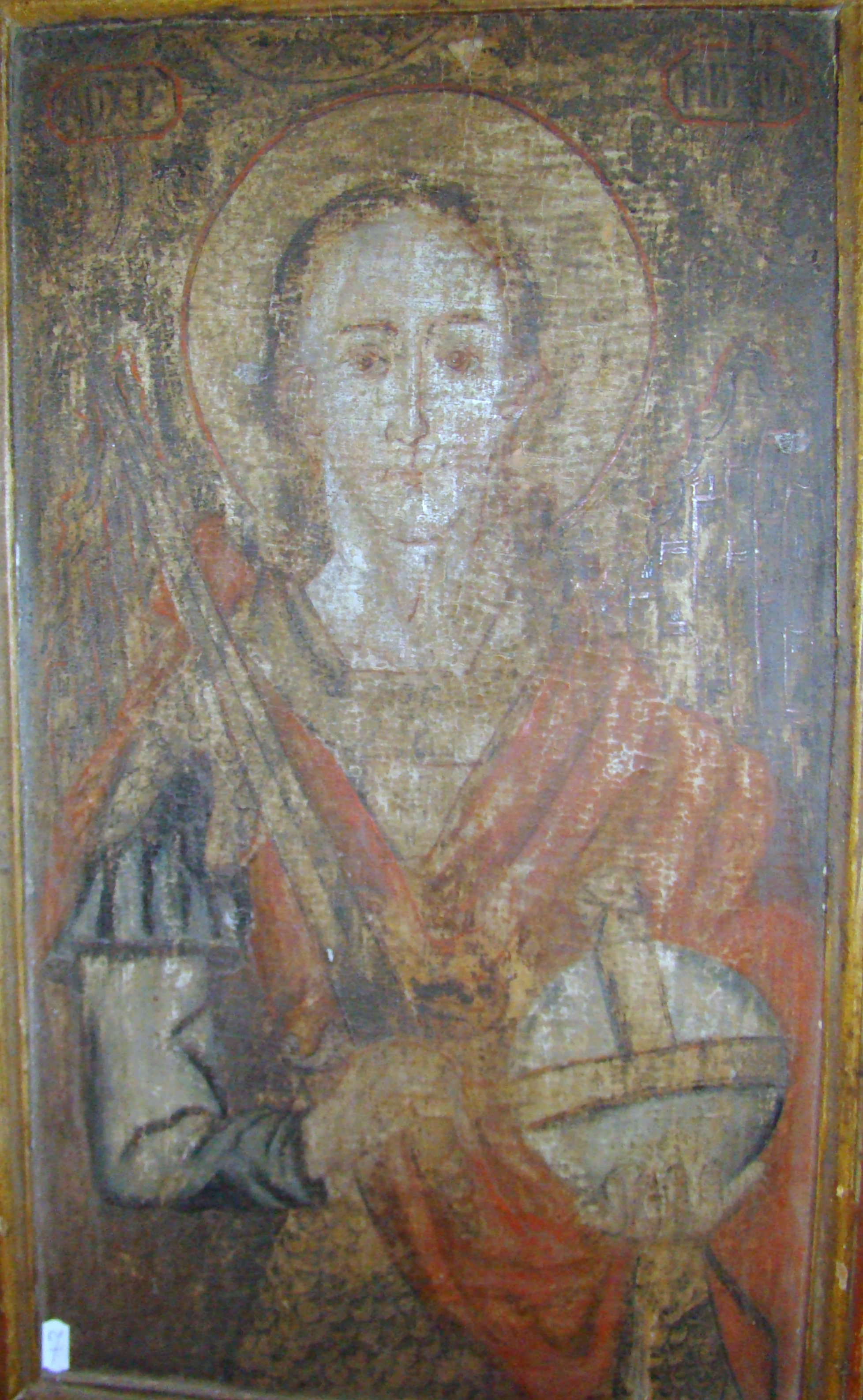
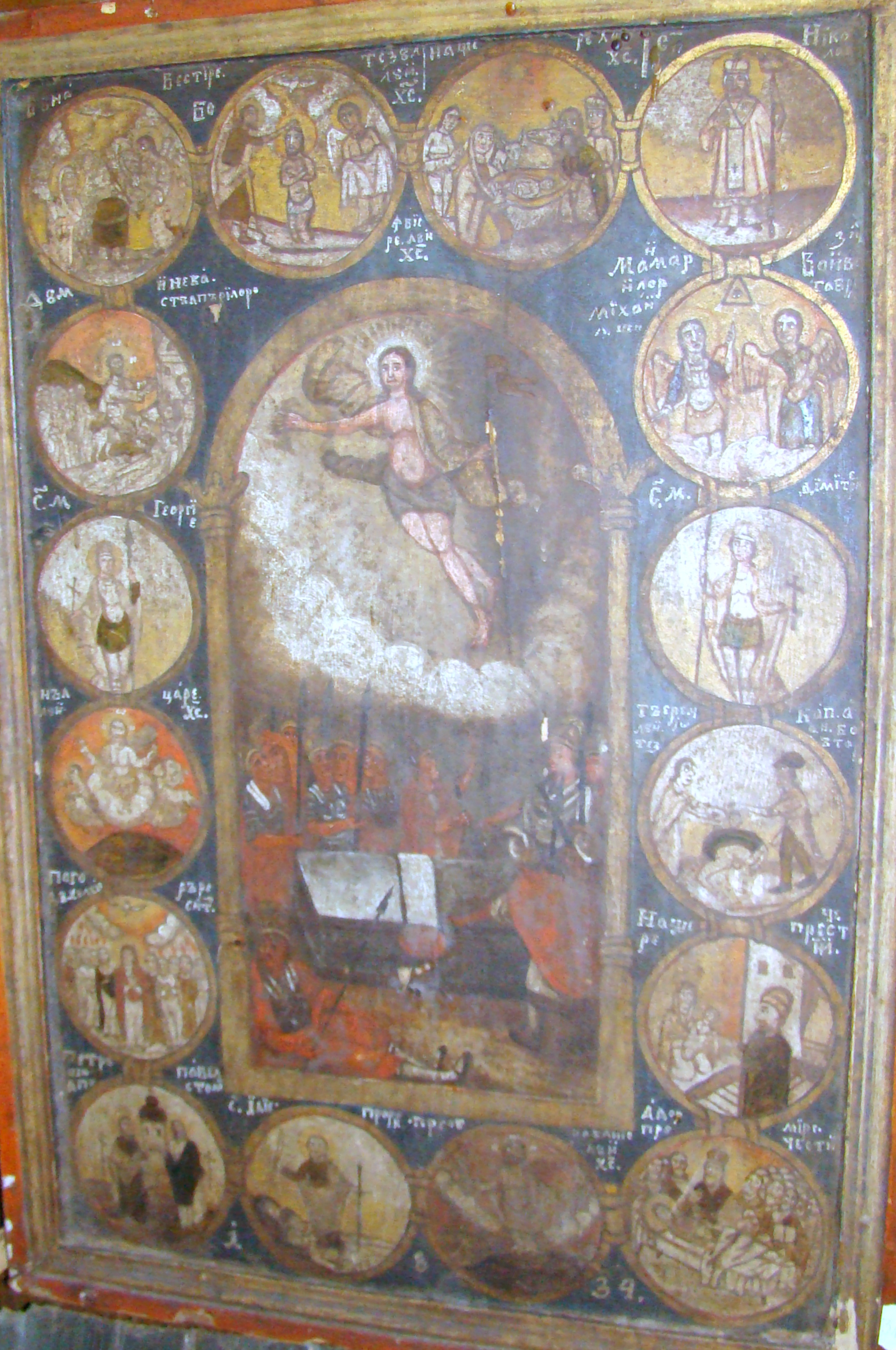
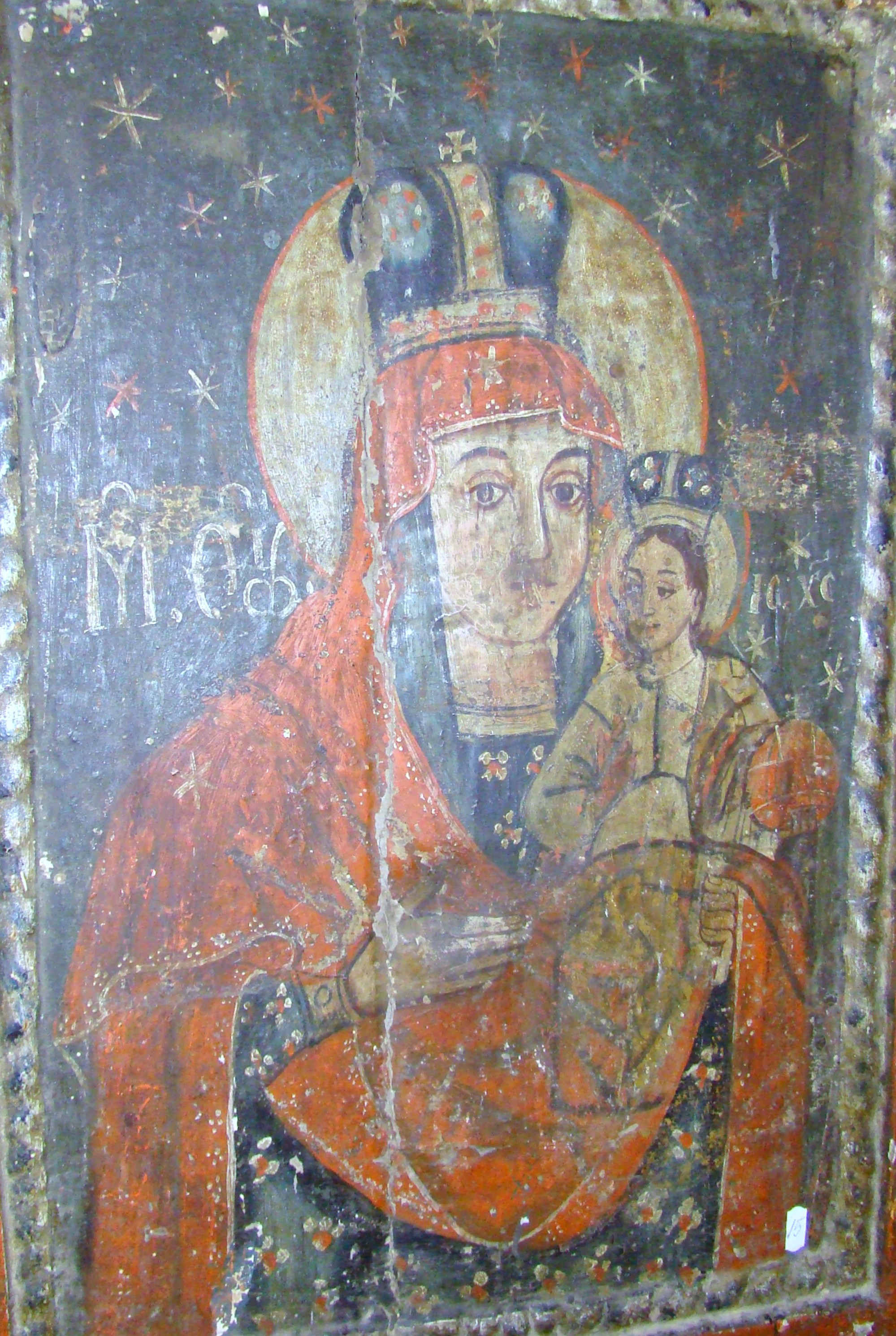
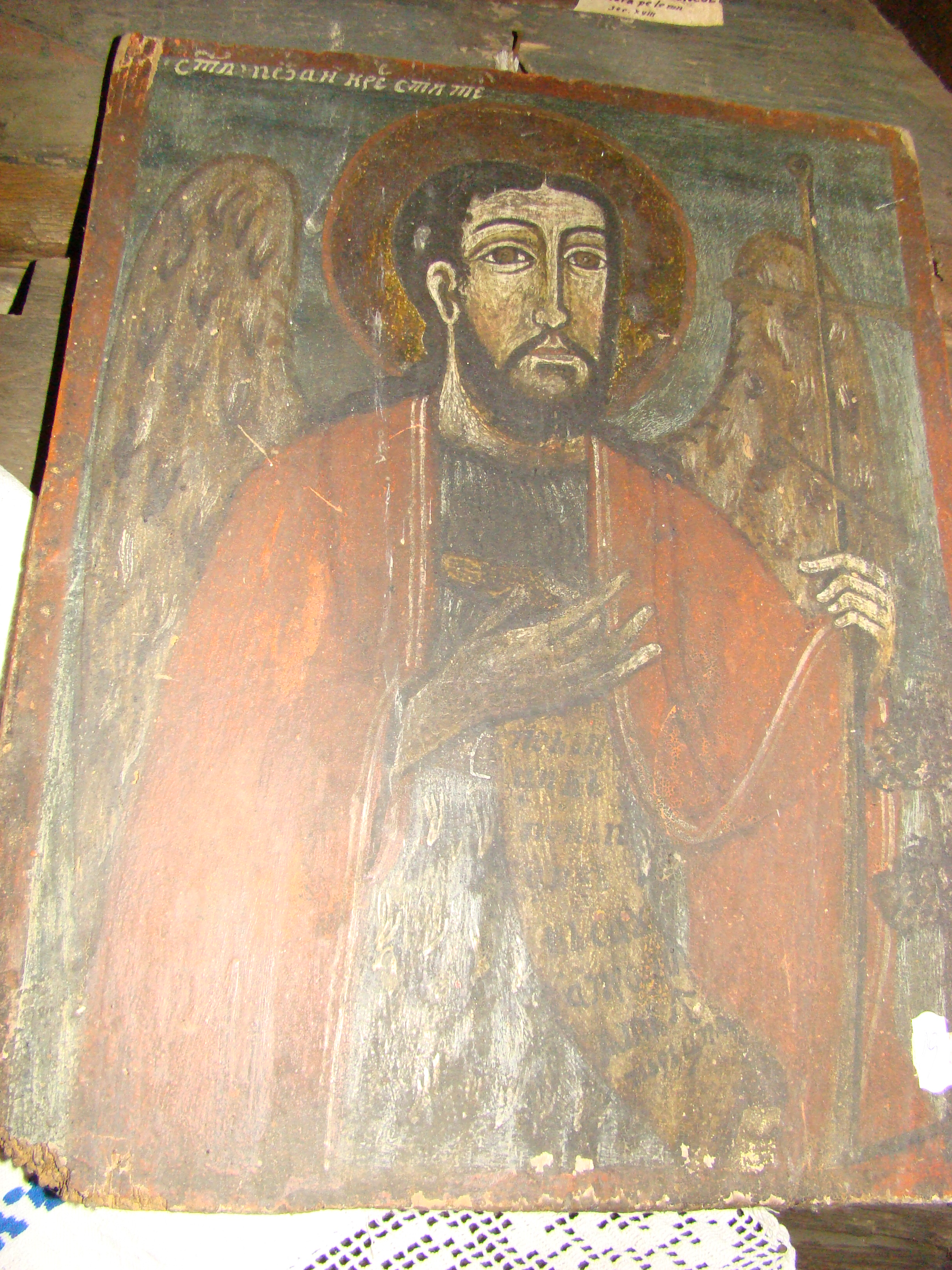
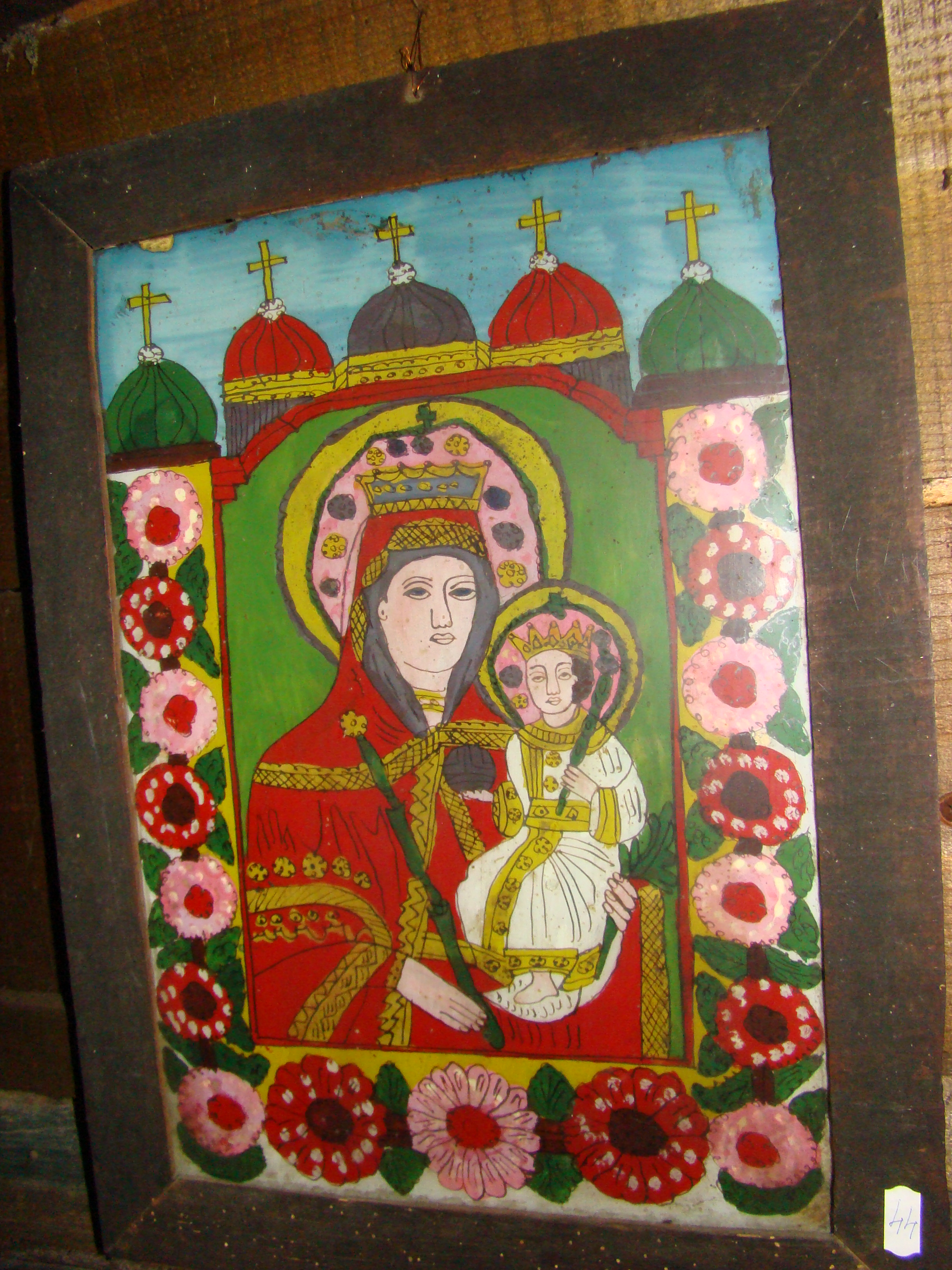
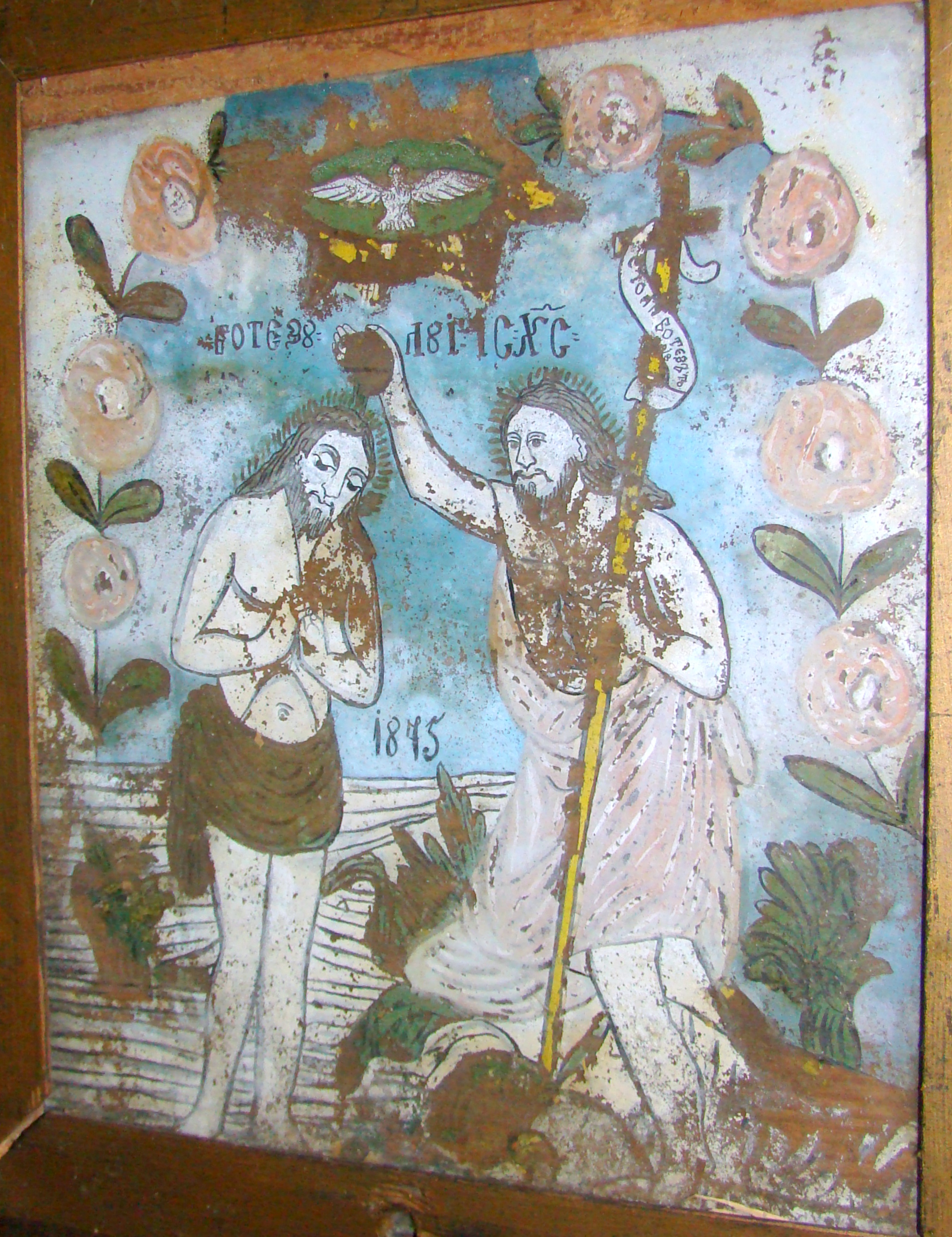
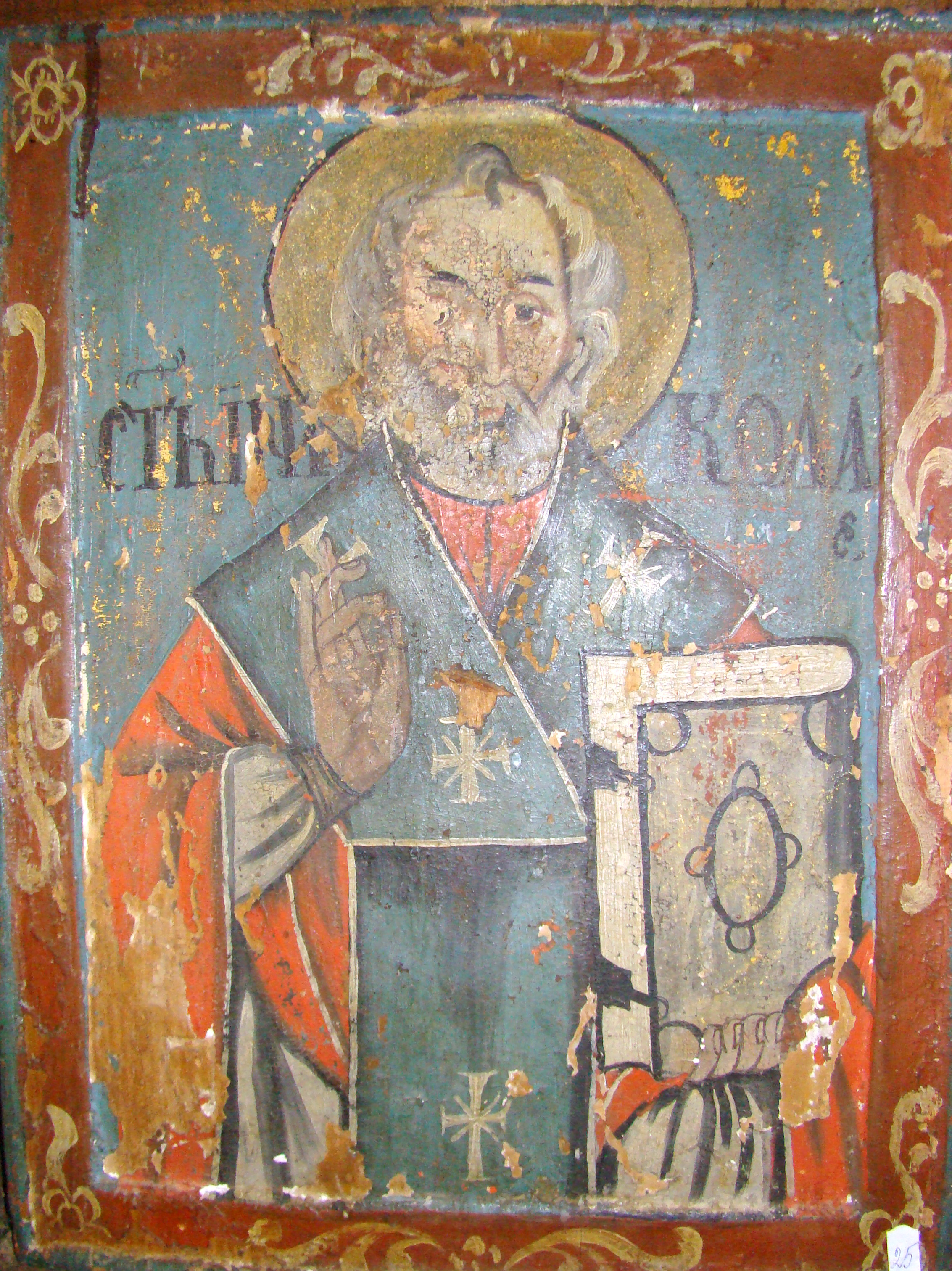
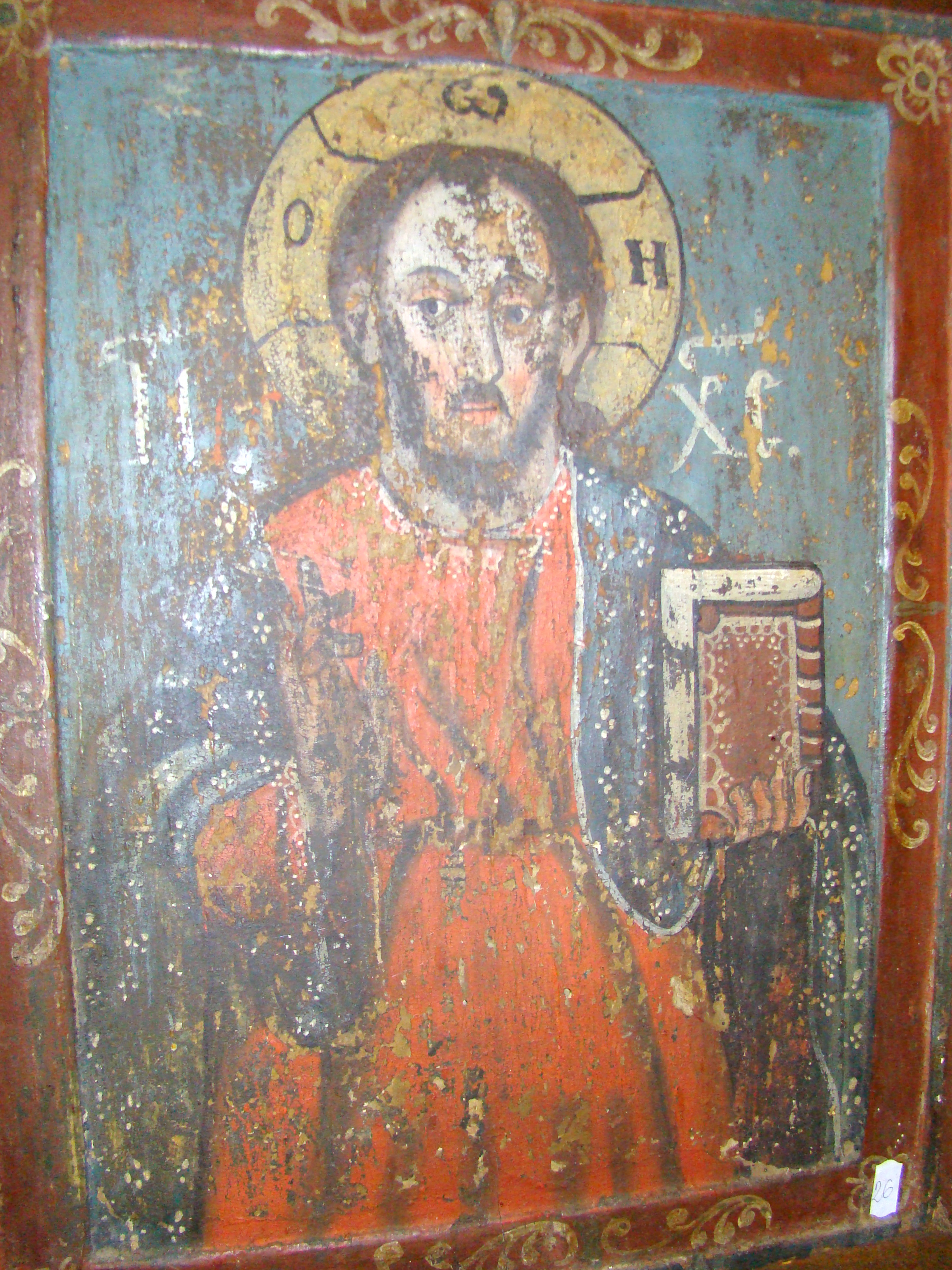
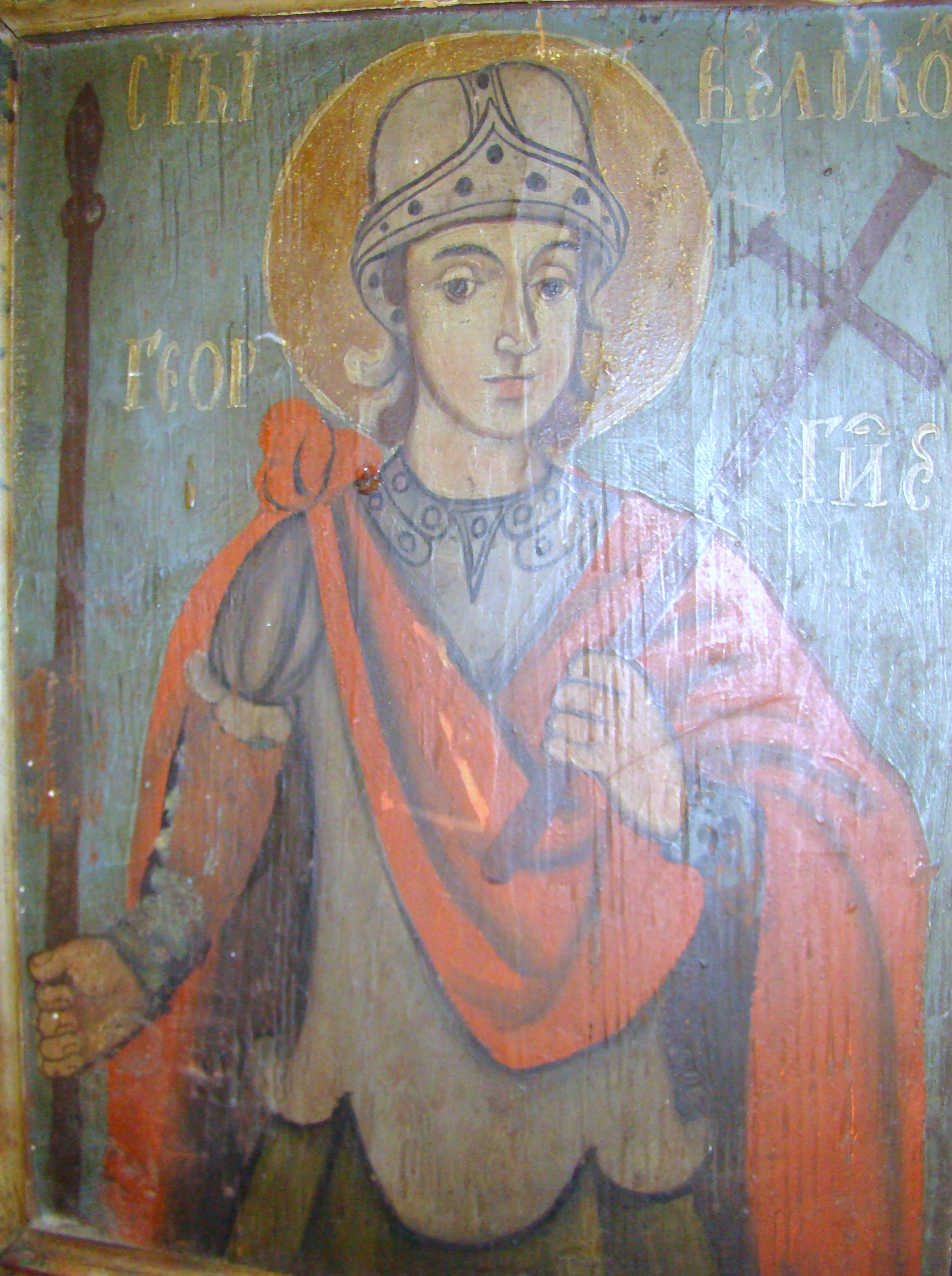
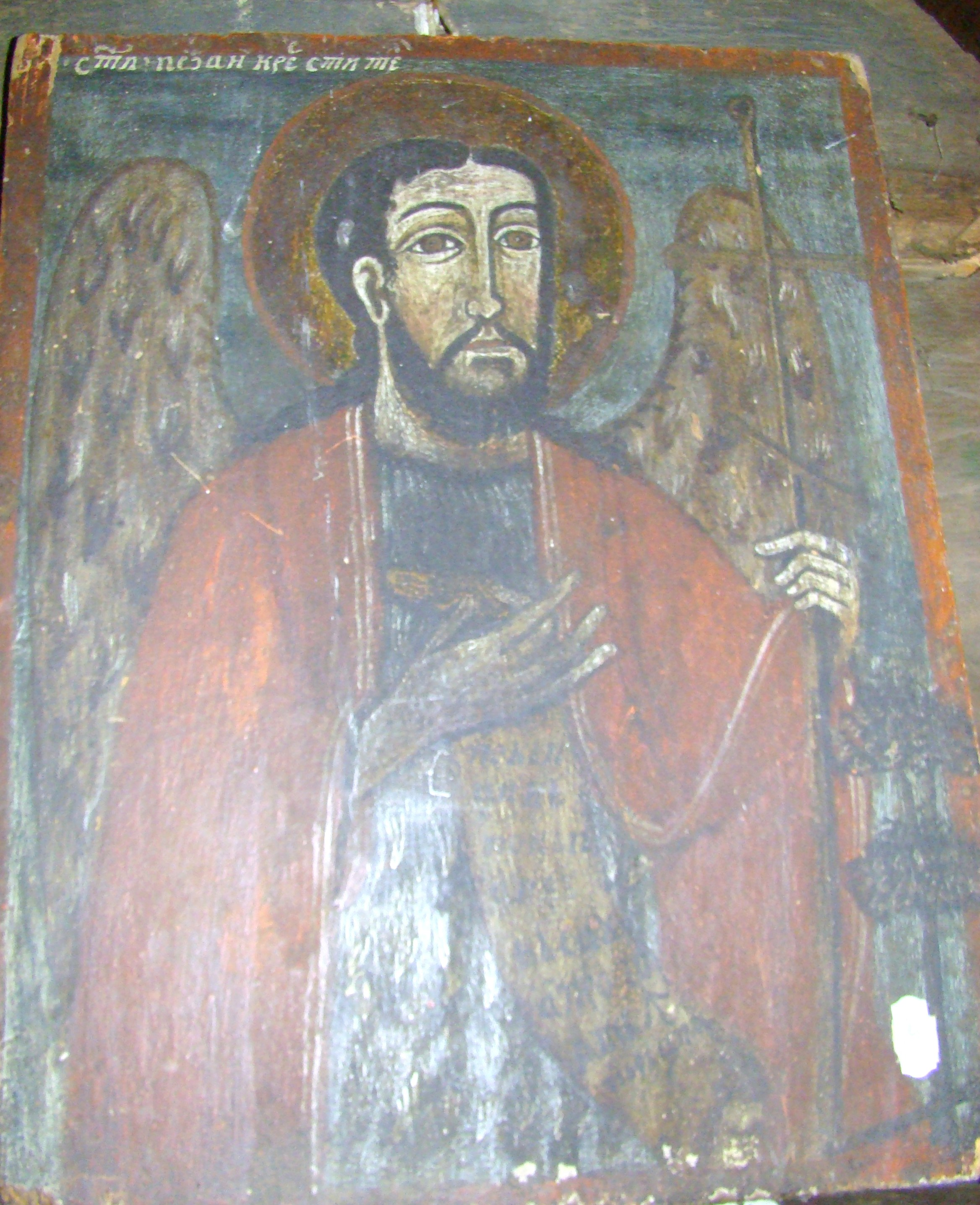
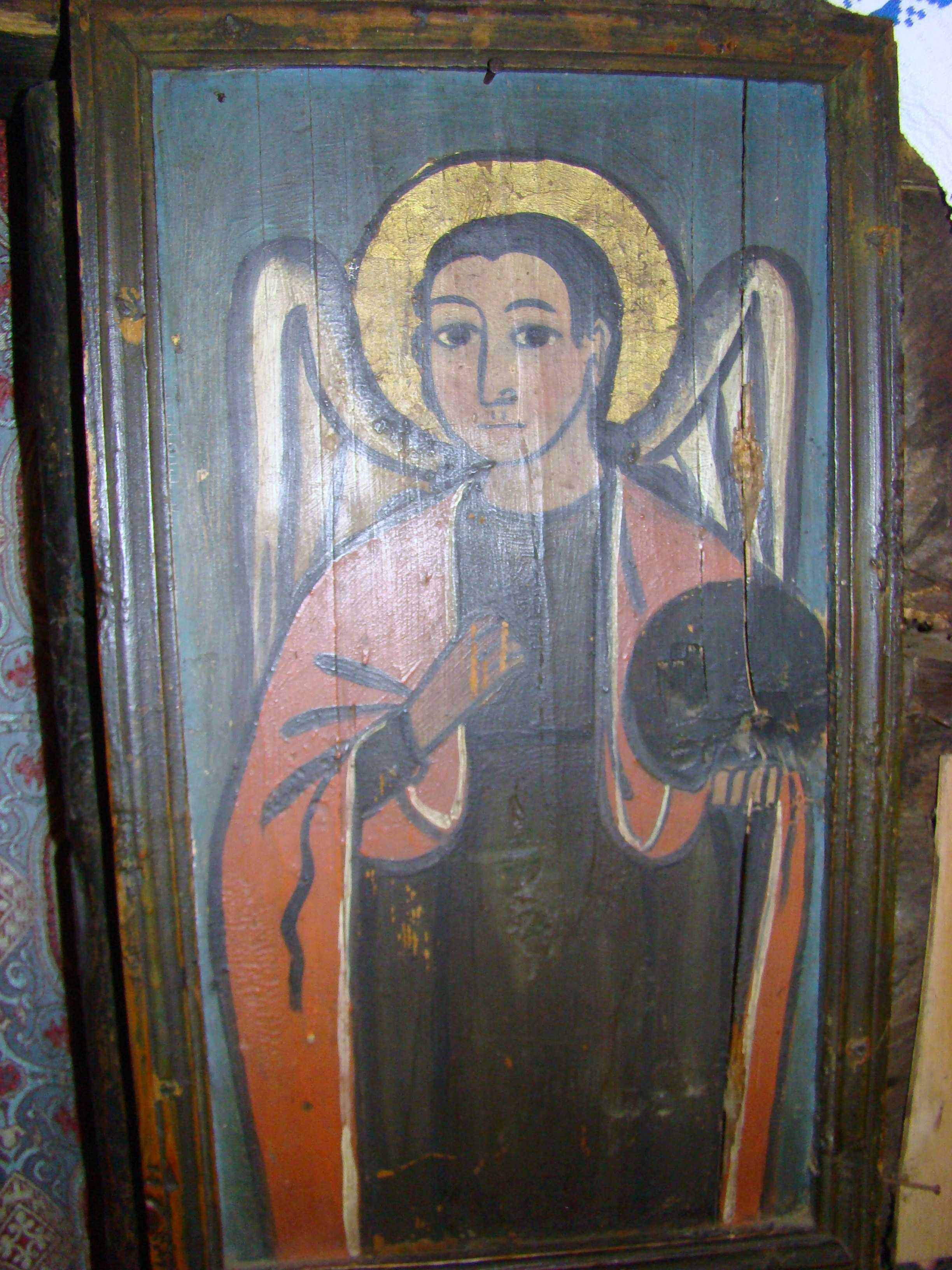
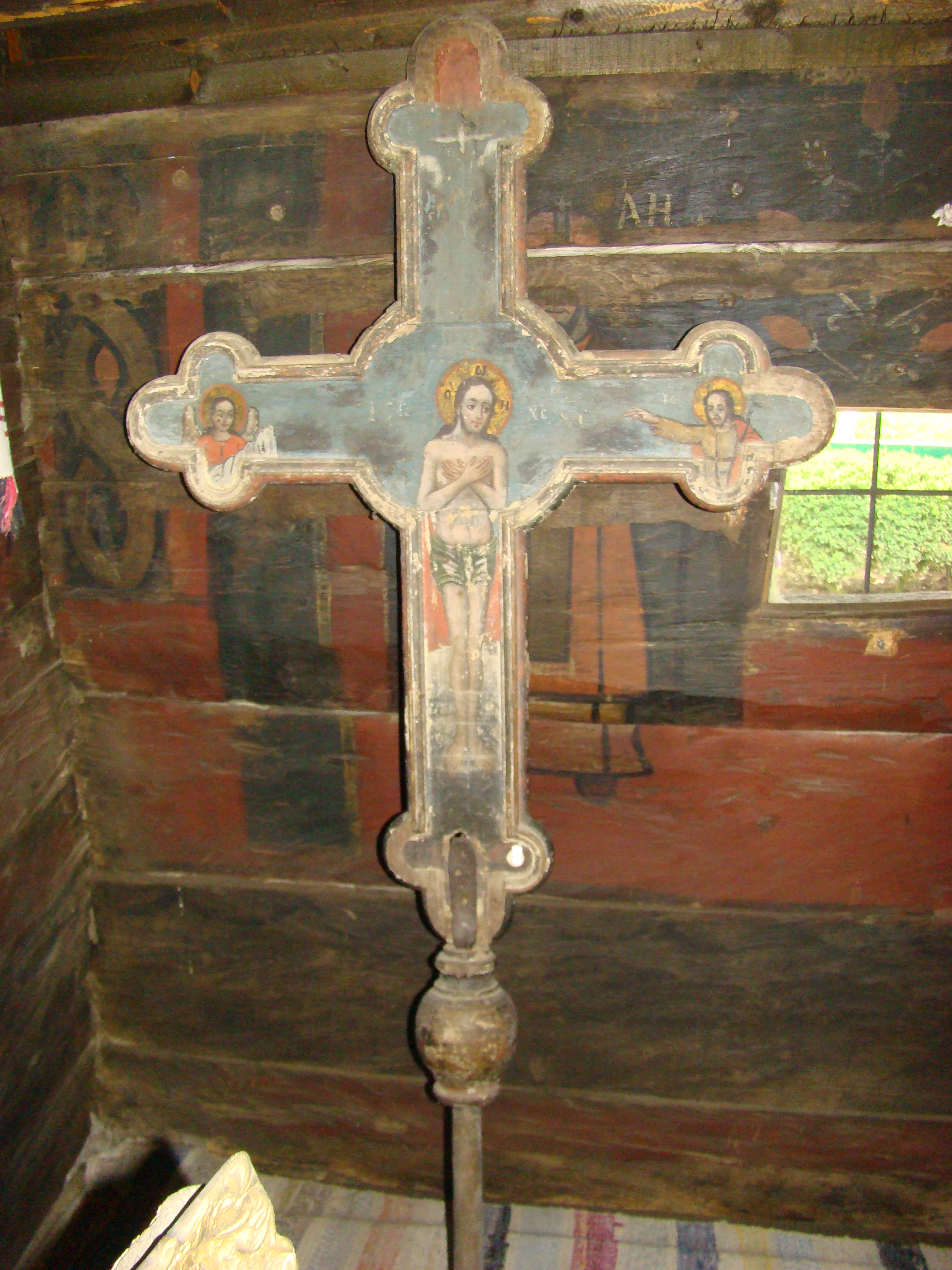
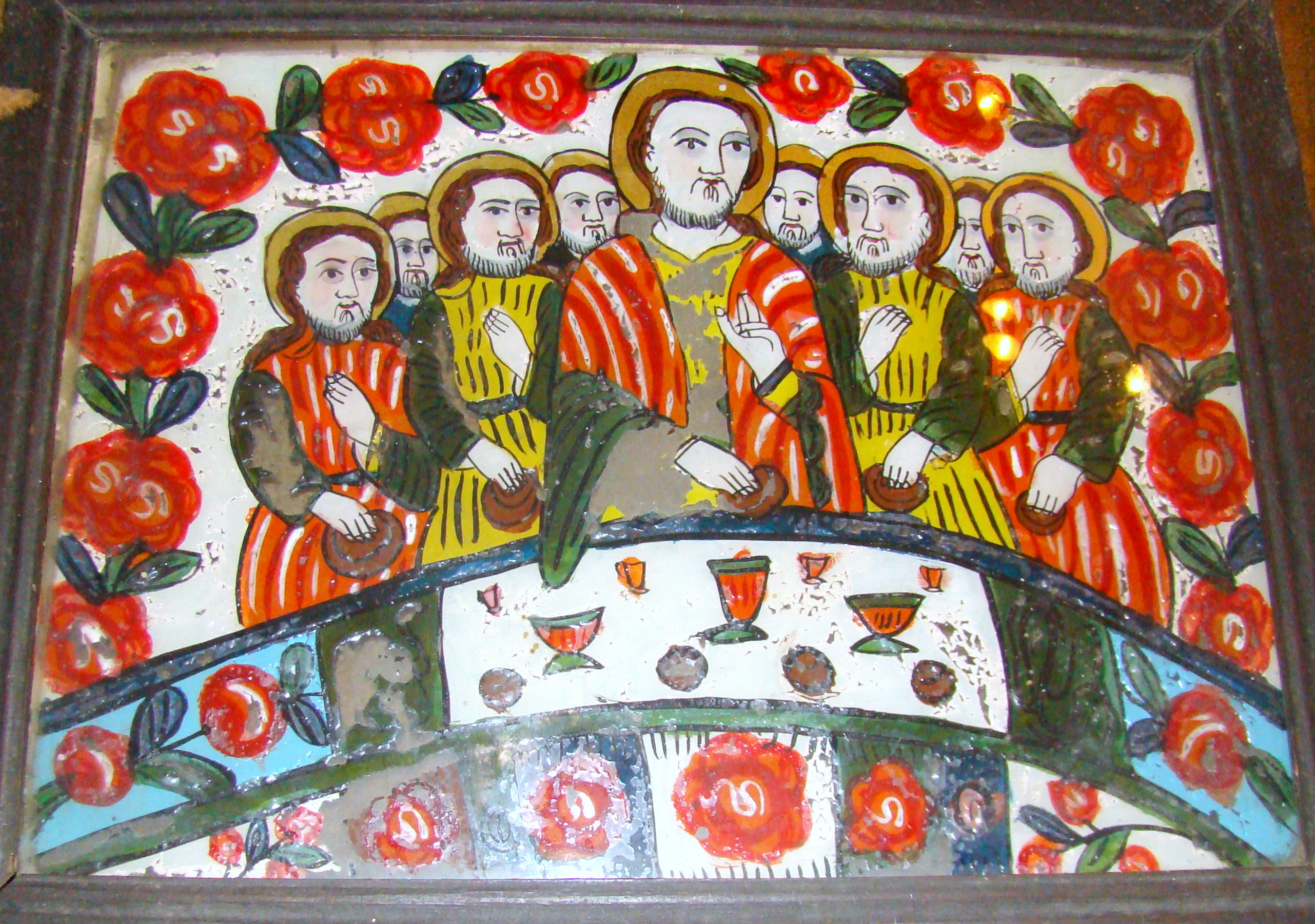